# Salles des Croisades
Les salles des Croisades sont cinq salles du Château de Versailles, créées par Louis-Philippe en 1843, où sont exposés les armoiries et noms des principaux chefs croisés, et des toiles historiques représentant des événements des croisades et des portraits de chefs croisés.

## Aperçu
La redécouverte et l'étude du Moyen Âge, dès avant 1789, s'amplifient au lendemain de la Révolution française. Certes la création du musée des Monuments français date de 1794, mais c'est en 1831 que Victor Hugo publie Notre-Dame de Paris. C'est sous la Restauration qu'est créée l'École des chartes (1821) et que le musée du Louvre acquiert deux importantes collections d'objets médiévaux. De son côté, le musée national du Moyen Âge, dans l'hôtel de Cluny est inauguré en 1844. Et puis, Eugène Viollet-le-Duc restaure les sites médiévaux majeurs pendant le Second Empire. Mais en réalité, c'est tout un peuple ou tout au moins ses élites les plus cultivées qui se passionnent pour l'histoire et l'archéologie. Cet intérêt pour le Moyen Âge se retrouve aussi en Grande-Bretagne, où il fait le succès du roman Ivanhoé, ainsi que dans l'Allemagne pré-romantique et romantique. Les Things, ces assemblées de compagnons sous l'Antiquité et le Moyen Âge germaniques se retrouvent même dans les écrits des premiers socialistes.
La galerie des Batailles et les salles des Croisades ne sont pas créées par Louis-Philippe dans le but de permettre au peuple de retrouver d'hypothétiques libertés germaniques ou gauloises, mais de réconcilier les Français après les excès de certains révolutionnaires ou royalistes dans les décennies précédentes. « Ce que le roi Louis-Philippe a fait à Versailles est bien », commente Victor Hugo. « Avoir accompli cette œuvre, c'est avoir été grand comme roi et impartial comme philosophe ; c'est avoir fait un monument national d'un monument monarchique ; c'est avoir mis une idée immense dans un immense édifice ; c'est avoir installé le présent dans le passé, 1789 vis-à-vis de 1688, l'empereur chez le roi, Napoléon chez Louis XIV ; en un mot, c'est avoir donné à ce livre magnifique qu'on appelle l'histoire de France cette magnifique reliure qu'on appelle Versailles. » Le roi bourgeois essaie dans le château des derniers Bourbons, en rendant hommage aux croisés, de flatter la noblesse et le clergé qui lui sont farouchement hostiles. En 1830, beaucoup d'officiers et de fonctionnaires ont en effet démissionné pour montrer leur fidélité à Charles X. Cette tentative va échouer. Toutefois, comme pour les Honneurs de la Cour, ils fournissent des preuves pour que leurs familles soient représentées sur les murs de ces cinq salles. Mais les rares familles non éteintes n'abandonnent pas leurs convictions légitimistes pour cela et dénoncent, comme les exclues, des erreurs, soit bien réelles, soit des détails, comme la représentation des blasons. Ceux-ci pour les premiers croisés sont les armes que porteront leurs descendants. Comme on peut le voir les premiers blasons sont très simples. Le premier figuré, celui des Montpellier, est : De gueules.
Dès 1834, Louis-Philippe, dans le musée de l'Histoire de France qu'il vient de créer à Versailles, décide de consacrer aux croisades une salle du premier étage, derrière le salon d'Hercule. L'espace trop étroit est vite abandonné pour le rez-de-chaussée de l'aile du Nord. Le musée de l'Histoire de France du château de Versailles, « dédié à toutes les Gloires de la France », est inauguré officiellement par Louis-Philippe le 10 juin 1837, dans le cadre des festivités qui marquent le mariage du prince royal avec la princesse Hélène de Mecklembourg. Il comprend notamment ces salles des Croisades dont les frises portent les armes et les noms des chevaliers croisés ouvertes au public en 1843.
Pour les meubler, Louis-Philippe commande 150 tableaux et plus de 300 figures. Les portes de l'Hôpital des chevaliers de l'ordre de Saint-Jean de Jérusalem sont rapportées de Rhodes pour être insérées dans le décor néogothique qu'elles ont inspiré à l'architecte Frédéric Nepveu. Louis-Philippe innove en créant des salles dédiées aux croisades en tant qu'événements historiques et non comme un prétexte à glorifier un personnage. Les cinq salles des Croisades et la partie de la galerie de sculpture no 16 qui leur sert de vestibule, occupent au rez-de-chaussée le gros pavillon de l'aile du Nord, qui portait aussi le nom de pavillon de Noailles. Il était destiné à loger les principaux personnages de la suite du roi, de la reine et des princes.

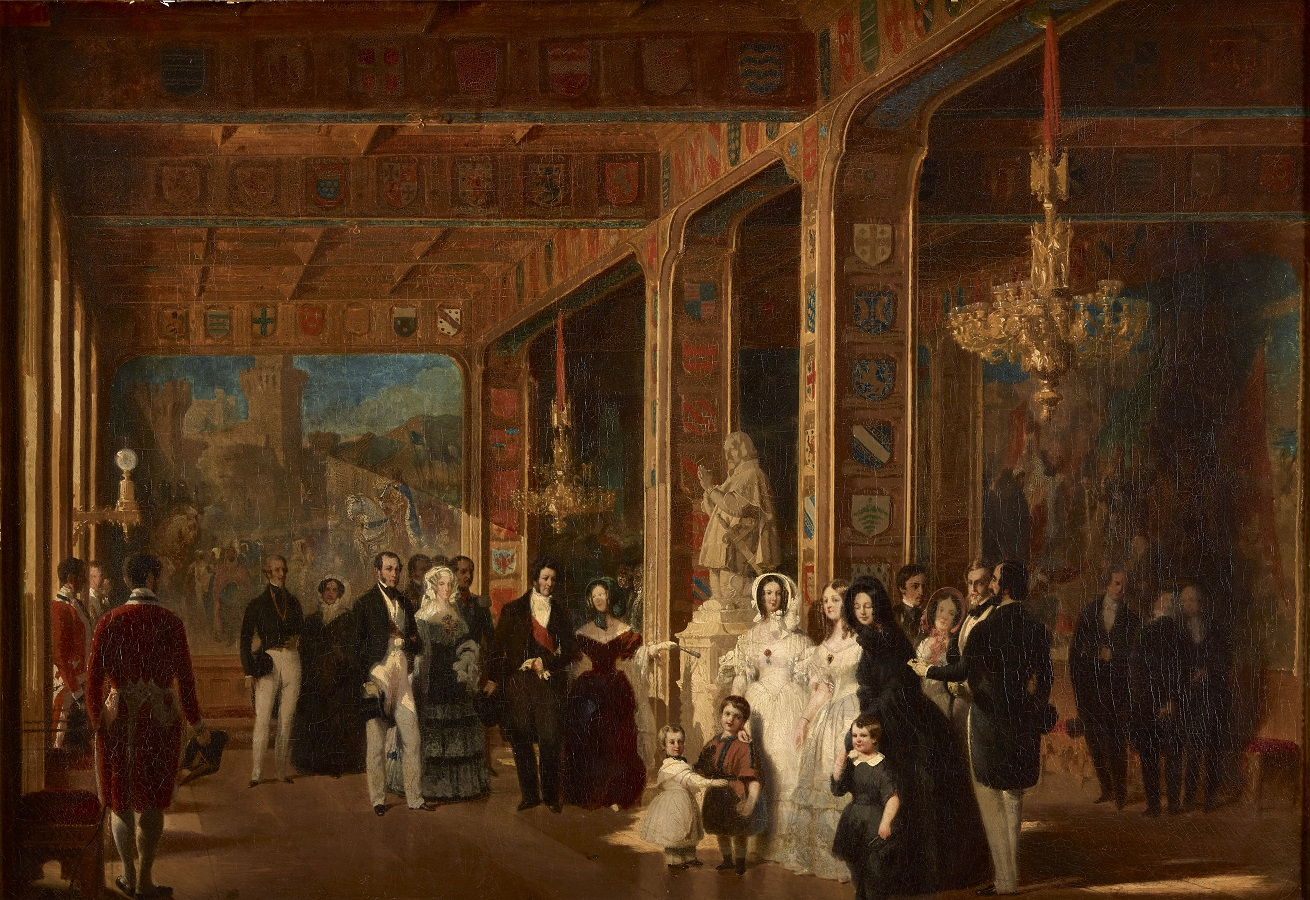
Tableau de Prosper Lafaye représentant Louis-Philippe accompagné de sa famille et de son gendre Léopold Ier, roi des Belges, visitant la grande salle des Croisades en juillet 1844[J 1].
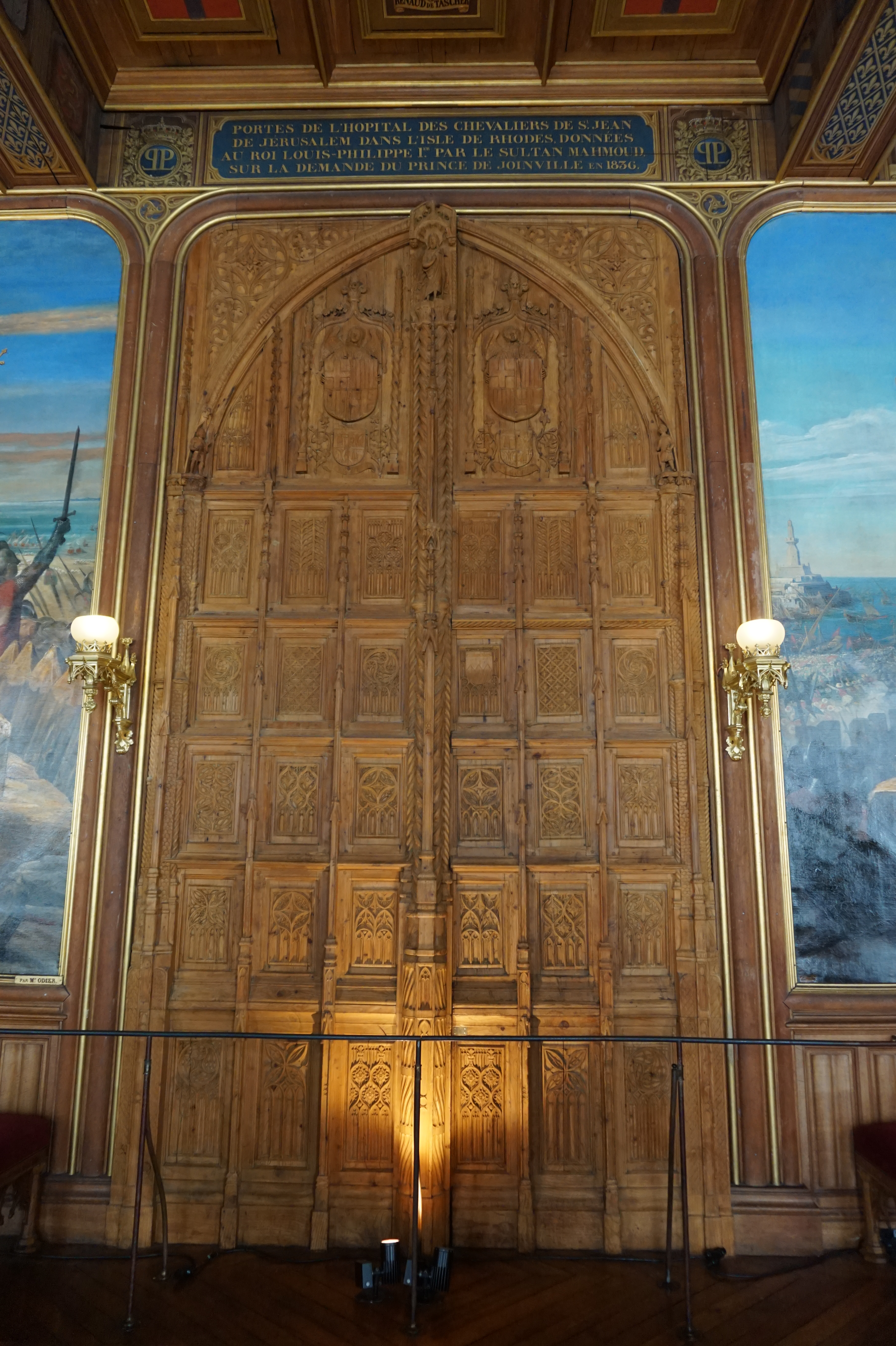
Portes de l'hôpital de Rhodes installées dans la cinquième salle des Croisades.
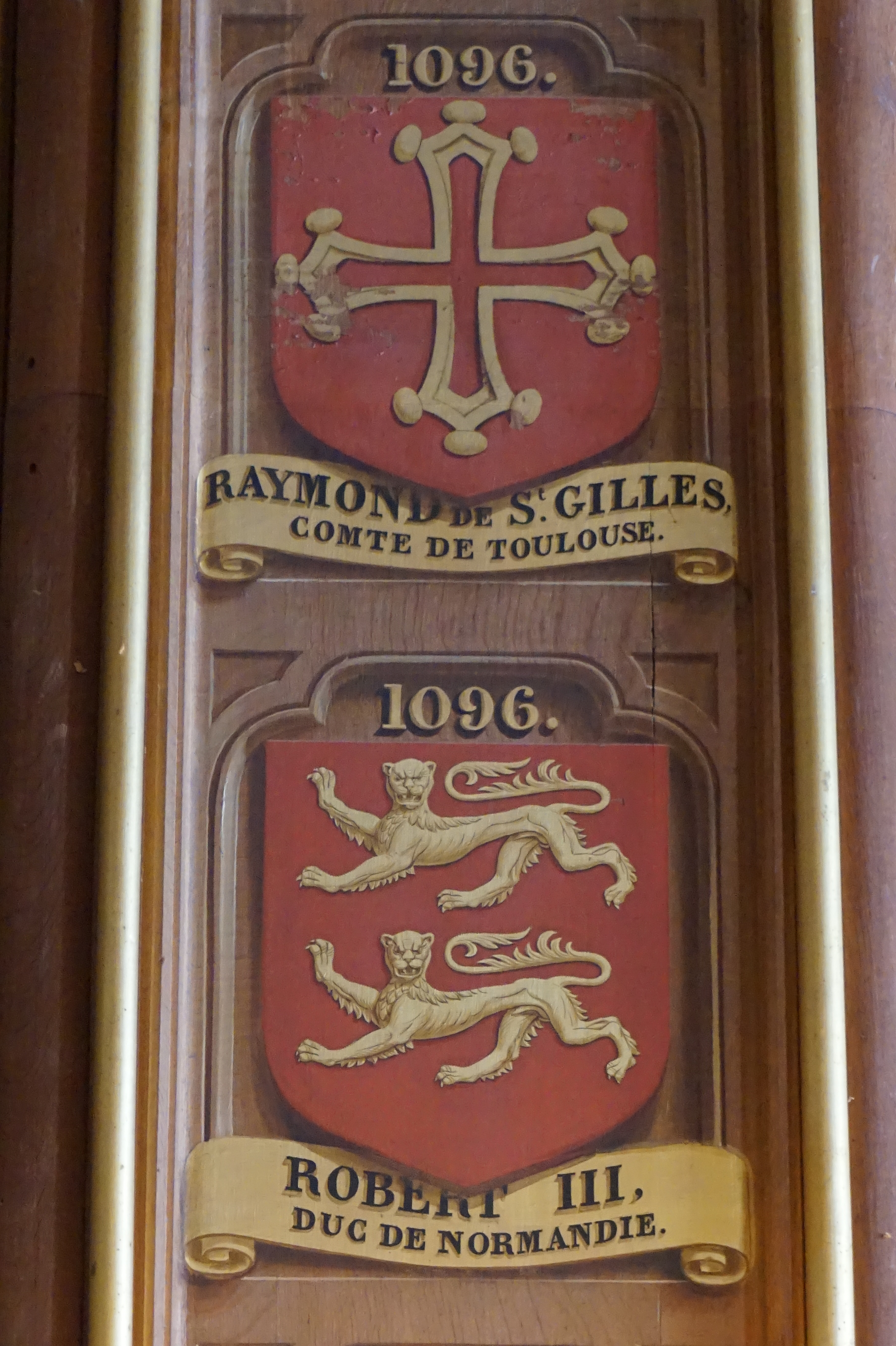
Exemple d'armoiries dans la cinquième salle.

## Enjeu symbolique et création de faux
La création des salles des Croisades a donné indirectement naissance à l'une des entreprises de faux documents du Moyen Âge les plus importantes de l'histoire française. Après l'ouverture des secondes salles en 1842, un grand nombre de familles ont présenté des actes prouvant la participation de l'un de leurs ancêtres aux croisades. Ces actes avaient, en grande partie, été achetés à l'officine Courtois. Cet habile faussaire utilisait d'authentiques documents et sceaux médiévaux, en les grattant et en y ajoutant les noms voulus. Cette entreprise a réussi à tromper l'expert désigné par le pouvoir royal, Léon Lacabane. Ce n'est qu'en 1956 que Robert-Henri Bautier mit au jour le mécanisme de ces falsifications,.
Philippe du Puy de Clinchamps, dans son ouvrage intitulé La Noblesse, écrit : « Louis-Philippe ouvrit, en 1839-1840, une salle des Croisades au palais de Versailles où, pour flatter la vieille noblesse légitimiste, figuraient les armoiries des familles des chevaliers croisés (ce fut, aux yeux de la critique historique, une immense tromperie montée par un certain Courtois, assisté d'un disciple qui devait devenir un maître faussaire, Denis Vrain-Lucas). »
Régulièrement, des chercheurs apportent de nouveaux éclairages, tendant à nuancer le jugement qui classe toutes les chartes Courtois parmi les faux retentissants. L'état actuel des recherches tendrait à nuancer les résultats obtenus par R.-H. Bautier, montrant que dans les chartes Courtois figureraient quelques documents parfaitement authentiques.

## Première salle des Croisades
La première salle des Croisades et la partie du vestibule qui la précède, formaient un appartement occupé sous Louis XIV par le maréchal d'Estrées et, sous Louis XV, d'abord par madame de Conflans, gouvernante des enfants de la maison d'Orléans, puis par la duchesse de Lauraguais, dame d'atour de la dauphine. Le plafond et la frise de cette salle sont décorés des armoiries des rois, princes, seigneurs et chevaliers qui prirent éventuellement part aux trois premières croisades, de 1096 à 1191.

### Croisés de la première salle
| 1096 | Aymery Ier, vicomte de Narbonne.                                         |
|      | Arnaud de Grave.                                                         |
|      | Isarn, comte de Die.                                                     |
|      | Pierre de Champchevrier.                                                 |
|      | Humbert de Marsanne.                                                     |
|      | Patri, seigneur de Chourses.                                             |
|      | Hervé de Léon.                                                           |
|      | Chotard d'Ancenis.                                                       |
|      | Renaud de Briey.                                                         |
|      | Folcran de Berghes.                                                      |
|      | Hugues de Gamaches.                                                      |
|      | Riou de Lohéac.                                                          |
|      | Conan, fils du comte de Lamballe.                                        |
|      | Hélie de Malemort.                                                       |
|      | Foulques de Grasse.                                                      |
| 1101 | Renaud II, seigneur de Château-Gontier.                                  |
| 1102 | Aycard de Marseille.                                                     |
| 1106 | Hugues du Puiset, vicomte de Chartres.                                   |
| 1113 | Rivallon de Dinan.                                                       |
| 1119 | Robert de Roffignac.                                                     |
| 1120 | Foulques V d'Anjou, comte d'Anjou, depuis roi de Jérusalem.              |
| 1124 | Guillaume de Biron.                                                      |
| 1130 | Hugues Rigaud, chevalier de l'ordre du Temple.                           |
| 1136 | Robert le Bourguignon, grand maître de l'ordre du Temple.                |
| 1144 | Baudouin III, roi de Jérusalem.                                          |
| 1147 | Pierre de France, depuis seigneur de Courtenay.                          |
|      | Pons et Adhémar de Beynac.                                               |
|      | Évrard des Barres, grand maître de l'ordre du Temple.                    |
|      | Guillaume de Varennes.                                                   |
|      | Artaud de Chastelus.                                                     |
|      | Jean, seigneur de Dol.                                                   |
|      | Hugues de Domène.                                                        |
|      | Guiffray, seigneur de Virieu.                                            |
|      | Hesso, seigneur de Reinach.                                              |
| 1153 | Guillaume de Chanaleilles.                                               |
|      | Bertrand de Blanquefort, grand maître de l'ordre du Temple.              |
| 1159 | Hugues IV, vicomte de Châteaudun.                                        |
| 1160 | Auger de Balben, grand maître de l'ordre de Saint-Jean de Jérusalem.     |
| 1161 | Gilbert d'Aissailly, grand maître de l'ordre de Saint-Jean de Jérusalem. |
| 1162 | Amaury Ier de Jérusalem, roi de Jérusalem.                               |
| 1168 | Philippe de Naplouse, grand maître de l'ordre du Temple.                 |
|      | Caste de Murols, grand maître de l'ordre de Saint-Jean de Jérusalem.     |
| 1170 | Joubert de Syrie, grand maître de l'ordre de Saint-Jean de Jérusalem.    |
| 1171 | Odon de Saint-Chamant, grand maître de l'ordre du Temple.                |
| 1173 | Baudouin IV, roi de Jérusalem.                                           |
| 1179 | Arnaud de Toroge, grand maître de l'ordre du Temple.                     |
|      | Terric, grand maître de l'ordre du Temple.                               |
| 1185 | Baudouin V, roi de Jérusalem.                                            |
| 1187 | Conrad de Montferrat, marquis de Tyr.                                    |
|      | Garnier de Naplouse, grand maître de l'ordre de Saint-Jean de Jérusalem. |
|      | Frère Guérin, chevalier de l'ordre de Saint-Jean de Jérusalem.           |
| 1188 | Gérard de Ridefort, grand maître de l'ordre du Temple.                   |
| 1190 | Guy II de Dampierre.                                                     |
|      | Guillaume d'Estaing.                                                     |
|      | Albert II de La Tour du Pin.                                             |
|      | Jean et Gautier de Chastenay.                                            |
|      | Hugues et Renaud de La Guiche.                                           |
|      | Alain IV, vicomte de Rohan.                                              |
|      | Hugues et Liébaut de Bauffremont.                                        |
|      | Dreux de Nettancourt.                                                    |
|      | Gilles de Raigecourt.                                                    |
|      | Henri et Renaud de Chérisey.                                             |
|      | Ulric de Dompierre, seigneur de Bassompierre.                            |
|      | Hugues de Clairon.                                                       |
|      | Hugues de Foudras.                                                       |
|      | Renaud et Herbert de Moustier.                                           |
|      | Jean et Guillaume de Drée.                                               |
|      | Guigues de Moreton.                                                      |
|      | Guillaume et Pierre de Vallin.                                           |
|      | André d'Albon.                                                           |
|      | Raoul de Riencourt.                                                      |
|      | Foulques de Pracomtal.                                                   |
|      | Bernard de Castelbajac.                                                  |
|      | Foulques de Beauvau.                                                     |
|      | Albéric d'Allonville.                                                    |
|      | Thibaut des Escotais.                                                    |
|      | Hervé de Broc.                                                           |
|      | Harduin de La Porte.                                                     |
|      | Mathieu de Jaucourt.                                                     |
|      | Foucauld de La Rochefoucauld.                                            |
|      | Guillaume et Humbert Leclerc.                                            |
|      | Miles de Frolois.                                                        |
|      | Élie de Cosnac.                                                          |
|      | Gilon de Versailles.                                                     |
|      | Geoffroy de La Planche.                                                  |
|      | G. de Bueil.                                                             |
|      | Simon de Vignacourt.                                                     |
| 1191 | Guillaume des Rotours.                                                   |
|      | Jourdain d'Amphernet.                                                    |
|      | Hugues Bonin.                                                            |
|      | Falcon de Chaponay.                                                      |
|      | Géraud de Boysseulh.                                                     |
|      | Jean de Lur.                                                             |

### Toiles de la première salle

#### Levée du siège de Salerne. Vers 1016
- Auteur : Eugène Roger
- Année : 1839
- Dimensions : H. 98 cm, L. 103 cm
- Commentaire par Soulié : « Au commencement du XIe siècle une petite flotte de Sarrasins vint assaillir la ville de Salerne, et les habitants, cachés derrière leurs murs, attendaient avec effroi le pillage et la mort. Quarante chevaliers normands, qui revenaient du pèlerinage de Terre-Sainte, demandent au prince Guaimar III des chevaux et des armes, se font ouvrir les portes, et, malgré leur petit nombre, chargent intrépidement les Sarrasins qu'ils mettent en fuite. »
- Notices : [G 1],[S 1],[J 2]

#### Robert Guiscard, duc de Pouille et de Calabre.✝ 1085
- Auteur : Merry-Joseph Blondel
- Année : 1843
- Dimensions : H. 104 cm, L. 76 cm
- Commentaire par Soulié : « Robert Guiscard fut proclamé, en 1058, duc de Pouille et de Calabre. Après avoir vaincu l'empereur Alexis Comnène, à Durazzo, et soutenu le pape Grégoire contre l'empereur Henri IV, il entreprit en 1085 la conquête de l'île de Céphalonie, et y mourut le 17 juillet de la même année. »
- Notices : [S 2],[J 3]

#### RogerIer, comte de Sicile.✝ 1101
- Auteur : Merry-Joseph Blondel
- Année : 1843
- Dimensions : H. 104 cm, L. 80 cm
- Commentaire par Soulié : « [Roger] s'empara de Messine avec cent soixante chevaliers, et reçut de son frère, Robert Guiscard, l'investiture de la Sicile, avec le titre de comte. Il prit après la mort de Robert, le titre de grand comte de Calabre et de Sicile ; et par une bulle donnée à Salerne, en 1098, le pape Urbain II le déclara, lui et ses successeurs, légats perpétuels du Saint-Siège en Sicile. Il mourut en juillet 1101. »
- Notices : [S 3],[J 4]

#### Bataille de Civitella.18 juin 1053
- Auteur : Adolphe Roger
- Année : 1841
- Dimensions : H. 196 cm, L. 103 cm
- Commentaire par Soulié : « Guillaume Fier-à-Bras, Drogon et Umfroy, fils de Tancrède de Hauteville, gentilhomme de la basse Normandie, suivis peu après de leurs jeunes frères, Robert Guiscard et Roger, entreprirent la conquête du duché de Pouille. Le pape Léon IX, inquiet pour le Saint-Siège et pour l'Italie entière, arma contre eux, par ses pieuses exhortations, les deux empires d'Orient et d'Occident. Il n'avait pas moins de cinquante mille hommes et marcha lui-même à leur tête. Les Normands ayant rencontré à Civitella, dans la Capitanate, l'armée pontificale, la mirent en pleine déroute. Léon IX resta prisonnier entre leurs mains. Umfroy et Robert Guiscard lui témoignèrent un respect qui va jusqu'à l'adoration ; mais, à genoux devant lui, ils lui dictèrent leurs conditions. »
- Notices : [G 2],[S 4],[J 5]

#### Combat de Céramo. 1061
- Auteur : Prosper Lafaye
- Année : 1839
- Dimensions : H. 71 cm, L. 79 cm
- Commentaire par Soulié : « Le plus prodigieux des faits d'armes du comte Roger, en Sicile, est le combat de Céramo, où, suivant la chronique de Gaufred Malaterra, il mit en fuite, avec cent trente-six hommes, trente-cinq mille Sarrasins. »
- Notices : [G 3],[S 5],[J 6]

#### Henri de Bourgogne reçoit l'investiture du comté de Portugal. 1094
- Auteur : Claudius Jacquand
- Année : 1841
- Dimensions : H. 71 cm, L. 79 cm
- Commentaire par Soulié : « Henri de Bourgogne, arrière-petit-fils du roi de France Robert, était allé, avec un grand nombre de chevaliers français, offrir à don Alphonse IV, roi de Castille, son épée contre les Infidèles. En récompense de ses services, le roi Alphonse lui donna en mariage sa fille, et lui accorda en même temps l'investiture du comté de Portugal, que ses armes lui avaient soumis. Henri de Bourgogne plaça ainsi sur un nouveau trône la maison royale de France. Son fils Alphonse prit le titre de roi de Portugal. »
- Notices : [G 4],[S 6],[J 7]

#### RaymondIV(Raymond de Saint-Gilles), comte de Toulouse.✝ 1105
- Auteur : Merry-Joseph Blondel
- Année : 1843
- Dimensions : H. 104 cm, L. 80 cm
- Commentaire par Soulié : « [Raymond de Saint-Gilles] fut un des chefs de la première croisade en 1095, et monta l'un des premiers à l'assaut de Jérusalem. Raymond de Saint-Gilles avait fait le vœu de mourir en Terre-Sainte, et finit ses jours au château du Mont-Pèlerin, devant Tripoli, qu'il assiégeait en 1105. »
- Notices : [S 7],[J 8]

#### BohémondIer, prince d'Antioche.✝ 1108
- Auteur : Merry-Joseph Blondel
- Année : 1843
- Dimensions : H. 104 cm, L. 77 cm
- Commentaire par Soulié : « Fils de Robert Guiscard, [Bohémond] hérita en 1085 des duchés de Pouille et de Calabre, fut un des principaux chefs de la première croisade, et reçut la principauté d'Antioche. Il mourut à Canose, dans la Pouille, en 1108. »
- Notices : [S 8],[J 9]

#### EudesIer, duc de Bourgogne.✝ 1103
- Auteur : Merry-Joseph Blondel
- Année : 1844
- Dimensions : H. 104 cm, L. 61 cm
- Commentaire par Soulié : « [Eudes] parvint au duché de Bourgogne en 1078, se croisa en 1098, et mourut à Tarse, en Sicile, en 1103. »
- Notices : [S 9],[J 10]

#### Alexis Comnène reçoit à Constantinople Pierre l'Ermite. 1096
- Auteur : Gillot Saint-Evre
- Année : 1839
- Dimensions : H. 98 cm, L. 136 cm
- Commentaire par Soulié : « Pierre l'Ermite, dit Michaud, fut admis à l'audience de Comnène et raconta sa mission et ses revers. En présence de toute sa cour, l'empereur vanta le zèle du prédicateur de la croisade, et comme il n'avait rien à craindre de l'ambition d'un ermite, il le combla de présents, fit distribuer à son armée de l'argent et des vivres, et lui conseilla d'attendre, pour commencer la guerre, l'arrivée des princes et des illustres capitaines qui avaient pris la croix. »
- Notices : [G 5],[S 10],[J 11]

#### Adoption de Godefroy de Bouillon par Alexis Comnène. 1097
- Auteur : Alexandre Hesse
- Année : 1842
- Dimensions : H. 196 cm, L. 310 cm
- Commentaire par Soulié : « En voyant le magnifique et honorable duc [Godefroy de Bouillon], dit Albert d'Aix, chroniqueur contemporain, ainsi que tous les siens dans tout l'éclat et la parure de leurs précieux vêtements de pourpre et d'or, recouverts d'hermine blanche comme la neige, de martre, de petit-gris et de diverses autres fourrures, telles que les portent les seigneurs de France, l'empereur [Alexis Comnène] admira vivement leur pompe et leur splendeur. D'abord il admit le duc avec bonté à recevoir le baiser de paix ; puis, et sans aucun retard, il accorda le même honneur à tous les grands de sa suite et à ses parents. Il voulut adopter Godefroy de Bouillon pour son fils, et à son tour le duc se déclara vassal de l'empereur. »
- Notices : [G 6],[S 11],[J 12]

#### Passage du Bosphore. 1097
- Auteur : Émile Signol
- Année : 1854
- Dimensions : H. 325 cm, L. 558 cm
- Commentaire par Soulié : « L'empereur Alexis Comnène n'était occupé que de soumettre à son empire les princes de la Croix et ne songeit plus que les drapeaux musulmans flottaient sur Nicée. Cependant, Godefroy de Bouillon et les plus sages d'entre les chefs ne perdaient pas de vue la croisade ; eux-mêmes demandaient qu'on leur fournit des barques pour traverser le Bosphore et reprendre la route de Jérusalem. Godefroy donna l'exemple et s'embarqua avec ses chevaliers dans le golfe de Buyuk-Déré, accompagné du duc Baudouin, son frère, et de sa famille, qui venaient de servir d'otages au roi de Hongrie [Coloman], qui n'avait laissé passer l'armée chrétienne qu'à ce prix.
Deux ministres de l'empereur Alexis sont près de Godefroy de Bouillon et l'accompagnent, tandis que le héros ne quitte pas des yeux le rivage de l'Asie. Au milieu du tableau est le groupe des femmes de la famille de Baudouin, qui viennent de subir comme otages une captivité en Hongrie. L'espoir et l'enthousiasme brillent dans les yeux des chrétiens auxquels le ciel semble sourire.
Ce tableau a été exposé au Salon de 1855. »
- Notices : [S 12],[J 13]

#### Bataille sous les murs de Nicée. 1097
- Auteur : Henri Serrur
- Année : 1839
- Dimensions : H. 98 cm, L. 148 cm
- Commentaire par Soulié : « Le sultan Kilig-Arslan s'était avancé à la tête d'une formidable armée de cavaliers pour délivrer Nicée que les Croisés assiégeaient. La bataille qui se livra sous les murs de la ville dura depuis le matin jusqu'à la nuit. Les Turcs vaincus s'enfuirent dans les montagnes, laissant dans la plaine quatre mille morts. »
- Notices : [G 7],[S 13],[J 14]

#### Baudouin s'empare de la ville d'Édesse. 1097
- Auteur : Joseph-Nicolas Robert-Fleury
- Année : 1839
- Dimensions : H. 196 cm, L. 136 cm
- Commentaire par Soulié : « Baudouin, frère de Godefroy de Bouillon, étant arrivé sur le territoire d'Édesse, métropole de la Mésopotamie, tout le peuple, à la vue de la bannière de la croix, se porte à sa rencontre, tenant à la main des branches d'olivier et chantant des cantiques. »
- Notices : [G 8],[S 14],[J 15]

#### Combat singulier de Robert, duc de Normandie, avec un guerrier sarrasin sous les murs d'Antioche. 1098
- Auteur : Jean-Joseph Dassy
- Année : 1838 env.
- Dimensions : H. 71 cm, L. 79 cm
- Commentaire par Soulié : « Les Croisés, vainqueurs à Nicée, avaient mis le siège devant Antioche. Pendant ce siège plusieurs chefs signalèrent leur bravoure dans des combats particuliers. “Le duc de Normandie, dit Michaud, soutint seul un combat contre un chef des Infidèles qui s'avançait au milieu des siens ; d'un coup de sabre il lui fendit la tête jusqu'à l'épaule et l'étendit à ses pieds, en s'écriant : Je dévoue ton âme impure aux puissances de l'enfer.” »
- Notices : [G 9],[S 15],[J 16]

#### Combat de Harenc.7 février 1098
- Auteur : Jean-Marie Oscar Gué
- Année : 1844
- Dimensions : H. 98 cm, L. 102 cm
- Commentaire par Soulié : « Pendant le siège d'Antioche, de nombreuses troupes d'Infidèles sorties d'Alep, de Césarée et de Damas, s'avancèrent pour délivrer la ville, et vinrent camper aux environs d'un lieu nommé Harenc, à quatorze mille d'Antioche. À l'entrée de la nuit les Croisés, avertis de leur approche, sortirent de leurs retranchements au nombre de sept cents, rencontrèrent l'ennemi et le chassèrent devant eux jusqu'au camp de Harenc. Les Infidèles perdirent dans cette journée près de deux mille des leurs. »
- Notices : [S 16],[J 17]

#### Prise d'Antioche.3 juin 1098
- Auteur : Louis Gallait
- Année : 1842
- Dimensions : H. 77 cm, L. 135 cm
- Commentaire par Soulié : « Après un siège de huit mois, une échelle, suspendue aux créneaux de l'une des tours, introduisit dans la ville chefs et soldats, et le cri Dieu le veut ! retentissant dans les rues au milieu de la nuit, annonça aux Musulmans leur dernière heure. Il y en eut dix mille d'égorgés. »
- Notices : [G 10],[S 17],[J 18]

#### Bataille sous les murs d'Antioche. 1098
- Auteur : Henri Frédéric Schopin
- Année : 1838 env.
- Dimensions : H. 97 cm, L. 137 cm
- Commentaire par Soulié : « Les Croisés, trois jours après la prise d'Antioche, y furent assiégés à leur tour par l'armée de Kerbogah, général du sultan de Perse [Barkyaruq]. La découverte de la lance dont fut percé le côté du Sauveur sur la croix exalta le courage des Chrétiens. Ils sortirent de la ville avec confiance, se jetèrent sur le camp de Kerbogah, et en une heure anéantirent sa superbe armée. »
- Notices : [G 11],[S 18],[J 19]

#### Prise d'Albare. 1098
- Auteur : Édouard Pingret
- Année : 1842 env.
- Dimensions : H. 71 cm, L. 79 cm
- Commentaire par Soulié : « Lorsque les Croisés eurent pris possession d'Antioche, ils se dispersèrent dans les terres et les villes voisines, assiégeant les places rebelles et les soumettant à leur autorité. La ville d'Albare était renommée par ses grandes richesses ; ils l'attaquèrent et passèrent au fil de l'épée les Turcs et les Sarrasins qui y furent trouvés. »
- Notices : [S 19],[J 20]

#### Prise de Marrah. 1098
- Auteur : Henri de Caisne
- Année : 1843
- Dimensions : H. 196 cm, L. 102 cm
- Commentaire par Soulié : « Après s'être emparés d'Albare, les comtes de Toulouse [Raymond IV], de Flandre [Robert II] et de Normandie [Robert II], le duc Godefroy, son frère Eustache et Tancrède allèrent investir la ville de Marrah. Les assiégés réussirent à repousser les premiers assauts, mais Bohémond étant arrivé à la tête de nouvelles troupes, les Croisés s'emparèrent de plusieurs tours, puis occupèrent la ville. »
- Notices : [S 20],[J 21]

#### Prise de Jérusalem.15 juillet 1099
- Auteur : Émile Signol
- Année : 1847
- Dimensions : H. 324 cm, L. 557 cm
- Commentaire par Soulié : « Jérusalem fut pris le Vendredi-Saint, anniversaire de la mort du Christ. Les Croisés avaient tenté la veille un premier assaut et avaient été repoussés ; celui du lendemain ne fut donné qu'après une nuit de larmes, de confession et de prières. À peine la ville venait-elle d'être conquise qu'on vit accourir les chrétiens de Jérusalem au-devant des vainqueurs ; ils partagèrent avec eux les vivres qu'ils avaient pu dérober à la recherche des Musulmans. Tous remercièrent ensemble le Dieu qui avait fait triompher les armes des soldats de la croix. Pierre l'Ermite qui, cinq ans auparavant avait promis d'armer l'Occident pour la délivrance des fidèles de Jérusalem put jouir alors du spectacle de leur reconnaissance et de leur joie. »
- Notices : [G 12],[S 21],[J 22]

#### Godefroy de Bouillon élu roi de Jérusalem.23 juillet 1099
- Auteur : Federico de Madrazo
- Année : 1839
- Dimensions : H. 196 cm, L. 136 cm
- Commentaire par Soulié : « Dix jours après la prise de Jérusalem, le conseil des princes décerna la couronne [de roi de Jérusalem] à Godefroy de Bouillon, comme au plus digne. Par une pieuse humilité, Godefroy refusa le diadème et les marques de la royauté : il ne voulut pas, disent les Assises de Jérusalem, “estre sacré et corosné roi de Jérusalem, parce que il ne vult porter corosne d'or, là où le Roy des Roys, Jésus-Christ, le fils de Dieu, porta la corosne d'espines le jour de sa Passion”. »
- Notices : [G 13],[S 22],[J 23]

## Deuxième salle des Croisades
Cette salle a remplacé un appartement qui fut habité sous Louis XV par le maréchal d'Estrées, puis par Madame de Goesbriant, dame de compagnie de Mesdames Victoire, Sophie et Louise.
Les armoiries qui décorent le plafond et la frise appartiennent aux cinq premières croisades de 1096 à 1248 ; ce sont celles de :

### Croisés de la deuxième salle
| 1096 | Hugues de Salignac.                                                           |
| 1144 | Eustache de Montboissier.                                                     |
| 1175 | Amanieu d'Astarac.                                                            |
| 1179 | Guillaume de Sainte-Maure.                                                    |
| 1190 | Poncet d'Anvin.                                                               |
|      | Guillaume de Prunelé.                                                         |
|      | Jodoin de Beauvilliers.                                                       |
|      | Payen et Hugues du Buat.                                                      |
|      | Juhel de Champagné.                                                           |
|      | Jean d'Andigné.                                                               |
|      | Gervais de Menou.                                                             |
|      | Humphroy de Biencourt.                                                        |
|      | François de Vimeur.                                                           |
|      | Jean de La Béraudière.                                                        |
|      | Ermengard d'Aps, grand maître de l'ordre de Saint-Jean de Jérusalem.          |
|      | Hélie de La Cropte.                                                           |
|      | Jean de Chaunac.                                                              |
|      | Jourdain d'Abzac.                                                             |
|      | B. de Cugnac.                                                                 |
|      | Guillaume de Montléart.                                                       |
|      | Guillaume de Gaudechart.                                                      |
|      | Guigues et Herbert de La Porte, en Dauphiné.                                  |
|      | Renaud de Tramecourt.                                                         |
|      | Wautier de Ligne.                                                             |
|      | Hamelin et Geoffroy d'Antenaise.                                              |
|      | Isnard d'Agout.                                                               |
|      | Guethenoc de Bruc.                                                            |
|      | Raoul de Langle.                                                              |
|      | Bertrand de Foucaud.                                                          |
|      | B. de Mellet.                                                                 |
|      | Gilles de Hinnisdal.                                                          |
|      | Guillaume de Lostanges.                                                       |
|      | Jean d'Osmond.                                                                |
|      | Juhel de La Mote.                                                             |
|      | Bernard de Durfort.                                                           |
|      | Eudes de Tournon.                                                             |
|      | Thierry, seigneur de Misnie.                                                  |
|      | Pons de Bastet.                                                               |
|      | Raoul de Saint-Georges.                                                       |
|      | Philippe Walsh.                                                               |
| 1191 | Godefroy de Duisson, grand maître de l'ordre de Saint-Jean de Jérusalem.      |
| 1196 | Gilbert Horal, grand maître de l'ordre du Temple.                             |
| 1201 | Philippe du Plaissis, grand maître de l'ordre du Temple.                      |
| 1202 | Alphonse de Portugal, grand maître de l'ordre de Saint-Jean de Jérusalem.     |
|      | Baudouin de Flandre, empereur de Constantinople.                              |
|      | Thierry et Guillaume de Los.                                                  |
|      | Geoffroy de Beaumont-au-Maine.                                                |
|      | Hugues de Chaumont.                                                           |
|      | Geoffroy, seigneur de Lubersac.                                               |
|      | Guillaume de Digoine.                                                         |
|      | Thomas Berton.                                                                |
|      | Guillaume de Dampierre.                                                       |
|      | Otbert de Roubaix.                                                            |
|      | Guillaume de Straten.                                                         |
|      | Philippe de Caulaincourt.                                                     |
|      | Milon de Bréban, seigneur de Provins.                                         |
|      | Hugues de Beaumez.                                                            |
|      | Gautier de Vignory.                                                           |
|      | Baudouin de Comines.                                                          |
|      | Gilles de Landas.                                                             |
| 1204 | Geoffroy le Rat, grand maître de l'ordre de Saint-Jean de Jérusalem.          |
| 1217 | Guillaume de Chartres, grand maître de l'ordre du Temple.                     |
| 1218 | Colin d'Espinay.                                                              |
|      | Foulques de Quatrebarbes.                                                     |
|      | Guy de Hauteclocque.                                                          |
|      | Foulques d'Orglandes.                                                         |
|      | Barthélemy de Nédonchel.                                                      |
|      | Robert de Maulde.                                                             |
|      | Guillaume de La Faye.                                                         |
|      | Gilles de Croix.                                                              |
|      | Jean de Dion.                                                                 |
|      | Baudouin de Mérode.                                                           |
|      | Colard de Sainte-Marie.                                                       |
|      | Jean Savary.                                                                  |
| 1219 | Jean de Hédouville.                                                           |
|      | Guillaume de Saveuse.                                                         |
|      | Pierre de Montaigu, grand maître de l'ordre du Temple.                        |
| 1220 | Eudes de Ronquerolles.                                                        |
| 1230 | Bertrand de Thessy, grand maître de l'ordre de Saint-Jean de Jérusalem.       |
| 1231 | Garin de Montaigu, grand maître de l'ordre de Saint-Jean de Jérusalem.        |
| 1236 | Bertrand de Comps, grand-maître de l'ordre de Saint-Jean de Jérusalem.        |
| 1239 | Raussin de Rarécourt.                                                         |
|      | Richard de Chaumont, en Charolais.                                            |
| 1240 | André de Saint-Phalle.                                                        |
|      | Guillaume de Messey.                                                          |
|      | Adam de Sarcus.                                                               |
|      | Girard de Lezay.                                                              |
| 1241 | Pierre de Vieille-Bride, grand maître de l'ordre de Saint-Jean de Jérusalem.  |
| 1244 | Guillaume de Chateauneuf, grand maître de l'ordre de Saint-Jean de Jérusalem. |
| 1247 | Guillaume de Sonnac, grand maître de l'ordre du Temple.                       |
| 1248 | Robert de Dreux, Ier du nom, seigneur de Beu.                                 |
|      | Guillaume de Courtenay, seigneur d'Yerre.                                     |
|      | Guillaume de Goyon.                                                           |
|      | Alain de Lorgeril.                                                            |
|      | Hervé de Saint-Gilles.                                                        |
|      | Olivier de Rougé.                                                             |
|      | Payen Féron.                                                                  |
|      | Geoffroy de Goulaine.                                                         |
|      | Guillaume de Kergariou.                                                       |
|      | Hervé Chrétien.                                                               |

### Toiles de la deuxième salle

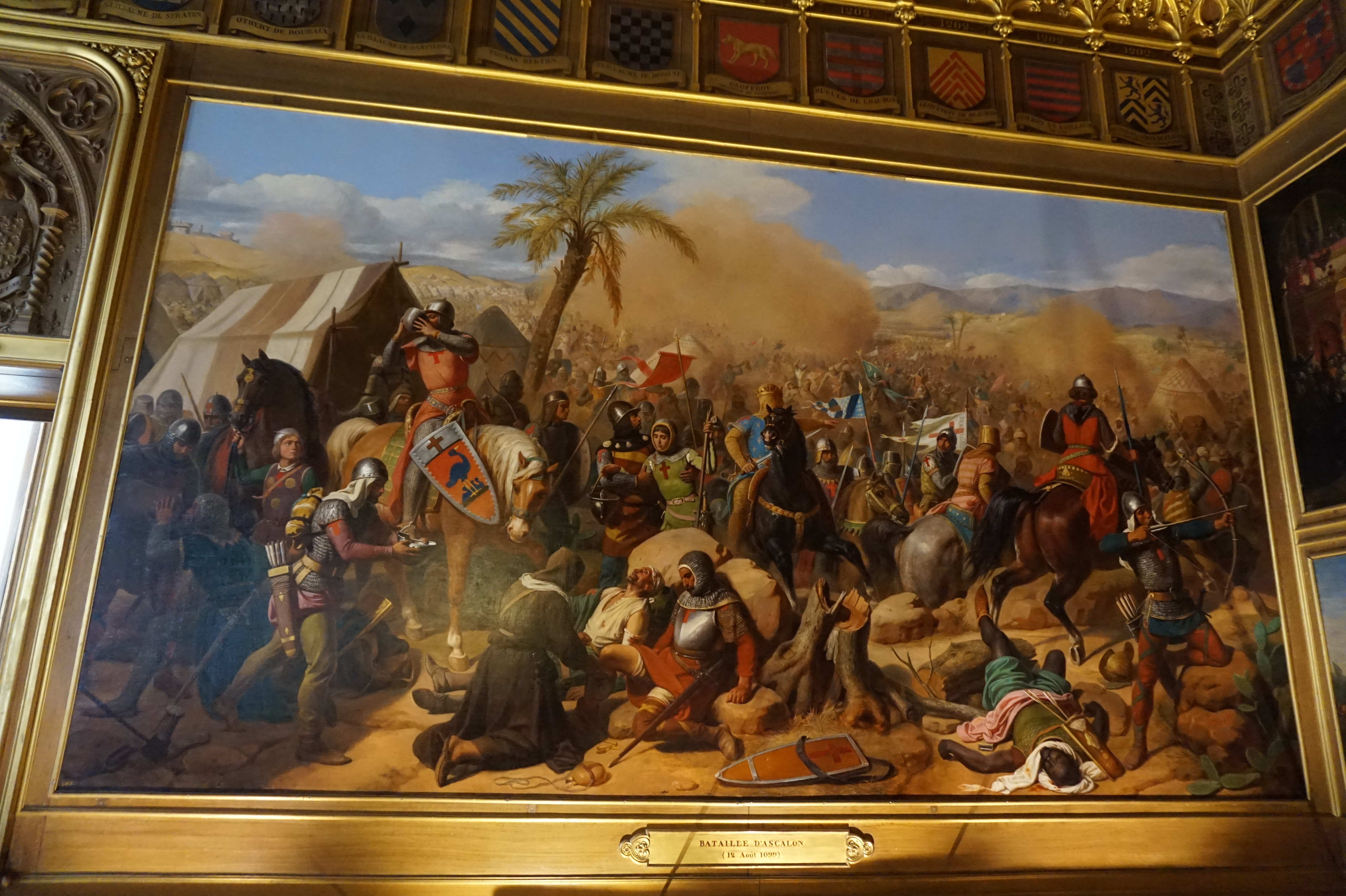
Bataille d'Ascalon.

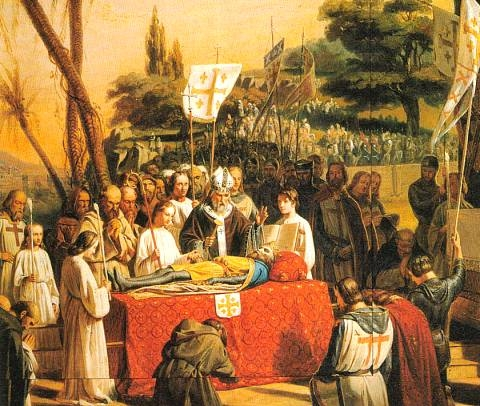
Funérailles de Godefroy de Bouillon sur le Calvaire.

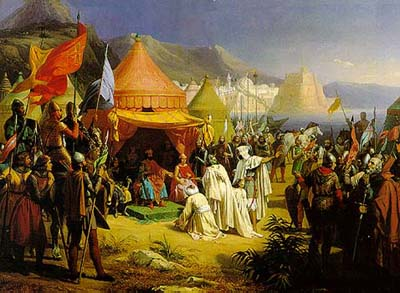
Prise de Tripoli.

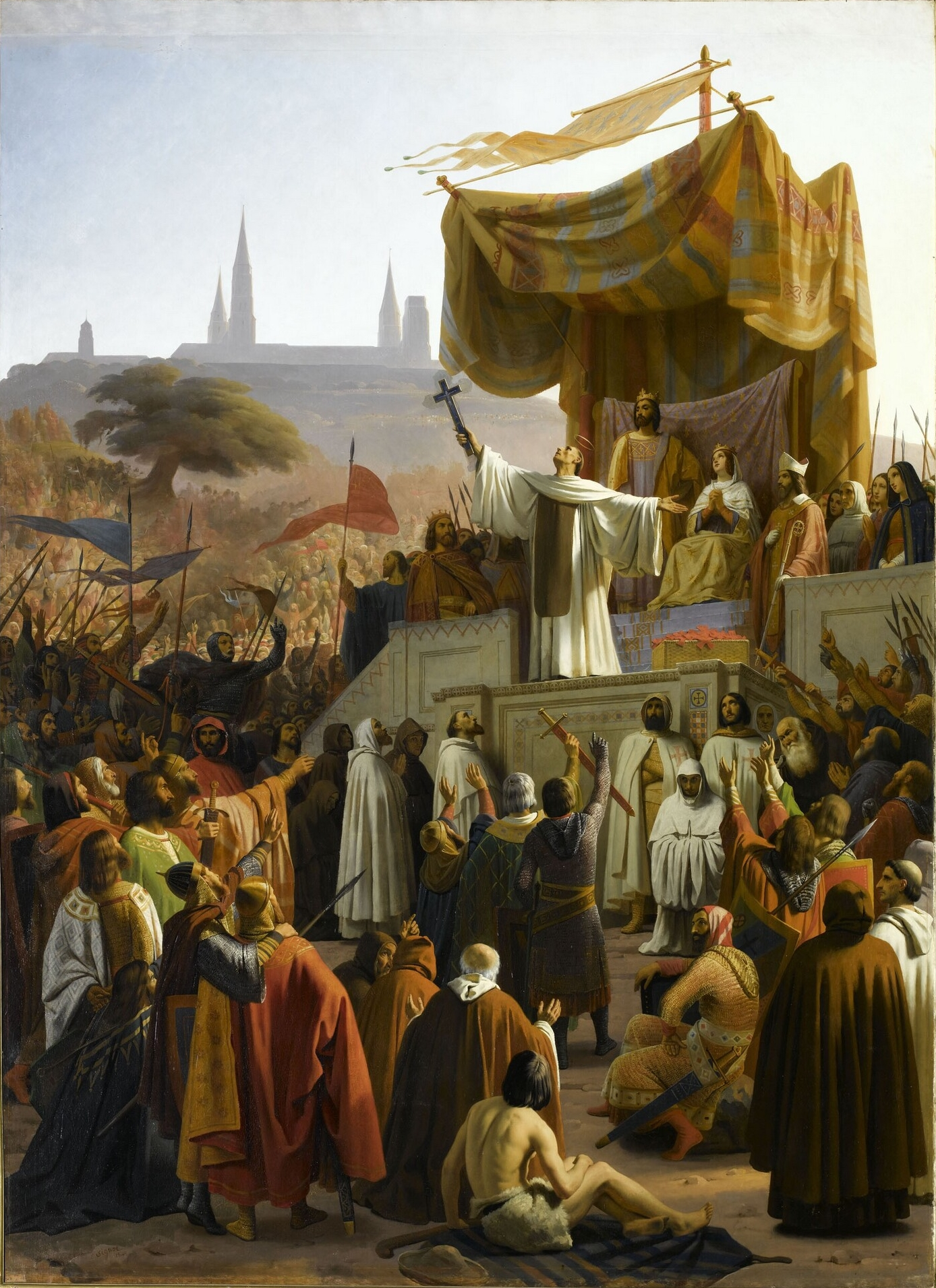
Prédication de la deuxième croisade à Vézelay, en Bourgogne. — 31 mars 1146.

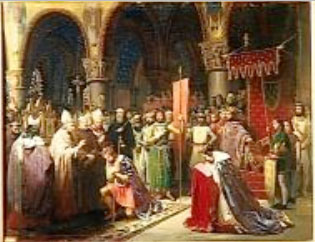
Louis VII prend l'oriflamme à Saint-Denis.

- Eustache III, comte de Boulogne. Par Édouard Odier. - H. 1,04. — L. 0,77. Il succède, vers 1093, à son père Eustache II, au comté de Boulogne ; frère aîné de Godefroy de Bouillon et de Baudouin Ier, il marche avec eux à la première croisade, et meurt en 1125.
- Baudouin du Bourg, roi de Jérusalem. Par Édouard Odier. — H. 1,04. — L. 0,77. Baudouin, fils aîné de Hugues, comte de Rethel, accompagne à la croisade, en 1096, Godefroy de Bouillon, dont il est le parent. Il remplace Baudouin Ier, frère de Godefroy, dans le comté d'Edesse, et après la mort de ce prince, en 1118, lui-même est élu et couronné roi de Jérusalem. Il meurt le 21 août 1131.
- Alain Fergent, duc de Bretagne. Par Édouard Odier. — H. 1,04. — L. 0,81. Il succède à son père Hoël V au duché de Bourgogne en 1084. Il se croise en 1096 et meurt en Bretagne, en 1119.
- Bataille d'Ascalon. — 12 août 1099. Par Jean-Victor Schnetz en 1847. —H. 3,15. - L. 5,56. Le royaume de Jérusalem vient à peine d'être institué qu'on apprend les grands préparatifs du calife fatimite d'Égypte pour reconquérir la ville sainte. Le vizir Afdal a déployé l'étendard du prophète, et une multitude immense de combattants est accourue de toutes les provinces soumises à l'islamisme pour se joindre à l'armée égyptienne. Les Croisés sortent de Jérusalem au nombre de vingt mille, marchent au-devant de l'ennemi et le rencontrent dans la plaine d'Ascalon. La bataille est courte et la victoire facile ; ce ramas indiscipliné de fantassins mal armés et de cavaliers du désert ne peut tenir contre les armures de fer et la vaillance exercée de l'armée chrétienne. Le camp du vizir est livré au pillage, et le plus précieux trésor qu'y trouvent les Croisés sont des outres pleines d'eau pour désaltérer la soif ardente qui les dévore.
- Godefroy de Bouillon dépose dans l'église du Saint-Sépulcre les trophées d'Ascalon. — août 1099. Par Graket en 1839. - H. 1,75. — L. 3,05. Après la victoire d'Ascalon, les Croisés rentrent en triomphe dans Jérusalem, et Godefroy va suspendre aux colonnes de l'église du Saint-Sépulcre l'étendard du grand vizir et son épée qu'il a laissée sur le champ de bataille, pendant que les Croisés offrent à genoux leurs actions de grâces au Dieu qui avait béni leurs armes.
- Funérailles de Godefroy de Bouillon sur le Calvaire. — 23 juillet 1100. Par Édouard Cibot en 1839. - H. 1,15. - L. 1,47. À la mort de cet illustre capitaine et très noble athlète du Christ, dit l'historien Albert d'Aix, tous les chrétiens, François, Italiens, Syriens, Arméniens, Grecs, la plupart des Gentils eux- mêmes, Arabes, Sarrasins et Turcs, se livrèrent aux larmes pendant cinq jours et firent entendre de douloureuses lamentations. On ensevelit ses restes avec toutes les pompes de l'église catholique, dans l'enceinte du Calvaire, près du sépulcre de Jésus-Christ, qu'il avait délivré.
- Prise de Tripoli. 1100. Par Charles Alexandre Debacq en 1842. — H. 1,15. — L. 1,46. Raymond de Saint-Gilles assiège Tripoli, ville située dans une riante plaine, au pied du Liban, et renommée par la richesse de son sol, par son commerce et par sa vaste bibliothèque. Mais la mort vient le frapper devant cette place, et le soin d'en poursuivre le siège reste à son fils Bertrand, qui vient d'arriver d'Europe avec une troupe de chevaliers et une flotte génoise. Il force en peu de temps la ville à capituler.
- Josselin de Courtenay, comte d'Edesse. Par Édouard Odier. — H. 1,04. — L. 0,81. Josselin de Courtenay, IIe du nom, passe en Terre-Sainte l'an 1101, et est un des plus héroïques défenseurs du royaume de Jérusalem. Prince de Tibériade en 1115 et comte d'Édesse en 1119, il meurt en 1131.
- Combat de Jaffa. — 1102. Par Serrer en 1844. — H. 0,70. — L. 0,78. Les Chrétiens ayant à leur tête Baudouin et le patriarche de Jérusalem qui porte le bois de la vraie croix, rencontrent les Musulmans dans la plaine de Jaffa. Baudouin décida la victoire en se précipitant, un drapeau à la main et suivi de cent-soixante chevaliers, dans les rangs des ennemis. À l'approche de la nuit, les Infidèles s'enfuirent laissant sur le champ de bataille l'émir d'Ascalon et quatre mille des leurs.
- Prise de Beyrouth. — 17 mai 1109. Par Eugène Lepoittevin en 1844. — H. 0,70. — L. 0,78. Après la prise de Tripoli, le roi de Jérusalem vient mettre le siège devant Beyrouth, port de mer situé dans la province de Phénicie, entre Biblios et Sidon. Bertrand, comte de Tripoli, vient se joindre à cette expédition, et au bout de deux mois, la ville, bloquée par terre et par mer, est prise d'assaut.
- Défense de la Célésyrie par Raymond Dupuy. 1130. Par Édouard Cibot en 1844. - H. 0,70. - L. 0,79.Les chevaliers de Saint-Jean ayant à leur tête le grand-maître Raymond Dupuy, marchent contre Borsequin, qui était venu des bords du golfe Persique ravager la Célésyrie et le pays d'Antioche, et dispersent son armée.
- Raymond Dupuy fait prisonnier un corps de Turcs. — 1130. —H. 0,70. — L. 0,79.
- Prédication de la deuxième croisade à Vézelay, en Bourgogne. — 31 mars 1146. Par Émile Signol. — H. 3,14. — L. 2,3. Louis VII convoque à Vézelay un parlement de tous les seigneurs du royaume ; la foule qui s'y rend, trop grande pour être contenue dans l'étroite enceinte de cette bourgade, se répand en amphithéâtre au pied de la montagne où elle est située. C'est saint Bernard qui porte la parole dans cette assemblée. Il monte avec le roi dans une sorte de chaire qu'on avait élevée pour eux, et d'où il adresse au peuple des paroles enflammées. Bientôt il est interrompu par le cri : la croix! la croix I qui s'élève de toutes parts. Il commence aussitôt, ainsi que le roi, à distribuer aux assistants les croix qu'ils avaient préparées ; mais quoiqu'ils en aient fait apporter une grande quantité, leur provision est vite épuisée, et ils déchirent leurs habits pour en faire de nouvelles.
- Éléonore de Guyenne prend la croix avec les dames de sa cour. — 1147. — H. 1,15, —L. 1,47.
- Chapitre de l'ordre du Temple, tenu à Paris. — 22 avril 1147. Par Granet. — H. 1,15. — L. 3,05. Sous le magistère de Robert le Bourguignon, les chevaliers du Temple s'assemblèrent en chapitre au nombre de cent-trente, le pape Eugène III à leur tête, pour les affaires de la Terre-Sainte. Le roi Louis-le-Jeune assista à cette assemblée. Ce tableau a été exposé au Salon de 1805.
- Louis VII prend l'oriflamme à Saint-Denis. —1147. Par Jean-Baptiste Mauzaisse en 1839. — H. 1,15. — L. 1,M. Louis VII se rend en grande pompe à Saint-Denis pour y prendre sur l'autel la sainte bannière de l'oriflamme, et, selon la naïve expression de son historien, recevoir le congé du bienheureux patron de la France. Le pape Eugène III, qui est alors à la cour du roi Louis VII, remet au monarque le bourdon et la panetière, symboles du pèlerinage qu'il va accomplir.
- Surprise du camp de Noradin, sultan d'Alep — 1150. H. 3,14. — L. 5,57[3].

## Troisième salle des Croisades
Cette salle et la partie du vestibule qui la précède formaient l'appartement occupé sous Louis XV par M. de Clennont, premier écuyer du duc d'Orléans, puis par la princesse de Carignan. Les armoiries qui décorent cette salle appartiennent toutes à la sixième croisade ; ce sont celles de :

### Croisés de la troisième salle
| 1248 | Hervé Budes.                            |
|      | Olivier de Carné.                       |
|      | Pierre Freslon.                         |
|      | Rattier de Caussade.                    |
|      | Eudes de Quélen.                        |
|      | Jean de Québriac.                       |
|      | Raoul de La Moussaye.                   |
|      | Geoffroy du Boisbilly.                  |
|      | Roland des Nos.                         |
|      | Hervé de Saint-Pern.                    |
|      | Macé de Kérouarts.                      |
|      | Bertrand du Coëtlosquet.                |
|      | Raoul de Coëtnempren.                   |
|      | Robert Kersauson.                       |
|      | Huon de Coskaër, seigneur de Rosanbo.   |
|      | Hervé et Geoffroy de Beaupoil.          |
|      | Jean du Marhallach.                     |
|      | Hervé de Sesmaisons.                    |
|      | Henri et Hamon Lelong.                  |
|      | Olivier de La Bourdonnaye.              |
|      | Hervé de Boisberthelot.                 |
|      | Guillaume de Gourcuff.                  |
|      | Guillaume Hersart.                      |
|      | Henri du Couëdic.                       |
|      | Robert de Courson.                      |
|      | Hervé de Kerguélen.                     |
|      | Raoul Audren.                           |
|      | Guillaume de Visdelou.                  |
|      | Pierre de Boispéan.                     |
|      | Macé Le Vicomte.                        |
|      | Geoffroy du Plessis.                    |
|      | Aymeric du Verger.                      |
|      | Aymeric de Sainte-Hermine.              |
|      | Aymeric de Rechignevoisins.             |
|      | Geoffroy et Guillaume de Kersaliou.     |
|      | Guillaume, seigneur de Mornay.          |
|      | Guillaume de Chauvigny.                 |
|      | Gaillard de Pechpeyrou.                 |
|      | Sanchon de Corn.                        |
|      | Bertrand de Lentilhac.                  |
|      | Guillaume de Courbon.                   |
|      | Aymeric et Guillaume de Montalembert.   |
|      | Hugues Gourjault.                       |
|      | Guillaume Séguier.                      |
|      | Dalmas de Bouillé.                      |
|      | Bertrand de Thésan.                     |
|      | Hugues de Sade.                         |
|      | Aster ou Austor de Mun.                 |
|      | Enguerrand Bournel.                     |
|      | Payen Gauteron.                         |
|      | Alain du Boisbaudry.                    |
|      | Hugues de Fontanges.                    |
|      | Amblard de Plas.                        |
|      | Guy de Chabannes.                       |
|      | Gautier de Sartiges.                    |
|      | Roger de La Rochelambert.               |
|      | Guillaume de Chavagnac.                 |
|      | Bernard de David.                       |
|      | Pierre de Lasteyrie.                    |
|      | Guillaume-Amalvin et Gasbert de Luzech. |
|      | A. de Valon.                            |
|      | Pierre de Saint-Geniez.                 |
|      | Raymond et Bernard de La Popie.         |
|      | F. de Roset.                            |
|      | J. de Feydit.                           |
|      | Bertrand de Las Cases.                  |
|      | Hugues de Gascq.                        |
|      | Guillaume de Balaguier.                 |
|      | Motet et Raoul de La Panouse.           |
|      | Bernard de Levezou.                     |
|      | Hervé Siochan.                          |
|      | Bernard de Cassaignes.                  |
|      | Amalvin de Preissac.                    |
|      | Bernard de Guiscard.                    |
|      | Pierre d'Yzarn.                         |
|      | Thibaut de Solages.                     |
|      | Pierre de Mostuéjouls.                  |
|      | Déodat et Arnaud de Caylus.             |
|      | Dalmas de Vezins.                       |
|      | Hugues et Girard de Curières.           |
|      | Rostain de Bessuéjouls.                 |
|      | Laurent de La Laurencie.                |
|      | André de Boisse.                        |
|      | Guillaume de Bonneval.                  |
|      | Guillaume de La Rode.                   |
|      | Adhémar de Gain.                        |
|      | Aimery Odart.                           |
|      | Raymond de Chalus.                      |
|      | Raymond de Roquefeuil.                  |
|      | G. du Bois.                             |

### Toiles de la troisième salle

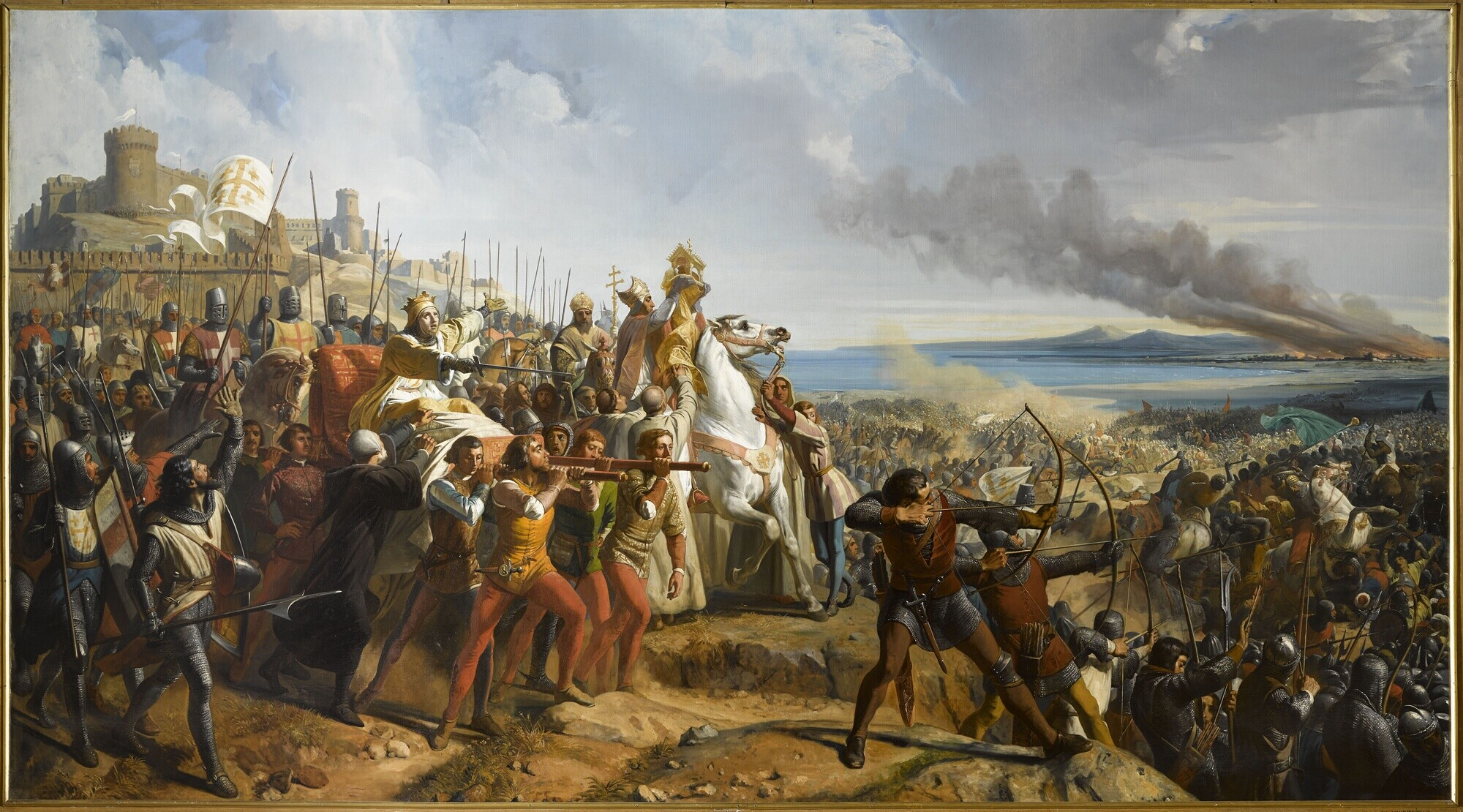
Bataille d'Ascalon. — 18 novembre 1177.

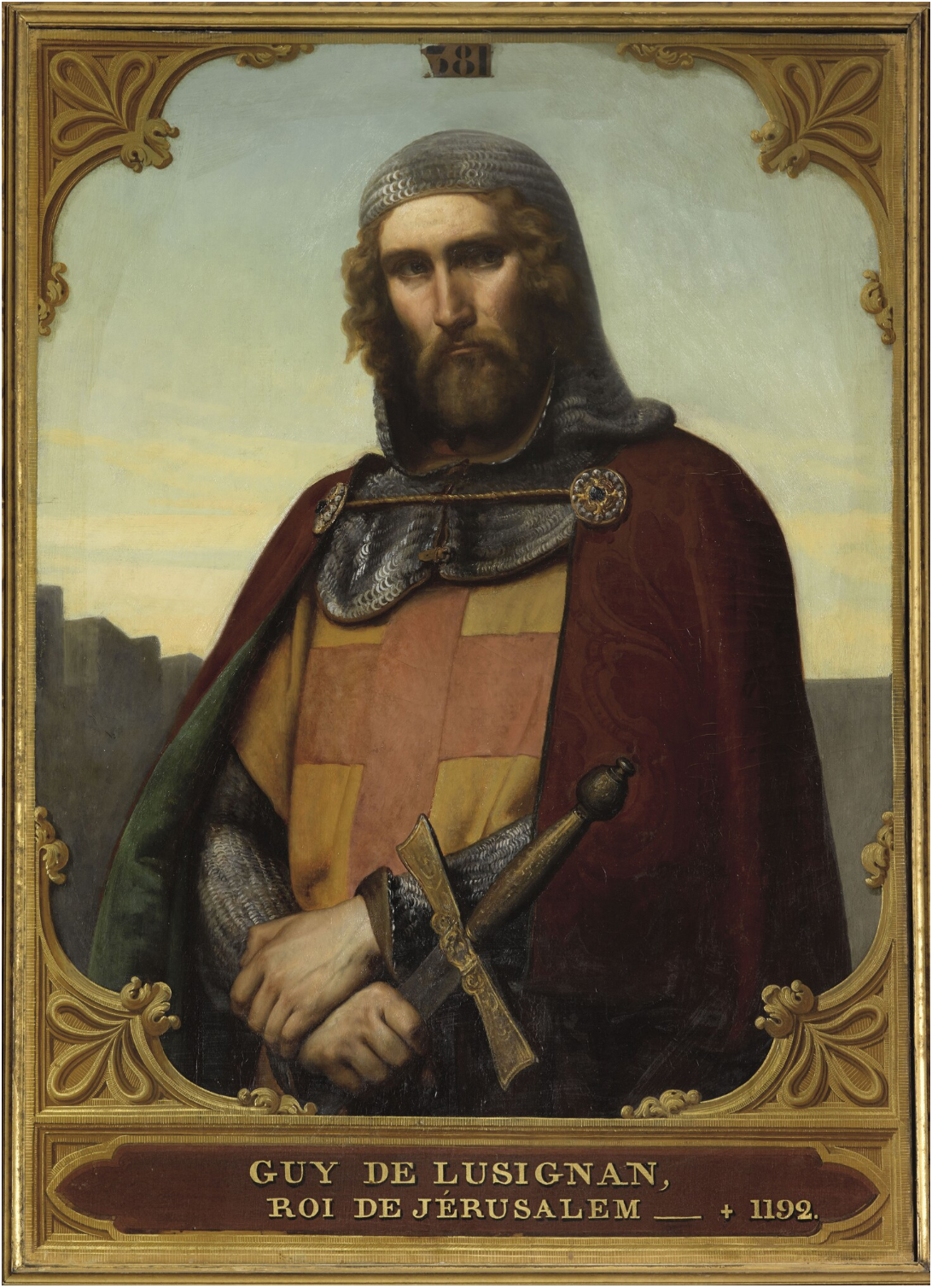
Guy de Lusignan.

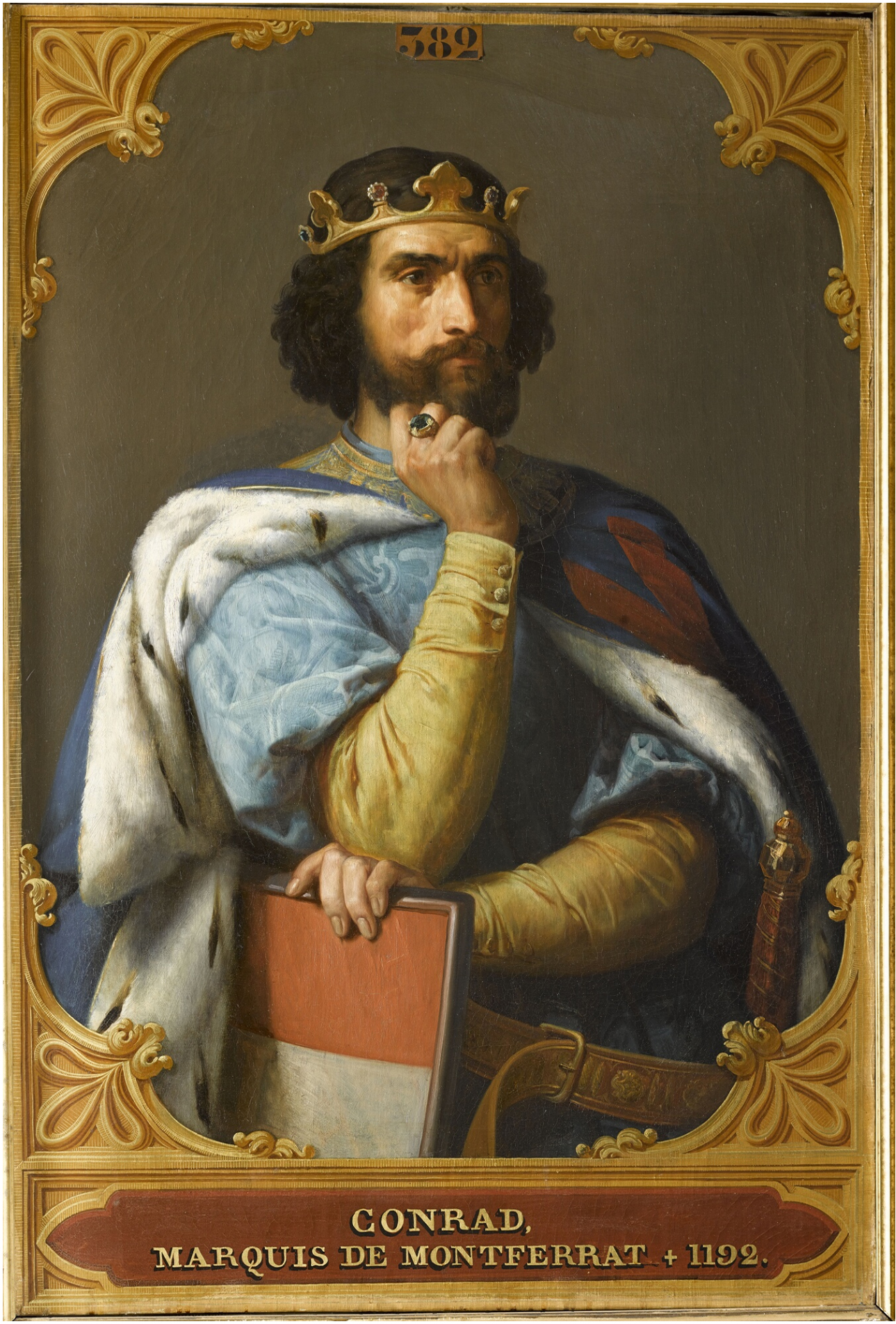
Conrad de Montferrat, par François Édouard Picot, 1843.

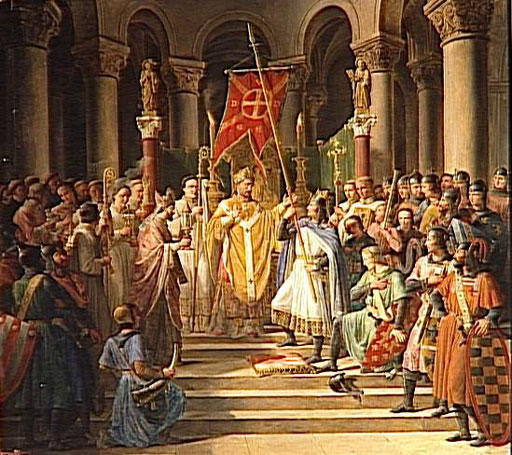
Philippe-Auguste prend l'oriflamme à Saint-Denis.

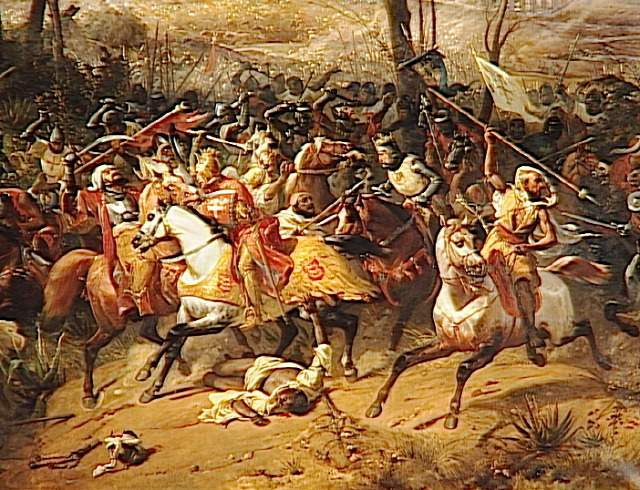
Bataille d'Arsuf.

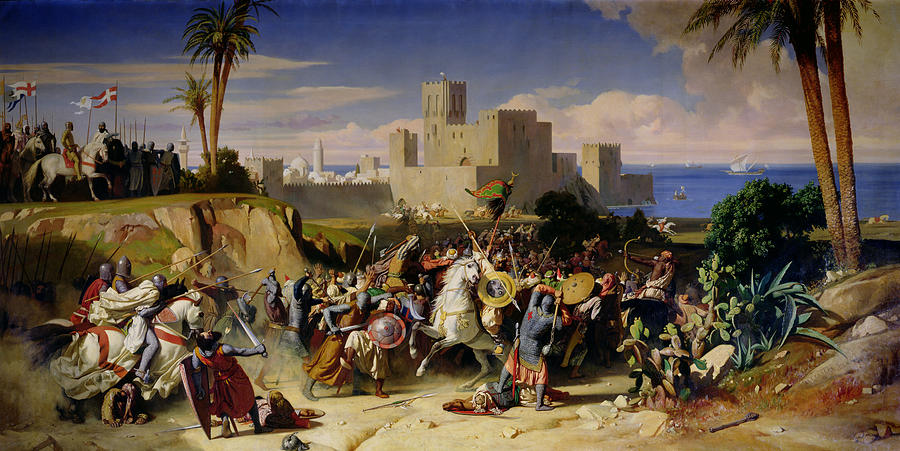
Prise de Beyrouth.

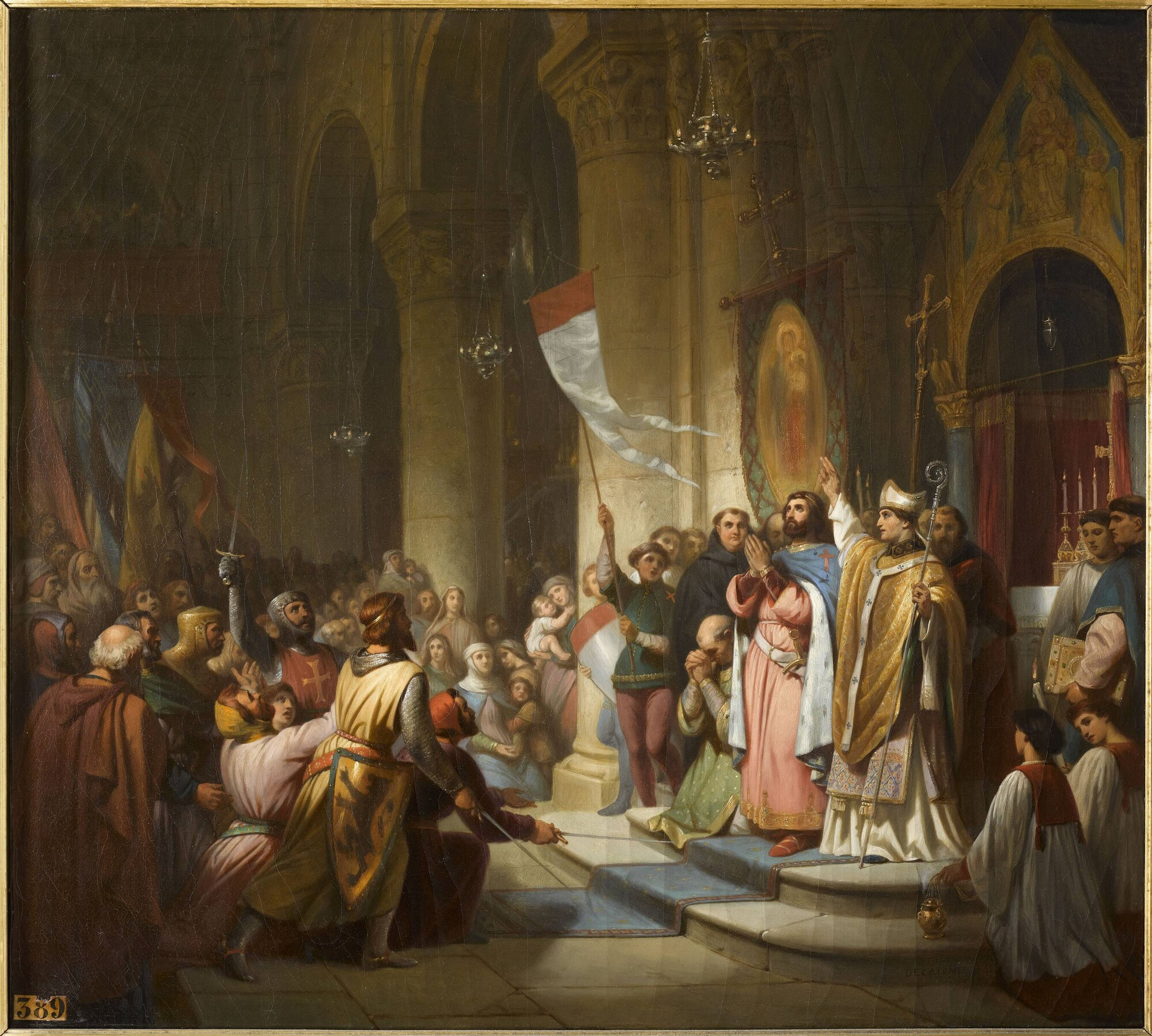
Boniface de Montferrat, élu chef de la quatrième croisade, Soissons, 1201.

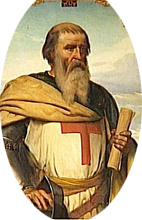
Jean de Brienne.

- Siège de Belbeys. — 1163. — H. 0,71. — L. 0,79.
- Bataille d'Ascalon. — 18 novembre 1177. Par Charles-Philippe Larivière. — H. 5,14. — L. 5,63. Baudouin IV, roi de Jérusalem apprenant que les Sarrasins ont envahi son territoire, sort d'Ascalon du côté de la mer et suivit le rivage, afin de surprendre Saladin dans la plaine où il s'est arrêté. Il a avec lui Odon de Saint-Amand, grand-maître du Temple, et quatre-vingts de ses chevaliers, le prince Raimond, Baudouin de Ramla et Balian, son frère, Renaud de Sidon et le comte Josselin, son oncle, sénéchal du royaume. Albert, évêque de Bethléem, portant le bois de la vraie Croix, marche à leur tête. Le roi Baudouin étant malade se fait porter sur un brancard. Tandis qu'ils s'avancent, le spectacle des incendies qui sillonnent le passage des Sarrasins excite leur courage, et ils joignent enfin l'ennemi vers la huitième heure du jour. Après une courte résistance, le désordre se met dans les rangs des Infidèles, qui prennent la fuite en laissant sur le champ de bataille un grand nombre de morts.
- Guy de Lusignan, roi de Jérusalem et de Chypre. Par François Édouard Picot. - H. 1,04. — L. 0,82. Guy de Lusignan tenait ses droits au trône de Jérusalem de son mariage avec Sibylle d'Anjou, fille du roi Amaury. Il tomba prisonnier aux mains de Salaqin à la bataille de Tibériade en 1187, et à peine rendu à la liberté vint mettre le siège devant Plolémaïs en 1189. Richard-Cœur-de-Lion lui céda en 1192 la souveraineté de l'île de Chypre où il mourut en 1194 à l'âge de quarante-neuf ans.
- Conrad, marquis de Montferrat et de Tyr. Par François Édouard Picot — H. 1,04. — L. 0,77. Il prend la croix en 1186, et reçoit le marquisat de Tyr en récompense de ses exploits pour la défense de cette ville contre Saladin. Son mariage avec Isabelle d'Anjou, fille d'Amaury, roi de Jérusalem, lui assure des droits au trône de la ville sainte lorsque, au moment d'être investi de cette royauté devenue purement titulaire, il est assassiné à Tyr, au rapport de quelques chroniques, par deux envoyés du Vieux de la Montagne, le 3 des calendes de mai (29 avril 1192).
- Entrevue de Philippe-Auguste avec Henri II à Gisors. — 21 janvier 1188. Par Gillot Saint-Evre en 1839. —H. 1,12. — L. 1,64. Philippe-Auguste prend la croix à Gisors avec le roi d'Angleterre, Henri II ; les deux monarques abjurent leurs ressentiments devant le grand intérêt de la guerre sainte, et s'embrassent en versant des larmes.
- Frédéric Ier, surnommé Barberousse, empereur d'Allemagne. Par François Édouard Picot. — H. 1,04. — L. 0,79. Fils de Frédéric de Souabe, neveu de l'empereur Conrad III, il naît en 1121. À la mort de son onde, il est élu empereur par la diète de Francfort en 1152. Après une lutte de dix-huit années contre le siège apostolique et la liberté des villes italiennes, il se croise en 1189 dans une diète tenue le 27 mars à Mayence, ainsi que Frédéric, son fils, duc de Souabe, et soixante-huit seigneurs tant clercs que laïques. Après avoir battu deux fois le sultan d'Iconium et pris d'assaut sa capitale, il meurt en Cilicie le 10 juin 1190, en se baignant dans les eaux du Salef.
- Philippe-Auguste prend l'oriflamme à Saint-Denis. — 24 juin 1190. Par Pierre Révoil en 1841. — H. 0,71. — L. 0,79. Le roi, suivi d'un nombreux cortège, reçoit la panetière et le bourdon de pèlerin des mains de Guillaume, archevêque de Reims, son oncle, légat du siège apostolique.
- Bataille d'Arsuf. — 1191. Par Éloi Firmin Féron en 1843. — H. 3,14. — L. 2,32. Les Croisés, ayant à leur tête Richard-Cœur-de-Lion, le duc de Bourgogne et le comte de Champagne, sont en marche vers Jérusalem. Ils débouchent des montagnes de Naplouse dans la plaine d'Arsuf, quand ils y trouvent deux cent mille Musulmans qui les attendent pour leur disputer le passage. L'arrière-garde des Chrétiens, où sont les Hospitaliers, s'ébranle la première, et bientôt tout le reste de l'armée, chevaliers de Bourgogne et de Champagne, Flamands, Angevins, Bretons, Poitevins, est entraîné à leur suite. De la mer aux montagnes ce n'est plus qu'un vaste champ de carnage. Richard se montre partout faisant entendre son redoutable cri de guerre : Dieu, secourez le Saint-Sépulcre! et partout des ruisseaux de sang, des escadrons en désordre marquent son passage. En peu de temps l'armée de Saladin est dispersée et a été anéantie tout entière, si la forêt d'Arsuf n'eût accueilli et protégé ses débris.
- Prise de Baruth. — 1197. Par Alexandre Hesse. — H. 1,73. — L. 3,43. Guillaume de Tyr rapporte que le roi Amaury, le Temple et l'Hôpital, le chancelier d'Allemagne et les barons du pays, donnent conseil d'aller assiéger Baruth. Les Sarrasins qui sont sortis du château, voient que les Chrétiens approchent rudement par mer et par terre ; ils retournent en arrière et croient rentrer au château, mais ils viennent la porte fermée par les esclaves chrétiens qui, pour favoriser les armes des Croisés, sont sur la porte et sur la maîtresse tour, et criaient : Dieu et Saint-Sépulcre! Les Sarrasins, voyant qu'ils avaient perdu le château, s'enfuirent, et le château demeura aux Chrétiens.
- Défaite de Malek-el-Adel (Saphadin) entre Tyr et Sidon. — 1197. — H. 1,12. - L. 1,64.
- Boniface de Montferrat, élu chef de la quatrième croisade, à Soissons. — 1201. Par Henri de Caisne en 1849. — H. 0,70. — L. 0,79. Après la mort de Thibaud, comte de Champagne, les barons et les chevaliers qui avaient pris la croix offrent le commandement au marquis de Montferrat. Il vient à Soissons où il reçoit la croix des mains du curé de Neuilly, et est proclamé chef de la Croisade dans l'église de Notre-Dame, en présence du clergé et du peuple.
- Traité conclu entre les Croisés et les Vénitiens dans l'église de Saint-Marc. — 1201. Par Renoux en 1839. — H. S, U. — L. 2,33. Une députation de Croisés, sous la conduite de Geoffroy de Ville-Hardouin, s'est rendue à Venise pour demander des vaisseaux à la République. Une assemblée générale du peuple est convoquée dans l'église de Saint-Marc, et l'on commence par y célébrer la messe du Saint-Esprit ; puis les députés sont introduits. Alors Geoffroy de Ville-Hardouin, maréchal de Champagne, prenant la parole pour ses compagnons, et de leur consentement, dit : Seigneurs, les plus grands et les plus puissants barons de France nous ont envoyés vers vous pour vous prier, au nom de Dieu, d'avoir compassion de Hiérusalem, qui est en servage des Turcs, et de vouloir les accompagner en cette occasion pour venger l'injure faite à notre Seigneur Jésus-Christ, ayant jeté les yeux sur vous comme ceux qu'ils savent être les plus puissants sur la mer, et nous ont chargés de nous prosterner a vos pieds, sans nous relever que vous ne nous ayez octroyé d'avoir pitié de la Terre-Sainte d'outre-mer. Là-dessus les six députés s'agenouillent à leurs pieds, pleurant à chaudes larmes, et le vieux doge Henri Dandolo, devenu aveugle, se lève avec le peuple entier qui s'écrie, en levant les mains : Nous l'octroyons ! Nous l'octroyons !
- Baudouin Ier, comte de Flandre, empereur de Constantinople. Par François Édouard Picot. — H. 1,04. — L. 0,80. Baudouin, IXe du nom, né à Valenciennes, en 1171, hérite du comté de Flandre en 1194, et prend la croix en 1200. Les Croisés s'étant emparés de Constantinople, donnent, en 1204, la couronne des empereurs d'Orient à Baudouin. Fait prisonnier dans une guerre qu'il a entreprise contre les Bulgares, il meurt en 1206 dans la captivité, à l'âge de trente-cinq ans.
- Baudouin couronné empereur de Constantinople. — 16 mai 1204. Par L. Gallait en 1847. — H. 3,14. — L. 5,63. Baudouin se rend à Sainte-Sophie, accompagné des barons et du clergé. Là, dit Michaud, pendant qu'on célébrait le service divin, l'empereur fut élevé sur un trône d'or et reçut la pourpre des mains du légat du pape, qui remplissait les fonctions de patriarche ; deux chevaliers portaient devant lui le laticlave des consuls romains, et l'épée impériale, qu'on revoyait enfin dans la main des guerriers et des héros. Le chef du clergé, devant l'autel, prononça dans la langue grecque ces paroles : Il est digne de régner ; et tous les assistants répétèrent en chœur : il en est digne, il en est digne. Les Croisés faisant entendre leurs bruyantes acclamations, les chevaliers, couverts de leurs armes, la foule misérable des Grecs, le sanctuaire dépouillé de ses antiques ornements et rempli d'une pompe étrangère, présentaient à la fois un spectacle solennel et lugubre, et montraient tous les malheurs de la guerre au milieu des trophées de la victoire.
- Jean de Brienne, roi de Jérusalem, empereur de Constantinople. Par François Édouard Picot — H. 1,04. — L. 0,77. Simple cadet de la maison de Brienne, il prend part à la prise de Constantinople en 1204, et après la mort d'Amaury, roi de Jérusalem, est élu par les barons de la Palestine pour le remplacer. Il est couronné à Tyr en 1210, et revient en France, en 1221, demander des secours pour la Terre-Sainte. Appelé en 1231 au trône impérial par les barons français de l'empire d'Orient, il joint à la couronne qu'il avait portée, celle des empereurs de Constantinople. Il meurt le 23 mars 1237, âgé de quatre-vingt-neuf ans.
- André de Hongrie se fait associer à l'ordre de Saint-Jean-de-Jérusalem. —1218. Par Gillot Saint-Evre. — H. 0,70. — L. 0,79. André II, roi de Hongrie, petit-fils de Louis-le-Jeune, par sa mère Marguerite de France, passant par Saint-Jean-d'Acre, est si édifié de la charité qu'exercent les Hospitaliers, qu'il demande, dit Vertot, d'être associé dans l'ordre en qualité de confrère, et reçoit l'habit de chevalier des mains de Guérin de Montaigu

## Quatrième salle des Croisades
L'appartement que cette salle a remplacé fut habité, sous Louis XV, par la princesse d'Egmont, puis par la duchesse de Boufflers, dame du palais de la reine.
Le plafond et la frise offrent les armoiries des Croisés et des chevaliers des ordres religieux depuis 1218 jusqu'en 1553.

### Croisés de la quatrième salle
| 1218 | Géraud de Bosredont.                                                                           |
| 1221 | Philippe d'Agneaux.                                                                            |
| 1248 | Robert de Coustin.                                                                             |
|      | Arnaud de Gironde.                                                                             |
|      | Dieudonné d'Albignac.                                                                          |
|      | Raoul et Guillaume du Authier.                                                                 |
|      | Guy, Guichard et Bernard d'Escayrac.                                                           |
|      | Bernard de Montault.                                                                           |
|      | Geoffroy de Courtarvel.                                                                        |
|      | Pierre Isoré.                                                                                  |
|      | Robert et Henri de Grouchy.                                                                    |
|      | Carbonnel et Galhard de La Roche.                                                              |
|      | Guillaume de Polastron.                                                                        |
|      | André de Vitré.                                                                                |
|      | Thomas de Taillepied.                                                                          |
|      | Geoffroy de Montbourcher.                                                                      |
|      | Thomas de Boisgelin.                                                                           |
|      | Guillaume d'Asnières.                                                                          |
|      | Guillaume de Maingot.                                                                          |
|      | Arnaud de Noë.                                                                                 |
|      | Roux de Varaigne.                                                                              |
|      | Pierre de l'Espine.                                                                            |
|      | Pierre de Pomolain.                                                                            |
|      | Guillaume de Brachet.                                                                          |
|      | Audoin de Lestranges.                                                                          |
|      | Hugues de Carbonnières.                                                                        |
|      | Harduin de Pérusse.                                                                            |
|      | Bertrand d'Espinchal.                                                                          |
|      | Payen Euzenou.                                                                                 |
|      | Guillaume de Cadoine.                                                                          |
|      | Guillaume et Guillaume-Raymond de Ségur.                                                       |
|      | Guillaume et Aymon de La Roche-Aymon.                                                          |
|      | Pons Motier.                                                                                   |
|      | D. de Verdonnet.                                                                               |
|      | Jean d'Audiffret.                                                                              |
| 1250 | Renaud de Vichy, grand maître de l'ordre du Temple.                                            |
| 1252 | Bohémond VI, prince d'Antioche.                                                                |
|      | Guillaume-Raymond de Grossolles.                                                               |
|      | Geoffroy de Penne.                                                                             |
|      | Pierre de Gimel.                                                                               |
|      | Arnaud de Marquefave.                                                                          |
|      | Pierre de Voisins.                                                                             |
| 1256 | Thomas Béraud, grand maître de l'ordre du Temple.                                              |
| 1259 | Hugues de Revel, grand maître de l'ordre de Saint-Jean de Jérusalem.                           |
| 1267 | Sicard, vicomte de Lautrec.                                                                    |
| 1269 | Eudes de Bourgogne, sire de Bourbon, comte de Nevers, d'Auxerre et de Tonnerre.                |
| 1270 | Ferry de Verneuil, maréchal de France.                                                         |
|      | Jean Britaut.                                                                                  |
|      | Raoul Le Flamenc, seigneur de Cany, depuis maréchal de France.                                 |
|      | Pierre de Blémus.                                                                              |
|      | Érard, seigneur de Vallery, connétable de Champagne.                                           |
|      | Roger, fils de Raimond II Trencavel, dernier vicomte de Béziers et de Carcassonne.             |
|      | Jean III, Jean IV et Raoul de Nesle.                                                           |
|      | Simon de Clermont, seigneur de Nesle et d'Ailly.                                               |
|      | Amaury de Saint-Cler.                                                                          |
|      | Jean Malet.                                                                                    |
|      | Hugues de Villers.                                                                             |
|      | Jean de Prie, seigneur de Buzançais.                                                           |
|      | Étienne et Guillaume Granche.                                                                  |
|      | Gisbert Ier, seigneur de Thémines.                                                             |
|      | Geoffroy de Rostrenen.                                                                         |
|      | Pierre de Kergorlay.                                                                           |
|      | Maurice de Bréon.                                                                              |
|      | Guy de Sévérac.                                                                                |
|      | Gilles de Bois-Avesnes.                                                                        |
|      | Guillaume de Patay.                                                                            |
|      | Gilles de La Tournelle.                                                                        |
|      | Jean de Chambly.                                                                               |
|      | Simon de Coutes.                                                                               |
| 1273 | Guillaume de Beaujeu, grand maître de l'ordre du Temple.                                       |
| 1278 | Nicolas Lorgne, grand maître de l'ordre de Saint-Jean de Jérusalem.                            |
| 1285 | Raymond de Vassinhac.                                                                          |
| 1289 | Jean de Villiers, grand maître de l'ordre de Saint-Jean de Jérusalem.                          |
| 1291 | Le moine Gaudin, grand maître de l'ordre du Temple.                                            |
| 1293 | Eudes des Pins, grand maître de l'ordre de Saint-Jean de Jérusalem.                            |
| 1300 | Guillaume de Villaret, grand maître de l'ordre de Saint-Jean de Jérusalem.                     |
| 1345 | Jacques Brunier, chancelier du Dauphiné.                                                       |
|      | Jean Aleman.                                                                                   |
|      | Guillaume de Morges.                                                                           |
|      | Didier, seigneur de Sassenage.                                                                 |
|      | Aymon et Guichard de Chissey.                                                                  |
|      | Raymond de Montauban, seigneur de Montmaur.                                                    |
|      | Geoffroy de Clermont, seigneur de Chaste.                                                      |
| 1354 | Pierre de Corneillan, grand maître de l'ordre de Saint-Jean de Jérusalem, souverain de Rhodes. |
| 1355 | Roger des Pins, grand maître, souverain de Rhodes.                                             |
| 13/1 | Robert de Juilly, grand maître, souverain de Rhodes.                                           |
| 1376 | Juan Fernández de Heredia, grand maître, souverain de Rhodes.                                  |
| 1396 | Philippe d'Artois, comte d'Eu, connétable de France.                                           |
|      | Jacques de Bourbon II, comte de la Marche.                                                     |
| 1454 | Jacques de Milly, grand maître, souverain de Rhodes.                                           |
| 1461 | Piero Raimondo Zacosta, grand maître, souverain de Rhodes.                                     |
| 1467 | Giovanni Battista Orsini, grand maître, souverain de Rhodes.                                   |
| 1512 | Guy de Blanchefort, grand maître, souverain de Rhodes.                                         |
| 1534 | Pierino de Ponte, grand maître, prince de Malte.                                               |
| 1535 | Didier de Sainte-Jalle, grand maître, prince de Malte.                                         |
| 1536 | Juan de Homedes, grand maître, prince de Malte.                                                |
| 1553 | Claude de La Sengle, grand maître, prince de Malte.                                            |

### Toiles de la quatrième salle

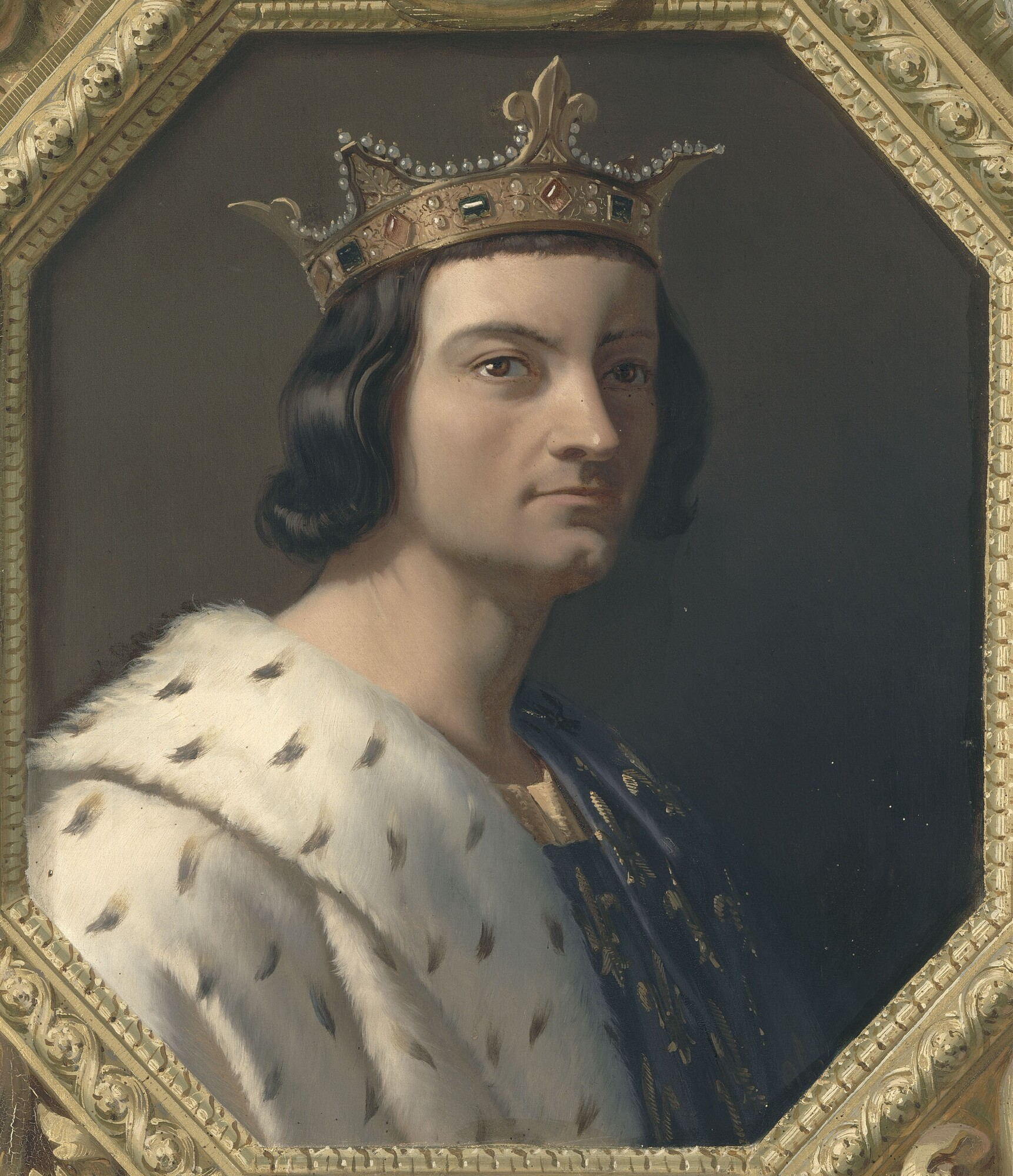
Philippe III de France (Philippe-le-Hardi), roi de France.

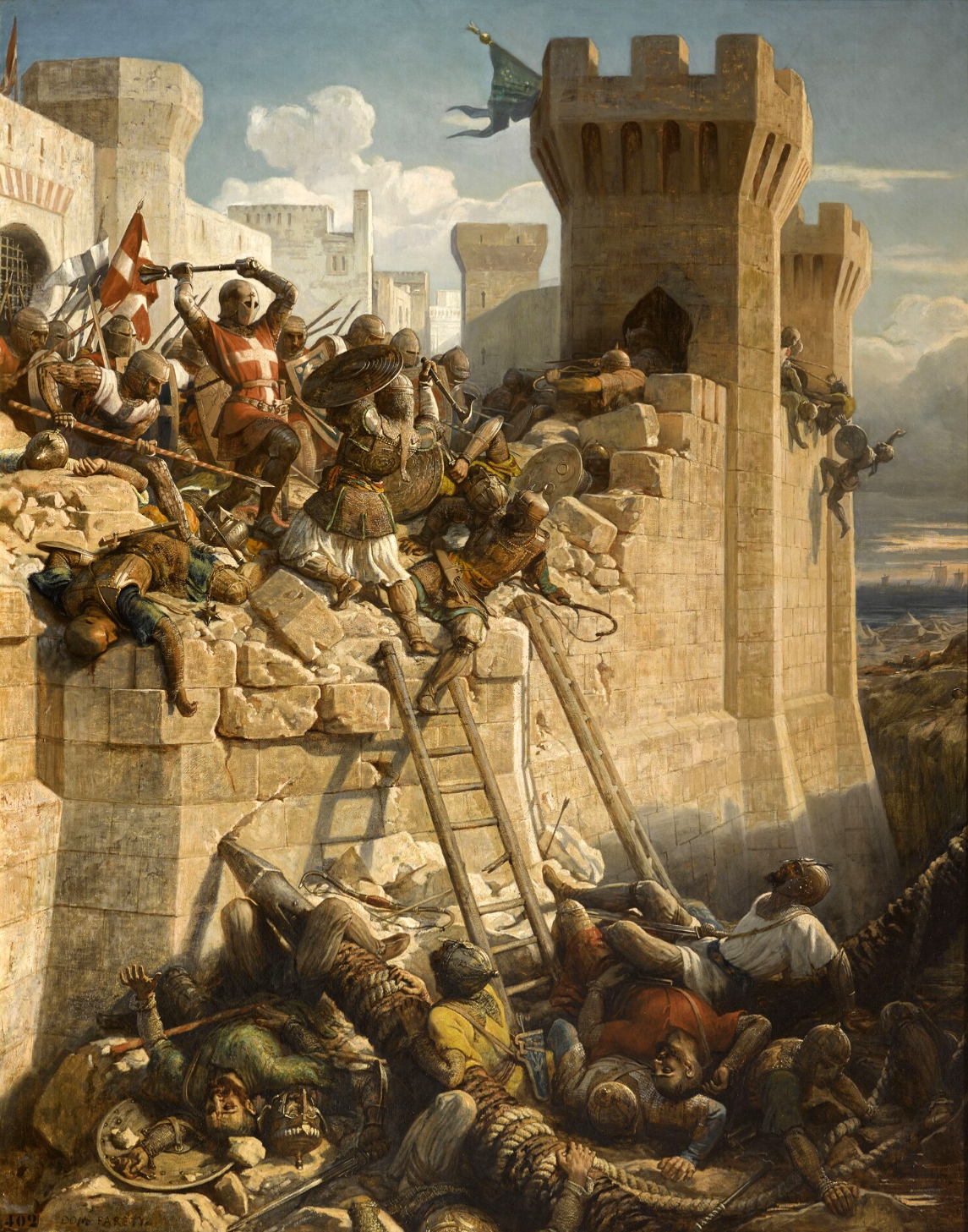
Matthieu de Clermont défend Ptolémaïs.

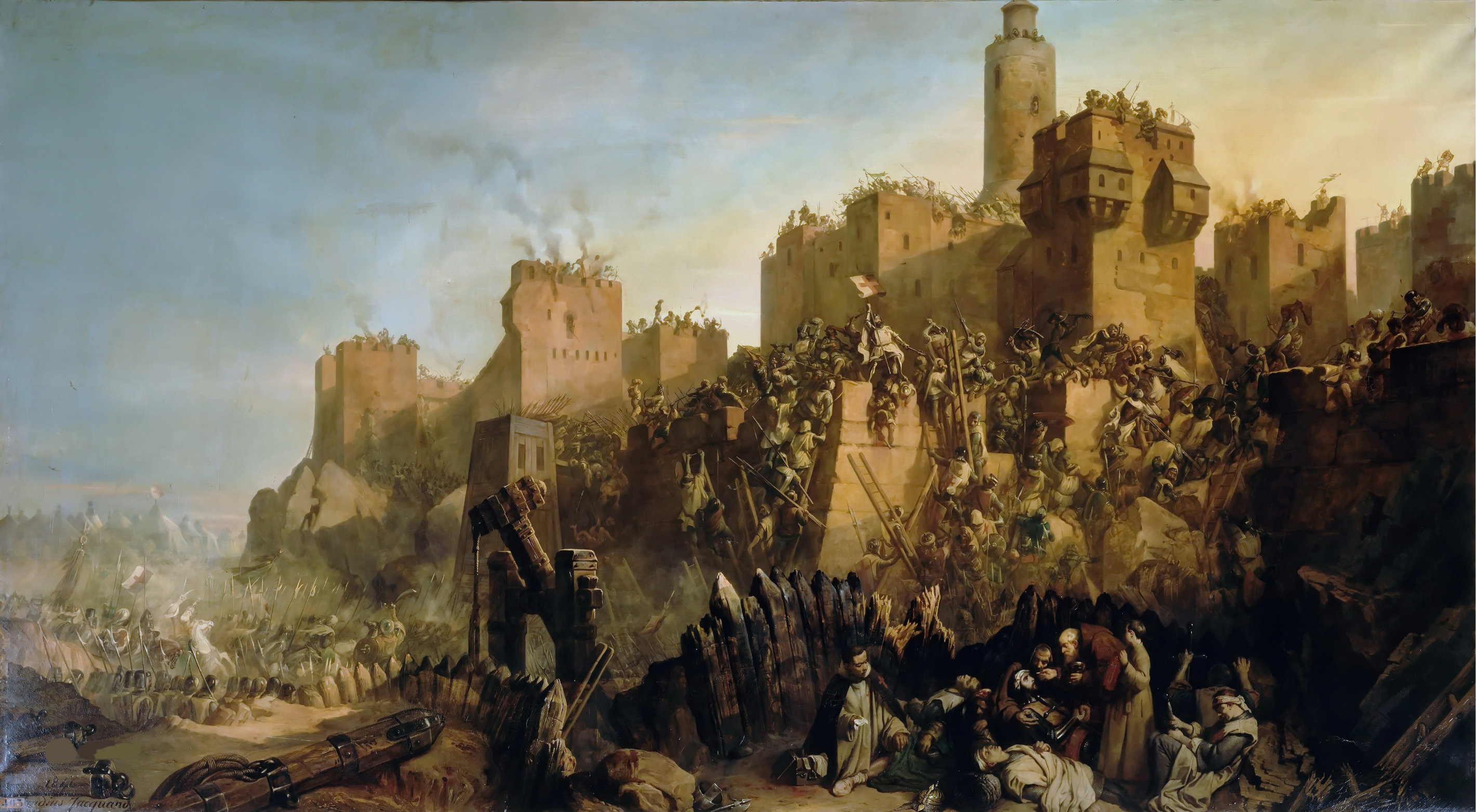
Jacques de Molay prend Jérusalem.

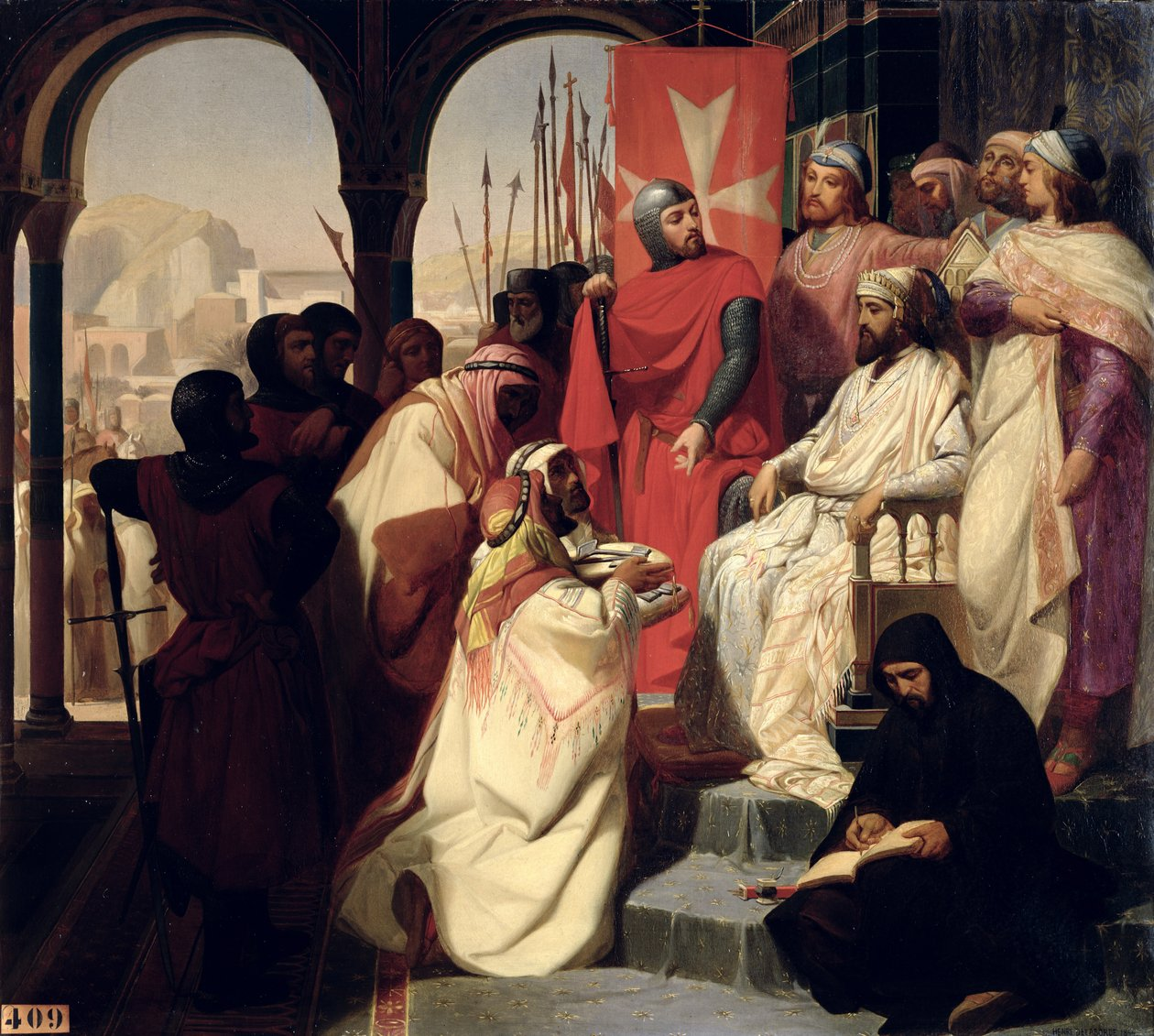
Les chevaliers de Saint-Jean rétablissent la religion en Arménie.

- Reprise du château de Jaffa. — 1192. Par Édouard Girardet en 1844. — H. 0,70. — L. 0,79. Pendant une expédition de Richard Cœur de Lion sur les frontières de l'Égypte et de la Cilicie, Saladin vient surprendre la citadelle de Jaffa. Le roi d'Angleterre, averti du danger qui menace la ville, s'embarque à Saint-Jean-d'Acre et chasse les Musulmans du point dont ils s'étaient emparés.
- Réception de Jean de Brienne à Ptolémaïs. — 13 septembre 1210. -H. 3,17. -L. 5,57.
- Débarquement de saint Louis en Égypte. — 4 juin 1249. Par Georges Rouget en 1839. — H. 1,73. — L. 1,12. Au mois de juin 1249, la flotte qui porte les Croisés parait à l'embouchure du Nil, devant Damiette. Une armée de Sarrasins borde le rivage. Saint Louis donne l'exemple à ses guerriers ; malgré le légat qui veut le retenir, il se jette à la mer, couvert de son armure et ayant de l'eau jusqu'aux épaules. Le sire de Joinville, Baudouin de Reims, le comte de Jaffa, rivalisent d'ardeur avec leur roi ; ils ont des premiers mis le pied sur le sable, et avec une poignée de chevaliers qui les ont suivis, ils s'y forment en bataille pour soutenir le choc de la cavalerie ennemie qui vient les charger.
- saint Louis reçoit à Damiette le patriarche de Jérusalem. — 1249. Par M. Oscar Gue — H. 0,70. — L. 0,70. Robert, patriarche de Jérusalem, se trouve avec saint Louis au siège de Damiette, et lorsque la ville est prise, il y entre nu-pieds avec le roi, et y célèbre les saints mystères.
- Gaucher de Châtillon défend seul l'entrée d'une rue dans le faubourg de Miniéh. — 1250. - Par Karl Girardet. — H. 1,1). — L. 1,12. Après la bataille de Mansourah, le roi saint Louis, escorté par quelques chevaliers seulement, entre dans la ville de Miniéh. L'intrépide Gaucher de Châtillon défend seul contre les Sarrasins l'entrée d'une rue étroite qui conduit à l'asile du roi. Aucun des croisés ne peut le secourir ni être témoin de sa fin héroïque.
- Philippe III le Hardi, roi de France. Par Alexandre Laemlein. — H. 1,05. — L. 0,77.
- Concile de Lyon. — 1274. - H. 1,11. — L. 1,35.
- Matthieu de Clermont défend Ptolémaïs. — 1291. Par Dominique Papety. — H. 1,73. — L. 1,35. La ville de Ptolémaïs est assiégée par l'armée du sultan d'Égypte Kelaoun et va être prise d'assaut, lorsque Matthieu de Clermont, maréchal des Hospitaliers, accourt avec ses chevaliers au lieu du carnage. Il relève le courage des assiégés, se précipite dans les rangs des Sarrasins, et, vers le soir, les assaillants se retirent en désordre par la brèche qu'ils avaient faite.
- Jacques de Molay prend Jérusalem. — 1299. Par M. Claudius Jacquand en 1846. — H. t, 73. — L. 3,15. Les chevaliers du Temple, ayant à leur tête Jacques de Molay, surprennent à la pointe du jour la ville de Jérusalem. C'est la dernière occupation de la cité sainte par les chrétiens.
- Prise de Rhodes — 15 août 1310. Par Féron. — H. 1,H. — L. 1,45. Les chevaliers de Saint-Jean, ayant à leur tête Foulques de Villaret, assiègent l'île de Rhodes pendant quatre ans. Enfin la place est emportée d'assaut, et le jour de l'Assomption l'étendard de la religion est arboré sur la brèche de Rhodes conquise.
- Défense de Rhodes contre le sultan Othman. — 1315. — H. 3,17. - L. 5,57.
- Bataille navale d'Episcopia. — 1323. Par Auguste Mayer. — H. 1,11. — L. 1,49. Le sultan Orkhan a équipé une flotte de quatre-vingts navires avec laquelle il espère surprendre Rhodes. Mais le commandeur Gérard de Pins, avec dix galères et quelques navires marchands rassemblés à la hâte, ne craint point d'aller au-devant de son puissant ennemi. Le combat s'engage près de la petite île d'Episcopia. Orkhan perd le plus grand nombre de ses vaisseaux, pris ou coulés à fond.
- Prise du château de Smyrne. — 1344. Par Charles Alexandre Debacq en 1845. — H. 1,7s. — L. 1,35. Les chevaliers de Rhodes, conduits par Biandra, grand-prieur de Lombardie, font, en 1344, une tentative près la ville de Smyrne, et s'emparent du château qui commande le port. Tous ceux qui se trouvent dans ce fort, Turcs et Arabes, sont taillés en pièces.
- Bataille navale d'Embro. — 1346. Par M. Eugène Lepoittevin en 1841. — H. 1,21. — L. 1,35. Les Turcs sont à l'ancre, dans la petite île d'Embro, à douze milles des bouches des Dardanelles, lorsque Biandra, prieur de Lombardie, les surprend. Ce fut, dit Vertot, moins un combat qu'une déroute générale ; les soldats qui étoient sur cette flotte l'abandonnoient pour chercher un asile dans l'île, et ceux qui étoient descendus à terre auparavant accouraient pour se rembarquer. Les uns et les autres ne faisoient que s'embarrasser ; et dans ce désordre et cette confusion, le général de Rhodes leur prit cent dix-huit petits vaisseaux, légères frégates, brigantins, felouques ou barques armées, qu'il ramena triomphalement à Rhodes.
- Les chevaliers de Saint-Jean rétablissent la religion en Arménie. — 1347. Par Henri Delaborde en 1844. — H. 0,70. — L. 0,79. Le royaume chrétien d'Arménie est près de succomber sous l'invasion des Sarrasins, qui l'occupent en grande partie. Le roi Constant a envoyé demander du secours en Europe, le grand-maître Dieudonné de Gozon répond à son appel. Il envoie les troupes de la religion en Arménie, et les Sarrasins sont entièrement chassés de ce pays.
- Prise d'Alexandrie. — 1366. —H. 0,70. — L. 0,79.
- Philippe d'Artois, comte d'Eu, connétable de France. Par Alexandre Laemlein. — H. 1,03. — L. 0,80.
- Jean Sans-Peur, duc de Bourgogne. Par Alexandre Laemlein. — H. 1,03. — L. 0,80. Né à Dijon en 1371, il est fils de Philippe-le-Hardi, et porte le titre de comte de Nevers, lorsqu'il va, en 1396, combattre les Turcs à la bataille de Nicopolis. Duc de Bourgogne en 1404, à la mort de son père, il fait lever en 1408 le siège de Maestricht aux Liégeois, et se ligue avec Henri V, roi d'Angleterre, pendant l'invasion de la France. Il est assassiné sur le pont de Montereau-Faut-Yonne, le 10 septembre 1419, dans une entrevue avec le dauphin, fils de Charles VI.
- Boucicault (Jean le Meingre, dit) maréchal de France. Par Alexandre Laemlein. — H. 1,03. — L. 0,77.
- Levée du siège de Constantinople. — 1402. Par Changée en 1839. — H. 1,73. — L. 1.12. Boucicault conduit, en 1402, une armée au secours de Constantinople assiégée par Bajazet. L'arrivée du maréchal rend courage à l'empereur Paléologue. Par une suite de hardis coups de main les Français chassent les Turcs d'un grand nombre de bourgs et de villages qu'ils occupent sur le Bosphore, et le siège de Constantinople est levé.
- Chapitre général de l'ordre de Saint-Jean-de-Jérusalem, tenu à Rhodes. — 1514. Par Claudius Jacquand. — H. 1,11. — L. 1,12. À peine élevé à la grande-maîtrise de l'ordre de Saint-Jean, Fabrizio Caretto convoque le chapitre-général de l'ordre, afin de préparer les moyens de résister aux desseins du sultan Selim, sur l'île de Rhodes. Les ressources qu'il demande lui sont toutes accordées, et Rhodes est en état de soutenir l'effort de la puissance ottomane.

## Cinquième salle des Croisades
Cette salle, qui s'étend dans toute la largeur du pavillon de Noailles, formait autrefois deux appartements occupés, sous Louis XV, en 1735 par l'abbé de Pomponne et la marquise de Mailly, dame du palais de la reine, et en 1755 par le prince Constantin, premier aumônier du roi, et par le duc de Luxembourg, capitaine des gardes. Les murs de séparation ont été remplacés par des piliers.
Les portes en cèdre et le mortier en bronze placés au milieu de cette salle, proviennent de l'hôpital des chevaliers de Saint-Jean à Rhodes. Ces objets ont été donnés en 1836 au roi Louis-Philippe par le sultan Mahmoud.
Les armoiries des principaux Croisés, depuis l'an 1096 jusqu'en 1557, décorent les plafonds et les piliers.

### Croisés de la cinquième salle
| 1096 | Godefroy de Bouillon, roi de Jérusalem.                                                           |
|      | Hugues de France « Le Grand », comte de Vermandois.                                               |
|      | Eudes Ier de Bourgogne.                                                                           |
|      | Robert II, duc de Normandie.                                                                      |
|      | Raymond IV, comte de Toulouse.                                                                    |
|      | Robert II, comte de Flandre.                                                                      |
|      | Gérard de Martigues « Le bienheureux », recteur de l'hôpital de Saint-Jean de Jérusalem.          |
|      | Alain IV dit « Fergent », duc de Bretagne.                                                        |
|      | Bohémond, prince d'Antioche.                                                                      |
|      | Étienne de Champagne, comte de Blois.                                                             |
|      | Renaud et Étienne « tête-hardie », comtes de Haute-Bourgogne.                                     |
|      | Louis, fils de Thierry Ier, comte de Bar.                                                         |
|      | Baudouin de Boulogne, roi de Jérusalem.                                                           |
|      | Baudouin II de Hainaut.                                                                           |
|      | Henri d'Eu, Ve comte d'Eu et Lord d'Hastings.                                                     |
|      | Étienne, comte d'Aumale.                                                                          |
|      | Eustache, comte de Boulogne.                                                                      |
|      | Roger Ier, comte de Foix.                                                                         |
|      | Gaston IV de Béarn.                                                                               |
|      | Hugues VI « Le Diable », sire de Lusignan.                                                        |
|      | Adhémar de Monteil.                                                                               |
|      | Raymond Pelet.                                                                                    |
|      | Raymond Ier, vicomte de Turenne.                                                                  |
|      | Tancrède, fils d'Odon-le-Bon.                                                                     |
|      | Eustache d'Agrain, prince de Sidon et de Césarée, vice-roi et connétable du royaume de Jérusalem. |
|      | Baudouin de Rethel « du Bourg », depuis roi de Jérusalem.                                         |
|      | Philippe « Le Grammairien », comte d'Alençon (Maison de Belesme).                                 |
|      | Geoffroy de Preuilly dit « Jourdain », comte de Vendôme.                                          |
|      | Rotrou III du Perche.                                                                             |
|      | Guillaume Taillefer III, comte d'Angoulême.                                                       |
|      | Drogon, seigneur de Nesle et de Falvy.                                                            |
|      | Raimbaud II d'Orange.                                                                             |
|      | Garnier, comte de Gray.                                                                           |
|      | Astanove II, comte de Fezensac.                                                                   |
|      | Étienne et Pierre de Salviac.                                                                     |
|      | Thomas de Coucy.                                                                                  |
|      | Gilbert de Garlande dit « Payen ».                                                                |
|      | Amanieu II, sire d'Albret.                                                                        |
|      | Ithier II, seigneur de Toucy et de Puisaye.                                                       |
|      | Raymond-Bertrand, seigneur de L'Isle-Jourdain.                                                    |
|      | Guillaume de Sabran.                                                                              |
|      | Foulques de Maillé.                                                                               |
|      | Calo II, seigneur de Caumont.                                                                     |
|      | Roger de Choiseul.                                                                                |
|      | Guillaume Ier « Le Charpentier », vicomte de Melun.                                               |
|      | Guy de Thiern, comte de Chalon-sur-Saône.                                                         |
|      | Gérard, sire de Créquy.                                                                           |
|      | Host du Roure.                                                                                    |
|      | Jean et Colard de Houdetot.                                                                       |
|      | Robert de Nevers « Le Bourguignon ».                                                              |
|      | Raimbaud Creton, seigneur d'Estourmel.                                                            |
|      | Pons et Bernard de Montlaur.                                                                      |
|      | Arnould, baron d'Ardres.                                                                          |
|      | Guillaume III, comte de Lyonnais et de Forez.                                                     |
|      | Hugues de Saint-Omer.                                                                             |
|      | Renaud de Pons.                                                                                   |
|      | Hugues du Puy, seigneur de Pereins, d'Apifer et de Rochefort.                                     |
|      | Gérard de Bournonville.                                                                           |
|      | Héracle, comte de Polignac.                                                                       |
|      | Aimery IV de Rochechouart.                                                                        |
|      | Adam de Béthune.                                                                                  |
|      | Guy, sire de Laval.                                                                               |
|      | Pierre-Raymond de Hautpoul.                                                                       |
|      | Gaucher Ier de Châtillon.                                                                         |
|      | Raoul, seigneur d'Escorailles.                                                                    |
|      | Gérard, comte de Roussillon.                                                                      |
|      | Guillaume V, seigneur de Montpellier.                                                             |
|      | Gérard de Chérizy.                                                                                |
|      | Pierre Ier, vicomte de Castillon.                                                                 |
|      | Guérin de Rochemore.                                                                              |
|      | Éléazar de Montredon.                                                                             |
|      | Pierre et Pons de Capdeuil (Fay).                                                                 |
|      | Gauthier et Bernard, comtes de Saint-Valery.                                                      |
|      | Raoul, seigneur de Beaugency.                                                                     |
|      | Guillaume de Briqueville.                                                                         |
|      | Philippe de Montgommery.                                                                          |
|      | Robert de Vieux-Pont.                                                                             |
|      | Hugues, comte de Saint-Pol.                                                                       |
|      | Anselme de Ribaumont.                                                                             |
|      | Golfier de Lastours « Le Grand », seigneur de Hautefort.                                          |
|      | Manassès, comte de Guînes.                                                                        |
|      | Geoffroy II, baron de Donzy.                                                                      |
|      | Guy de la Trémoille.                                                                              |
|      | Robert de Courcy.                                                                                 |
|      | Renaud de Beauvais.                                                                               |
|      | Jean de Mathan.                                                                                   |
|      | Guillaume-Raymond, seigneur de Lunel.                                                             |
|      | Guillaume de Pierre, seigneur de Ganges.                                                          |
|      | Clairambault de Vandeuil.                                                                         |
|      | Guillaume Carbonnel de Canisy.                                                                    |
|      | Bertrand Porcelet.                                                                                |
|      | Claude de Montchenu.                                                                              |
|      | Jourdain IV, sire de Chabannais et de Confolent.                                                  |
|      | Robert de Sourdeval.                                                                              |
|      | Philippe de Montbel.                                                                              |
|      | Folker ou Foulcher d'Orléans.                                                                     |
|      | Gauthier, seigneur de Breteuil.                                                                   |
|      | Drogon ou Dreux de Monchy.                                                                        |
|      | Guillaume de Bures, seigneur de Tibériade.                                                        |
|      | Baudouin de Gand, seigneur d'Alost.                                                               |
|      | Gérard de Gournay.                                                                                |
|      | Le seigneur de Cardaillac.                                                                        |
|      | Le seigneur de Barasc.                                                                            |
|      | Géraud, seigneur de Gourdon.                                                                      |
| 1099 | Josselin de Courtenay.                                                                            |
| 1100 | Guillaume IX de Guyenne, duc et comte de Poitiers.                                                |
|      | Guillaume II de Nevers.                                                                           |
|      | Eudes Herpin, vicomte de Bourges.                                                                 |
|      | Herbert II, vicomte de Thouars.                                                                   |
| 1101 | Bernard Atton, vicomte de Béziers.                                                                |
|      | Baudouin de Grandpré.                                                                             |
|      | Hugues dit « Bardoul », seigneur de Broyes.                                                       |
| 1102 | Guillaume VI, comte d'Auvergne.                                                                   |
|      | Le baron de La Tour d'Auvergne.                                                                   |
|      | Jean, vicomte de Murat.                                                                           |
|      | Arnaud d'Apchon.                                                                                  |
| 1103 | Guillaume de Castelnau.                                                                           |
| 1106 | Robert Damas.                                                                                     |
| 1107 | Robert, comte de Montfort-sur-Rille.                                                              |
| 1109 | Raymond II, comte de Substantion et de Melgueil.                                                  |
| 1111 | Pierre, seigneur de Noailles.                                                                     |
| 1112 | Gérard de Briord.                                                                                 |
| 1119 | Raymond du Puy, grand maître de l'ordre de Saint-Jean de Jérusalem.                               |
| 1120 | Gauthier de Beyviers.                                                                             |
|      | Archéric, seigneur de Corsant.                                                                    |
|      | Ulric de Baugé, seigneur de Bresse.                                                               |
|      | Pernold de Saint-Sulpis.                                                                          |
| 1128 | Hugues de Payns, premier grand maître de l'ordre du Temple.                                       |
| 1133 | Humbert III de Salins « Le renforcé », sire.                                                      |
|      | Louis VII le Jeune.                                                                               |
|      | Conrad III de Hohenstaufen, empereur d'Allemagne.                                                 |
| 1142 | Balian, premier seigneur d'Ibelin.                                                                |
| 1147 | Robert de France, comte de Dreux.                                                                 |
|      | Henri Ier, comte de Champagne et de Brie.                                                         |
|      | Archambaud VII, seigneur de Bourbon.                                                              |
|      | Thibaut de Montmorency.                                                                           |
|      | Guy II de Ponthieu.                                                                               |
|      | Renaud, comte de Joigny.                                                                          |
|      | Sebran Chabot.                                                                                    |
|      | Rainaud V d'Aubusson.                                                                             |
|      | Guerric de Coligny.                                                                               |
|      | Guillaume VIII, comte et dauphin d'Auvergne.                                                      |
|      | Richard de Harcourt.                                                                              |
|      | Guillaume de Trie.                                                                                |
|      | Hugues II, seigneur de Montmorin.                                                                 |
|      | Hugues Ier, comte de Vaudémont.                                                                   |
|      | Galéran IV, comte de Meulan.                                                                      |
|      | Maurice de Montréal.                                                                              |
|      | Soffrey de Beaumont (en Dauphiné).                                                                |
|      | Gilles dit « Gillion », seigneur de Trazegnies.                                                   |
|      | Geoffroy Waglip ou Gayclip, aïeul de du Guesclin.                                                 |
|      | Hugues V, seigneur de Beaumont-sur-Vingeanne.                                                     |
|      | Ébles III, vicomte de Ventadour.                                                                  |
|      | Ithier de Magnac.                                                                                 |
|      | Manassès de Bulles.                                                                               |
|      | Hugues VII « Le Brun », sire de Lusignan.                                                         |
|      | Geoffroy de Rancon.                                                                               |
|      | Guy IV de Comborn, vicomte de Limoges.                                                            |
|      | Hugues Tyrrel, sire de Poix.                                                                      |
|      | Renaud, comte de Tonnerre.                                                                        |
| 1148 | Amédée III de Savoie, comte de Maurienne et de Savoie.                                            |
| 1149 | Bernard de Tramelay, grand maître de l'ordre du Temple.                                           |
| 1177 | Roger de Moulins, grand maître de l'ordre de Saint-Jean de Jérusalem.                             |
| 1190 | Philippe-Auguste, roi de France.                                                                  |
|      | Frédéric Barberousse, empereur d'Allemagne.                                                       |
|      | Richard Cœur de Lion, roi d'Angleterre.                                                           |
|      | Hugues III de Bourgogne.                                                                          |
|      | Henri Ier, duc de Brabant.                                                                        |
|      | Raoul Ier de Clermont en Beauvaisis, connétable de France.                                        |
|      | Albéric Clément, seigneur du Mez, maréchal de France.                                             |
|      | Jacques d'Avesnes.                                                                                |
|      | Dreux de Mello, IVe du nom, plus tard connétable de France.                                       |
|      | Étienne Ier de Sancerre, comte de Sancerre.                                                       |
|      | Guy de Senlis, IVe du nom, seigneur de Chantilly.                                                 |
|      | Guillaume des Barres, comte de Rochefort.                                                         |
|      | Adam III, seigneur de l'Isle.                                                                     |
|      | Raymond Aimery II, baron de Montesquiou.                                                          |
|      | Clarembaud, seigneur de Noyers.                                                                   |
|      | Jean Ier de Saint-Simon.                                                                          |
|      | Guillaume de La Rochefoucault, vicomte de Châtellerault.                                          |
|      | Laurent du Plessis.                                                                               |
|      | Florent de Hangest.                                                                               |
|      | Hugues, seigneur de Vergy.                                                                        |
|      | Dreux II, seigneur de Cressonsart.                                                                |
|      | André de Brienne, seigneur de Rameru.                                                             |
|      | Aléaume de Fontaines.                                                                             |
|      | Osmond d'Estouteville.                                                                            |
|      | Raoul de Tilly.                                                                                   |
|      | Mathieu III, comte de Beaumont-sur-Oise.                                                          |
|      | Léon, seigneur de Dienne.                                                                         |
|      | Juhel de Mayenne.                                                                                 |
|      | Hellin de Wavrin.                                                                                 |
| 1191 | Renaud de Tascher.                                                                                |
|      | Henri de Walpot de Bassenheim, premier grand maître de l'ordre Teutonique.                        |
|      | Robert IV de Sablé, grand maître de l'ordre du Temple.                                            |
|      | Guy de Lusignan, roi de Chypre.                                                                   |
| 1196 | Marguerite de France (1158-1197), reine de Hongrie.                                               |
|      | Enguerrand de Crèvecœur.                                                                          |
| 1202 | La république de Venise.                                                                          |
|      | Geoffroi de Villehardouin.                                                                        |
|      | Simon IV, comte de Montfort.                                                                      |
|      | Renaud, seigneur de Montmirail.                                                                   |
|      | Richard, comte de Montbéliard.                                                                    |
|      | Eustache de Saarbruck.                                                                            |
|      | Eudes et Guillaume, seigneurs de Champlitte.                                                      |
|      | Eustache de Conflans.                                                                             |
|      | Pierre de Bermond, baron d'Anduze.                                                                |
|      | Guillaume d'Aunoy.                                                                                |
|      | Guigues III de Forez.                                                                             |
|      | Eudes, seigneur de Ham (ancien Vermandois).                                                       |
|      | Nicolas, seigneur de Mailly.                                                                      |
|      | Baudouin d'Aubigny.                                                                               |
|      | Henri, seigneur de Montreuil-Bellay.                                                              |
|      | Bernard III de Moreuil.                                                                           |
|      | Gauthier, seigneur de Bousies.                                                                    |
|      | Othon de La Roche, sire de Ray.                                                                   |
|      | Anselme et Eustache de Cayeux.                                                                    |
|      | Enguerrand, seigneur de Fiennes.                                                                  |
|      | Eustache de Canteleu.                                                                             |
|      | Robert Malvoisin.                                                                                 |
| 1207 | Garin de Montaigu, grand maître de l'ordre de Saint-Jean de Jérusalem.                            |
| 1215 | André II de Hongrie.                                                                              |
| 1218 | Henri, comte de Rodez et de Carlat.                                                               |
|      | Milon IV, comte de Bar-sur-Seine.                                                                 |
|      | Grimaldus, seigneur de Monaco.                                                                    |
|      | Savary de Mauléon.                                                                                |
|      | Pierre de Lyobard.                                                                                |
|      | Jean d'Arcis-sur-Aube.                                                                            |
| 1221 | Jean de Brienne, roi de Jérusalem, puis empereur latin de Constantinople.                         |
|      | Pierre II de Courtenay, empereur latin de Constantinople.                                         |
| 1228 | Frédéric II du Saint-Empire, empereur d'Allemagne.                                                |
| 1233 | Hermann ou Armand de Périgord, Grand-maître de l'ordre du Temple.                                 |
| 1248 | Louis IX (Saint-Louis), roi de France.                                                            |
|      | Robert Ier d'Artois, frère de Louis IX.                                                           |
|      | Alphonse de Poitiers.                                                                             |
|      | Charles de France, comte d'Anjou.                                                                 |
|      | Hugues IV, duc de Bourgogne.                                                                      |
|      | Pierre de Courtenay.                                                                              |
|      | Thibaut VI, comte de Champagne, roi de Navarre.                                                   |
|      | Pierre de Dreux « Mauclerc », duc de Bretagne.                                                    |
|      | Jean, seigneur de Joinville.                                                                      |
|      | Archambaud IX de Dampierre « Le Jeune », sire de Bourbon.                                         |
|      | Humbert de Beaujeu, seigneur de Montpensier, connétable de France.                                |
|      | Jean, comte de Montfort-l'Amaury.                                                                 |
|      | Hugues XI « Le Brun », sire de Lusignan, comte de la Marche.                                      |
|      | Henri Clément, maréchal de France.                                                                |
|      | Guillaume de Beaumont, maréchal de France.                                                        |
|      | Mathieu Ier, seigneur de Roye.                                                                    |
|      | Gilles, sire de Rieux.                                                                            |
|      | Boson de Talleyrand, seigneur de Grignols.                                                        |
|      | Gaston II de Gontaut, seigneur de Biron.                                                          |
|      | Roland de Cossé.                                                                                  |
|      | Henri, seigneur de Boufflers.                                                                     |
|      | Jean Ier, sire d'Aumont.                                                                          |
|      | Geoffroy V, baron de Châteaubriant.                                                               |
|      | Olivier de Termes.                                                                                |
|      | Gauthier dit « Giffart », vicomte de Meaux.                                                       |
|      | Pons de Villeneuve.                                                                               |
|      | Hélie de Bourdeilles.                                                                             |
|      | Jean de Beauffort en Artois.                                                                      |
|      | Guérin de Châteauneuf de Randon, seigneur d'Apchier.                                              |
|      | Gobert d'Aspremont.                                                                               |
|      | Philippe II, seigneur de Nanteuil, du Plaissier, de Pomponne et de Lévignen.                      |
|      | Geoffroy de Sargines.                                                                             |
|      | Hugues de Trichâtel, seigneur d'Escouflans.                                                       |
|      | Josseran de Brancion.                                                                             |
|      | Roger de Brosse, seigneur de Boussac.                                                             |
|      | Foulques du Merle.                                                                                |
|      | Pierre de Villebéon, grand chambellan de France.                                                  |
|      | Gautier de Brienne, comte de Jaffa.                                                               |
|      | Hugues Bonafos de Teyssieu.                                                                       |
|      | Jacques de Saulx.                                                                                 |
|      | Henri de Roucy, seigneur de Thosny et du Bois.                                                    |
| 1250 | Bertrand de Galard.                                                                               |
| 1270 | Philippe III le Hardi, roi de France.                                                             |
|      | Jean Tristan de Nevers.                                                                           |
|      | Pierre d'Alençon.                                                                                 |
|      | Guy de Lévis, IIIe du nom, maréchal de Mirepoix.                                                  |
|      | Astorg d'Aurillac, baron d'Aurillac et vicomte de Conros.                                         |
|      | Anselme de Torote, seigneur d'Offemont.                                                           |
|      | Guillaume III, vicomte de Melun.                                                                  |
|      | Mathieu III, seigneur de Montmorency.                                                             |
|      | Florent de Varennes, amiral de France.                                                            |
|      | Guy VIII, sire de Montmorency-Laval.                                                              |
|      | Raoul de Sores, sire d'Estrées, maréchal de France.                                               |
|      | Thibaut de Marly, seigneur de Mondreville.                                                        |
|      | Lancelot de Saint-Maard, maréchal de France.                                                      |
|      | Guillaume V, seigneur du Bec-Crespin, maréchal de France.                                         |
|      | Héric de Beaujeu, maréchal de France.                                                             |
|      | Renaud de Pressigny, maréchal de France.                                                          |
|      | Guy de Châtillon, comte de Blois.                                                                 |
|      | Jean de Rochefort.                                                                                |
|      | Prégent II, sire de Coëtivy.                                                                      |
|      | Bernard II, seigneur de La Tour d'Auvergne.                                                       |
|      | Jean Ier, sire de Grailly.                                                                        |
|      | Philippe, sire d'Auxy.                                                                            |
|      | Bernard de Pardaillan.                                                                            |
|      | Jean de Sully.                                                                                    |
|      | Guy, baron de Tournebu.                                                                           |
|      | Aubert et Baudouin de Longueval.                                                                  |
|      | Raoul et Gauthier de Jupilles.                                                                    |
|      | Macé de Lyons.                                                                                    |
| 1288 | Jean III, seigneur de Saint-Mauris en Montagne.                                                   |
|      | Guillaume, baron de Montjoye.                                                                     |
| 1298 | Jacques de Molay, dernier grand maître de l'ordre du Temple.                                      |
| 1310 | Foulques de Villaret, grand maître de l'ordre de Saint-Jean de Jérusalem.                         |
| 1319 | Hélion de Villeneuve, grand maître de l'ordre de Saint-Jean de Jérusalem.                         |
| 1346 | Dieudonné de Gozon, grand maître de l'ordre de Saint-Jean de Jérusalem.                           |
| 1365 | Raymond Bérenger, grand maître de l'ordre de Saint-Jean de Jérusalem.                             |
| 1396 | Jean Ier de Bourgogne « Sans peur », comte de Nevers, duc de Bourgogne.                           |
|      | Jean de Vienne, amiral de France.                                                                 |
|      | Jean Le Meingre « Boucicault », maréchal de France.                                               |
|      | Gilles de Brisay.                                                                                 |
| 1397 | Philibert de Naillac, grand maître de l'ordre de Saint-Jean de Jérusalem.                         |
| 1437 | Jean de Lastic, grand maître de l'ordre de Saint-Jean de Jérusalem.                               |
| 1476 | Pierre d'Aubusson, grand maître de l'ordre de Saint-Jean de Jérusalem.                            |
| 1503 | Emery d'Amboise, grand maître de l'ordre de Saint-Jean de Jérusalem.                              |
| 1514 | Fabrizio del Carretto, grand maître de l'ordre de Saint-Jean de Jérusalem.                        |
| 1521 | Philippe de Villiers de L'Isle-Adam, grand maître de l'ordre de Saint-Jean de Jérusalem.          |
| 1557 | Jean de Valette, grand maître de l'ordre de Saint-Jean de Jérusalem.                              |

### Toiles de la cinquième salle

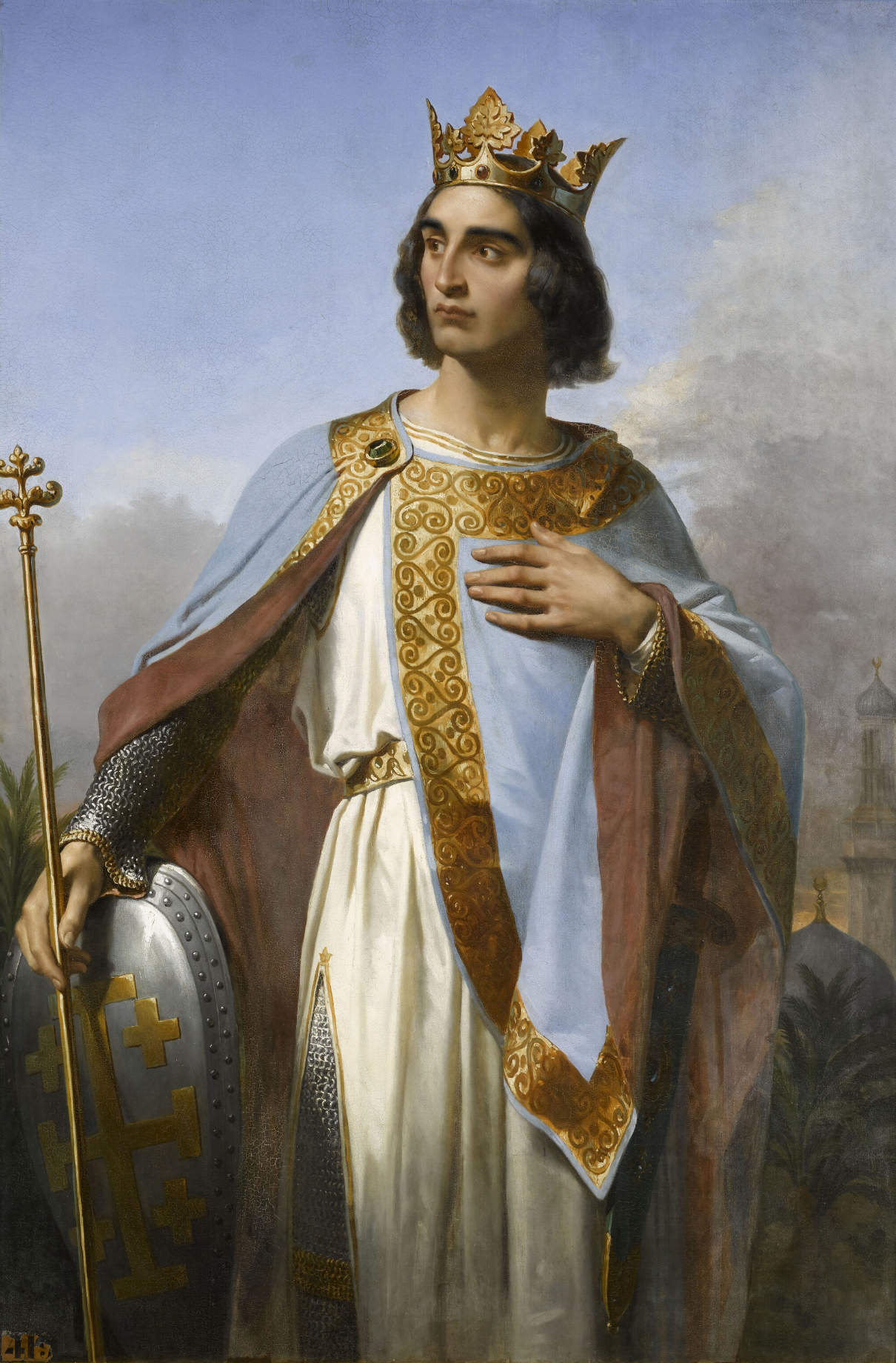
Baudouin Ier de Jérusalem

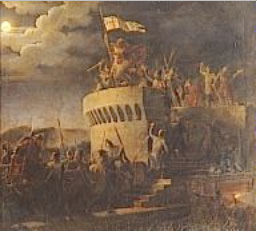
Tancrède, prince de Tibériade.

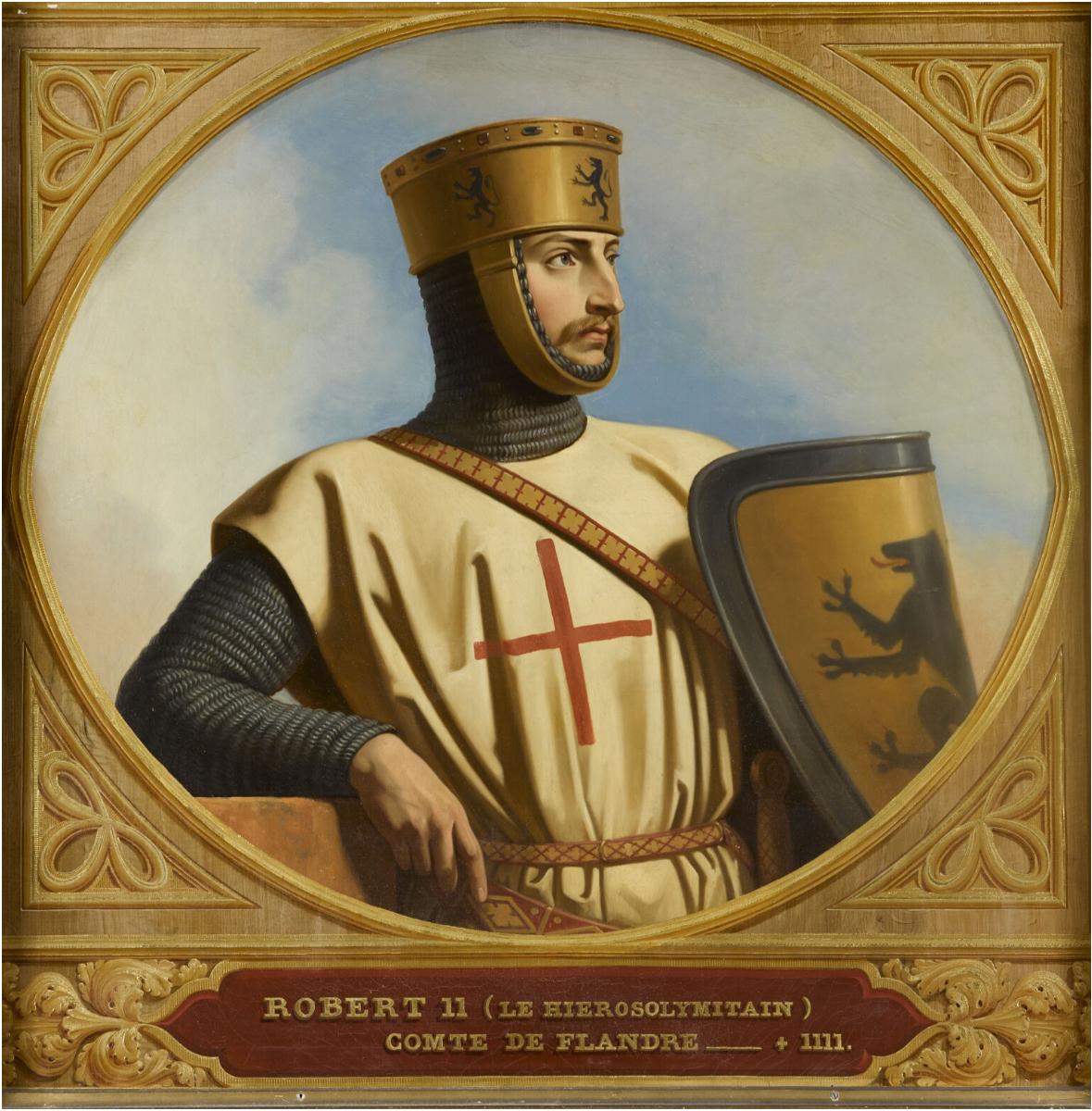
Robert II de Flandre.

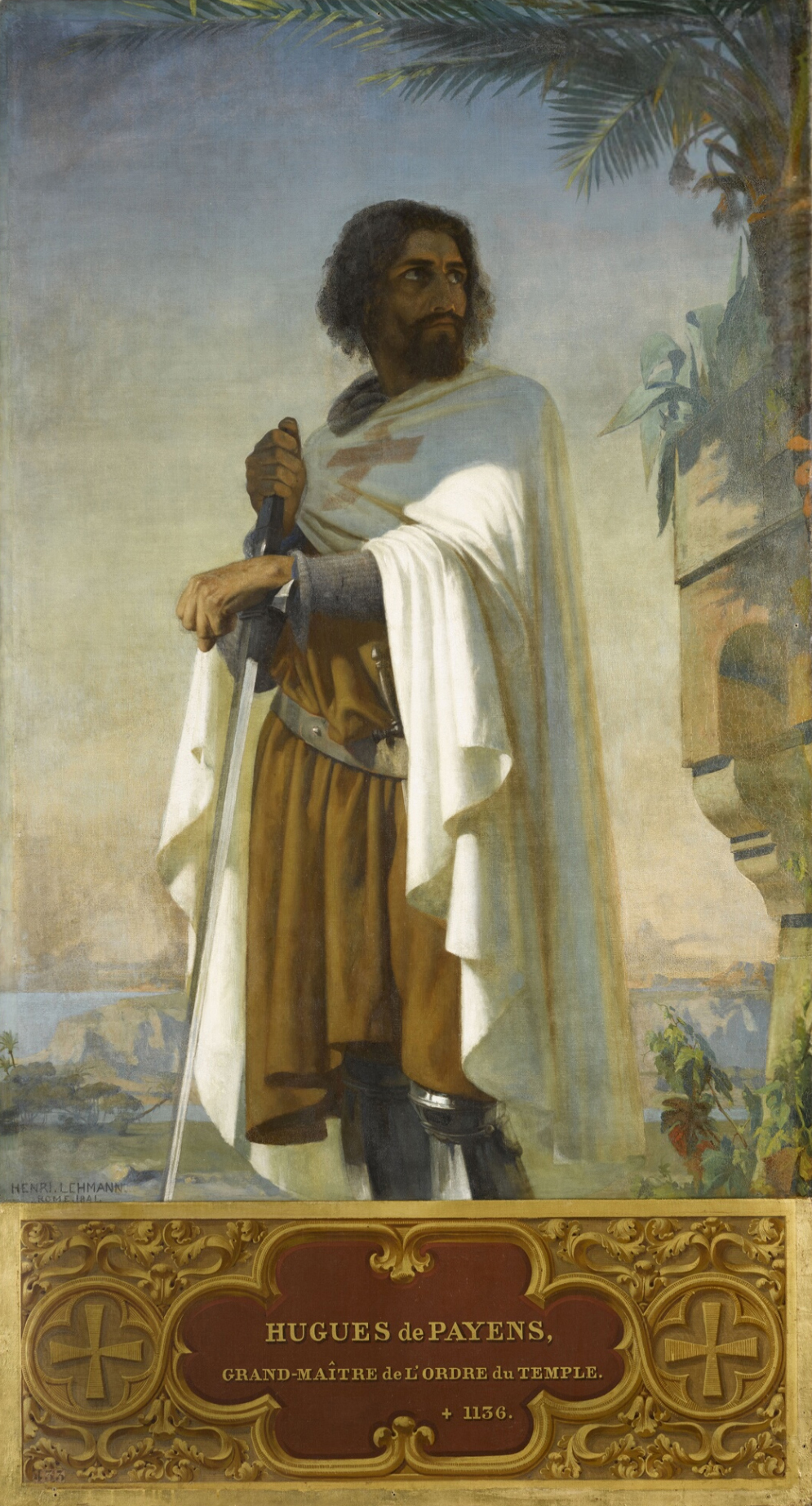
Hugues de Payns, premier grand-maître de l'ordre du Temple.

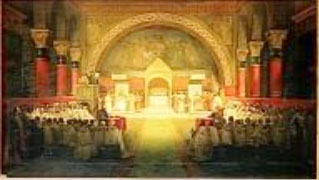
Institution de l'ordre du Temple.

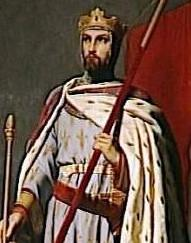
Louis VII le Jeune, roi..

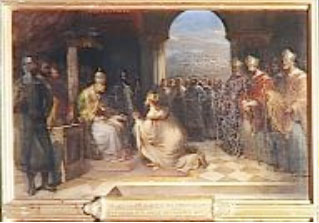
Le pape Eugène III reçoit les ambassadeurs du roi de Jérusalem.

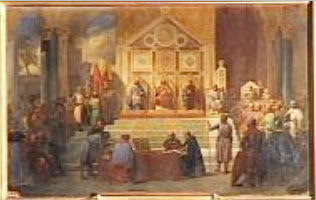
Assemblée des Croisés à Ptolémaïs.

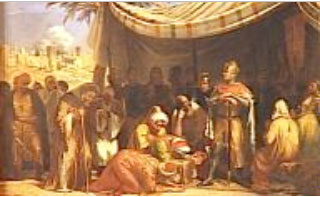
Prise d'Ascalon.

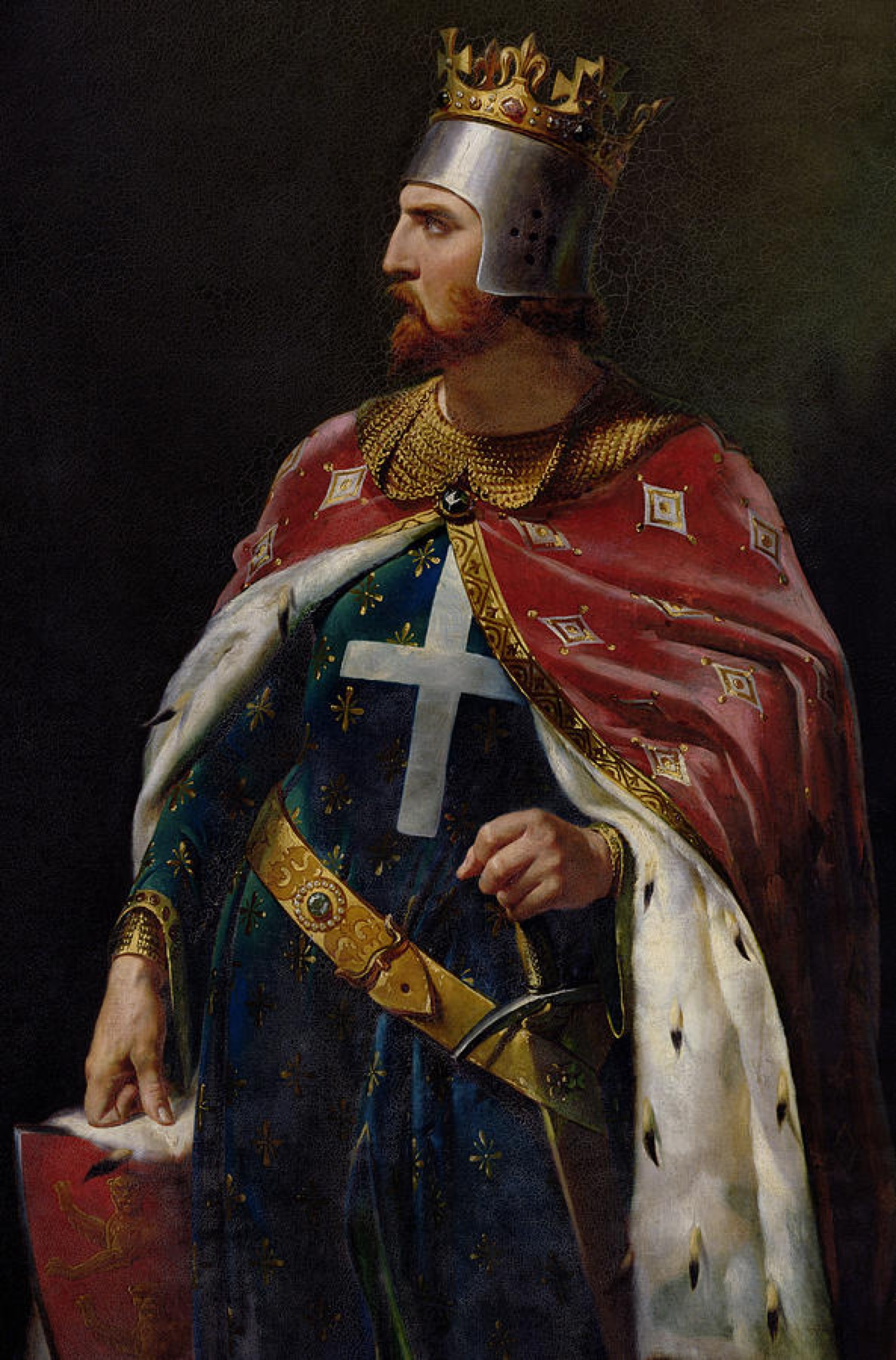
Richard Ier, dit Cœur-de-Lion, roi d'Angleterre.

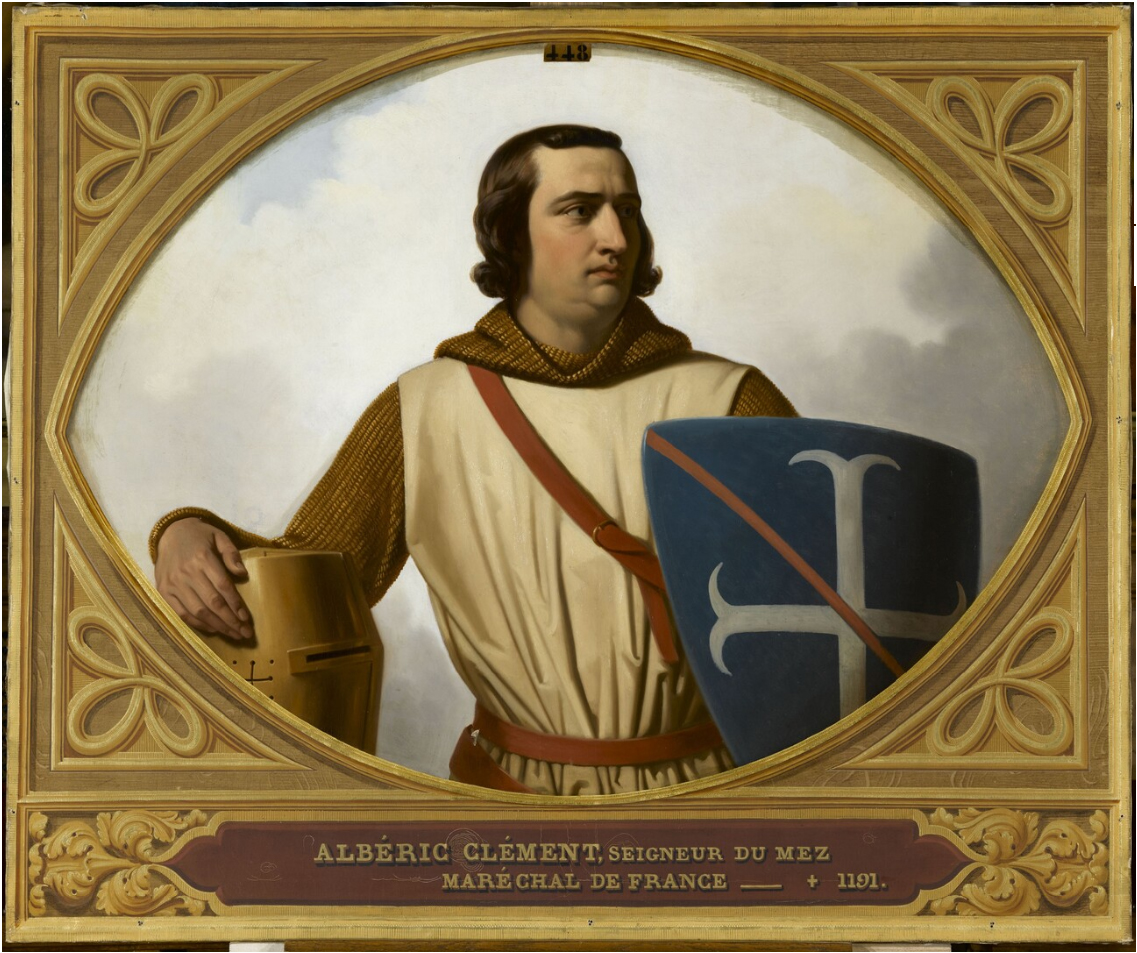
Albéric Clément, maréchal de France.

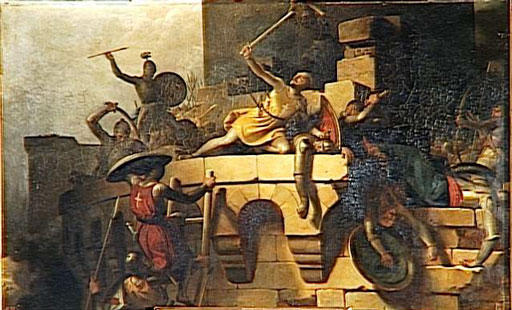
Siège de Ptolémaïs (juillet 1191).

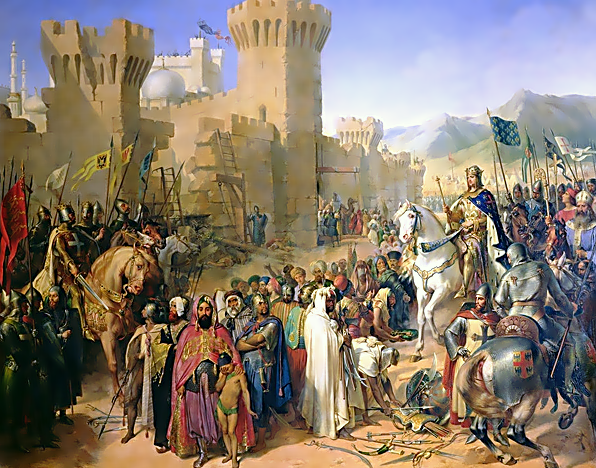
Ptolêmaïs remise à Philippe-Auguste et à Richard Cœur-de-Lion.

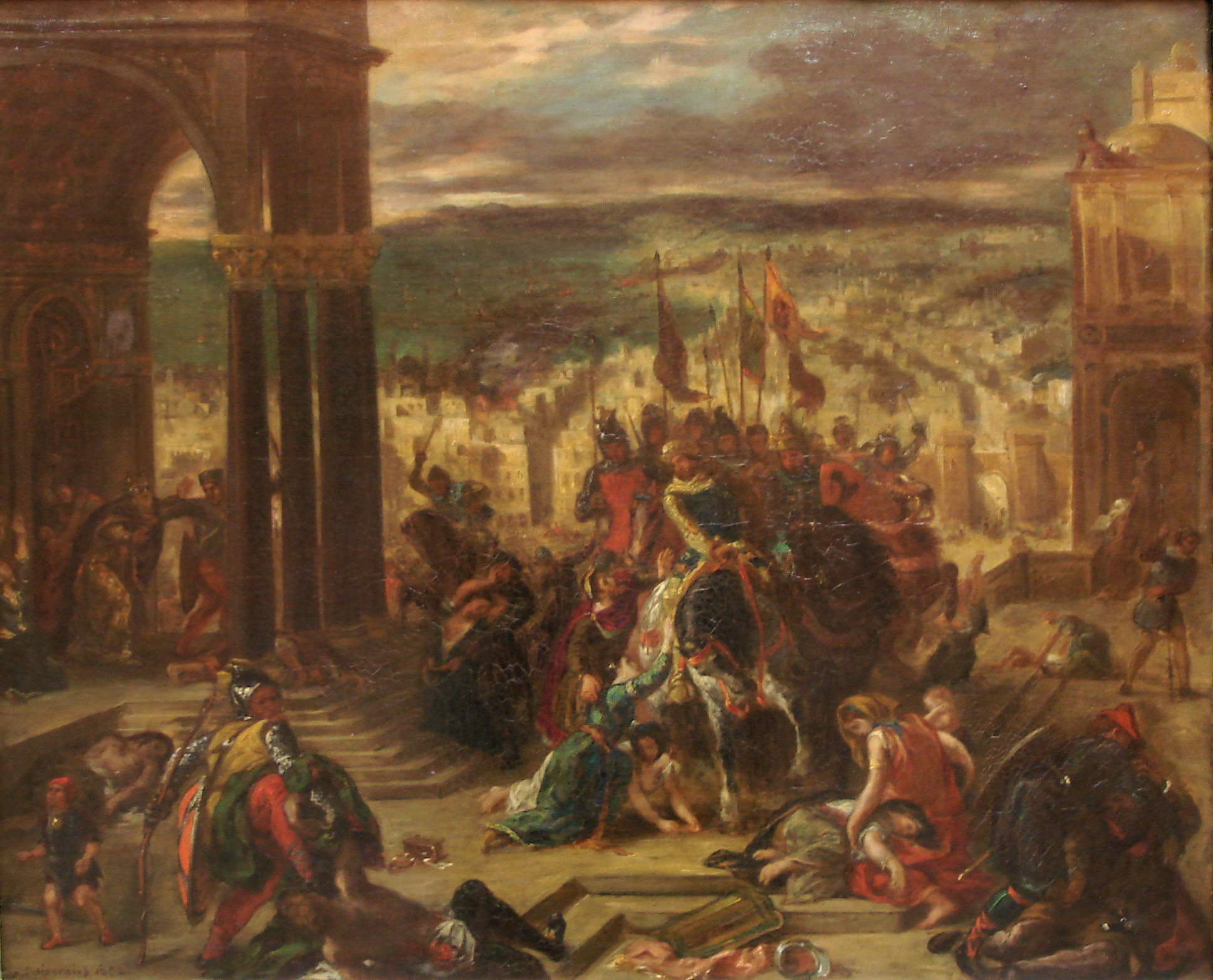
Prise de Constantinople.

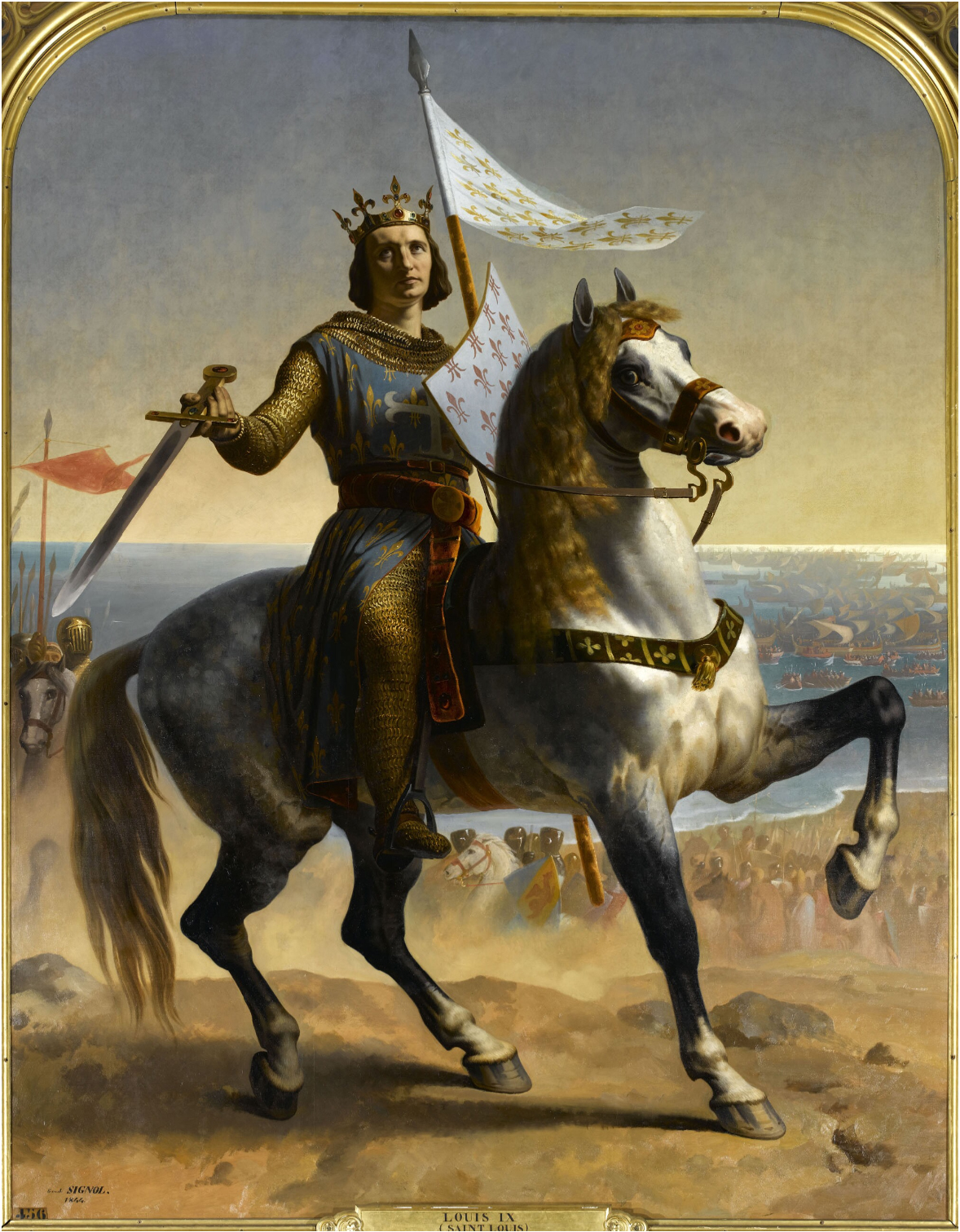
Louis IX (saint Louis), roi de France.

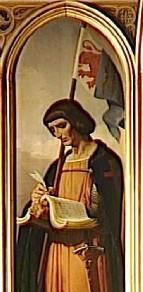
Jean de Joinville, sénéchal de Champagne.

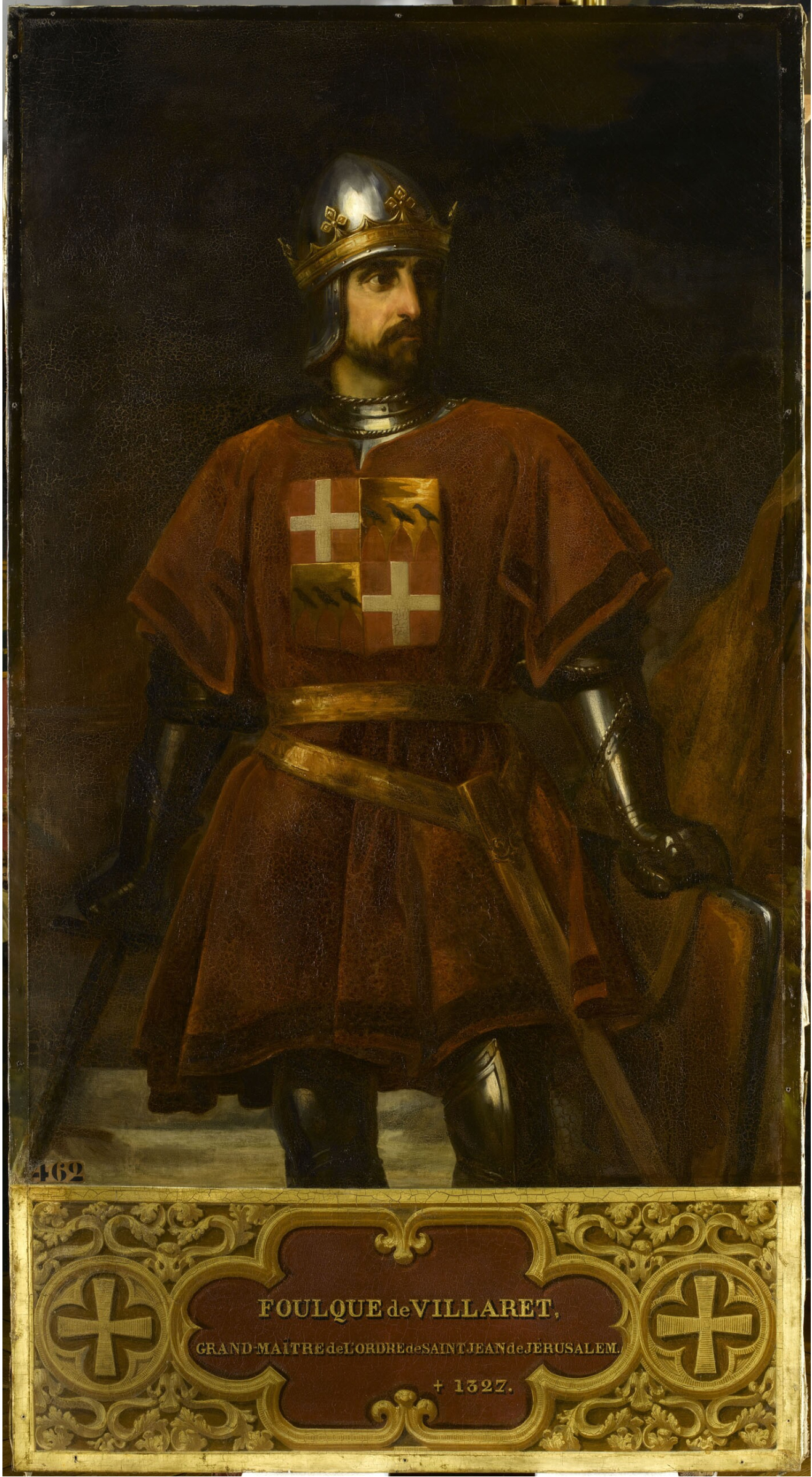
Foulques de Villaret.

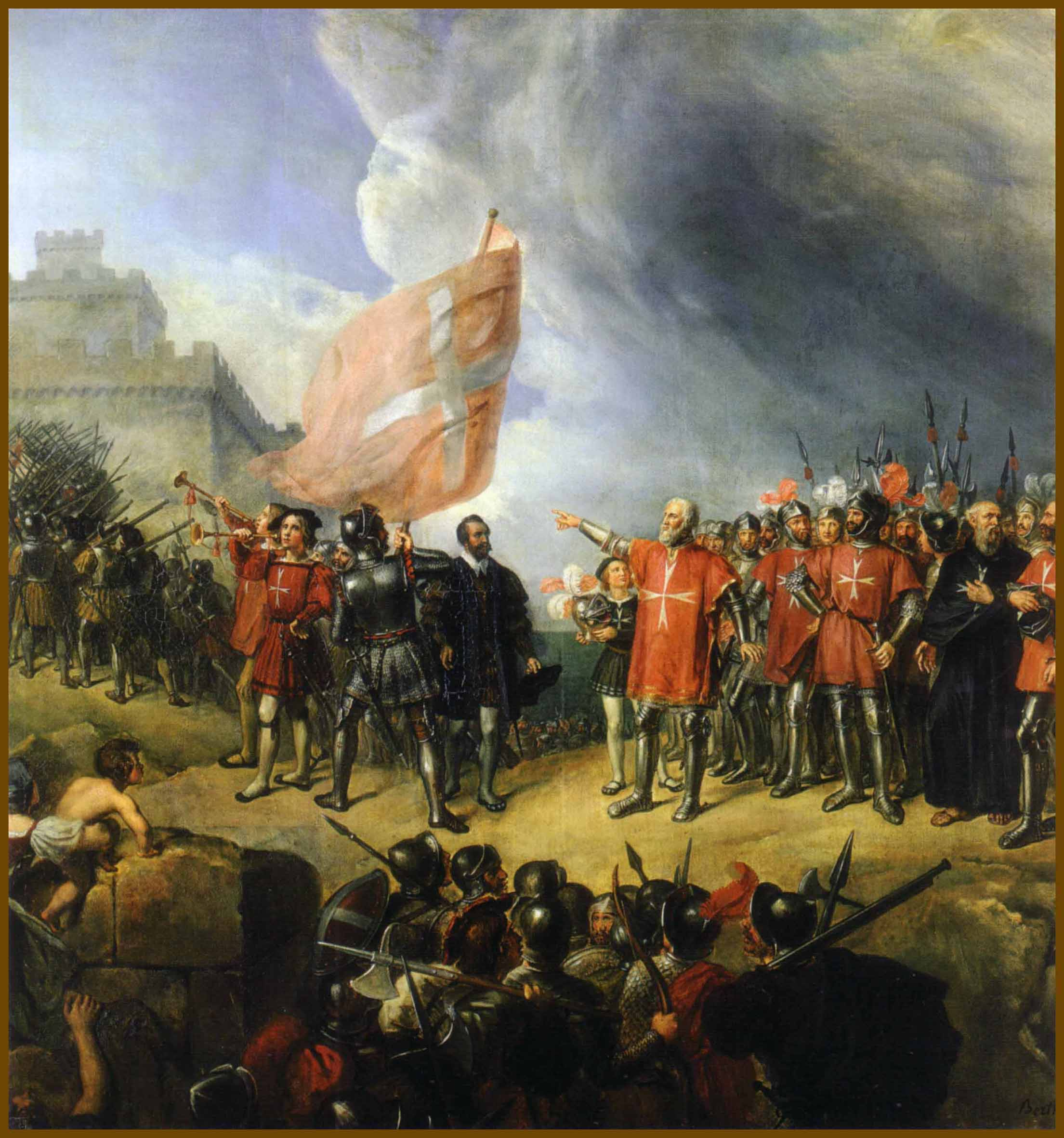
L'ordre de Saint-Jean de Jérusalem prend possession de l'île de Malte.

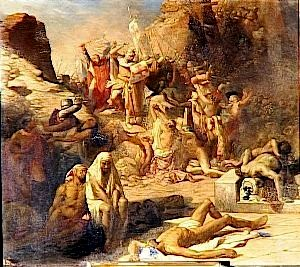
Prise de Damiette. —1219. Par Henri Delaborde en 1839.

- Pierre l'Ermite. Par Léon de Lestang-Parade. — H. 1,70. — L. 0,79. Né d'une famille noble du diocèse d'Amiens, il fait le pèlerinage de Jérusalem, et à son retour entraîne l'Europe à la délivrance de la Terre-Sainte. Après la prise de Jérusalem, il se retire à Huy, aux environs de Liège, et y fonde le monastère de Neumoutiers, où il meurt le 7 juillet 1115.
- Adhémar de Monteil, évêque du Puy. Par Merry-Joseph Blondel. — H. 2,58. — L. 0,69. Il commande, avec Raymond, comte de Toulouse, les Croisés du midi de la France. Son titre de légat apostolique en fit en quelque sorte le chef spirituel de la croisade. Il meurt à Antioche en 1098. Il est représenté en pied, tenant sa crosse de la main droite et une épée de la main gauche.
- Godefroy de Bouillon, roi de Jérusalem. Par M. Émile Signol. en 1844— H. 2,98. — L. 2,30. Godefroy, duc de la basse Lorraine, après avoir servi en Allemagne et en Italie, dans les armées de l'empereur Henri IV, est un des chefs de la croisade contre les Infidèles, résolue en 1095 dans le concile de Clermont, en Auvergne, sous le pape Urbain II. Élu roi de Jérusalem quelques jours après la prise de cette ville, le 25 juillet 1099, il y meurt à l'âge de quarante ans, le 18 juillet 1100. Il est représenté à cheval, montrant aux Croisés la ville de Jérusalem.
- Baudouin Ier de Jérusalem, roi de Jérusalem. Par Merry-Joseph Blondel. — H. 1,67. — L. 1,12. Frère de Godefroy de Bouillon, il l'accompagne en Terre-Sainte, se trouve aux sièges de Nicée et de Tarse, et s'empare de la ville d'Edesse dont il est reconnu comte. Après la mort de son frère, il est élu roi de Jérusalem en 1100, prend aux Musulmans Ptolémaïs, Beryte et Sidon, et meurt en 1118 à Laris, en traversant le désert.
- Tancrède, prince de Tibériade. Par Merry-Joseph Blondel. — H. 1,67. — L. 0,78. Il accompagne en Terre-Sainte son cousin Bohémond, et se trouve aux sièges de Tarse, d'Antioche et de Jérusalem. Godefroy de Bouillon lui donne en 1100, la principauté de Tibériade, et il meurt en 1112 à Antioche. Les exploits presque fabuleux de Tancrède sont célébrés dans un poème de son écuyer Raoul de Caen, qui a pour titre : Gestes de Tancrède.
- Hugues de France, comte de Vermandois. Par Henri de Caisne. — H. 0,94. — L. 0,65. Il est fils de Henri Ier, roi de France, et se croise en 1095. Ses exploits au siège de Nicée, en 1097, et à celui d'Antioche, en 1098, lui méritent le surnom de Grand. Il se croise de nouveau en 1101, se signale à la bataille d'Héraclée, et meurt le 18 octobre 1101, à Tarse en Cilicie, des suites de ses blessures.
- Robert III, surnommé Courteheuse, duc de Normandie. Par Henri de Caisne. — H. 0,91. — L. 1,03.Duc de Normandie, en 1087, à la mort de son père Guillaume- le-Conquérant, il est un des premiers princes français qui prennent la croix, et se signale dans tous les combats de la première croisade. Il revient en 1111 prendre possession de son duché, entreprend de s'emparer du royaume d'Angleterre occupé par son frère Henri Ier, et meurt prisonnier dans le château de Cardiff, le 10 février 1134, après vingt-huit ans de captivité.
- Robert II, dit le lérosolymitain, comte de Flandre. Par Henri de Caisne. — H. 0,91. — L. 1,03. Il succède à son père en 1093, prend part à la première croisade eu 1095, ce qui lui fait donner le surnom de lérosolymitain, et refuse la couronne de Jérusalem. De retour dans ses états eu 1100, il soutient en 1107, dans la ville de Douai, un siège contre l'empereur Henri V, s'allie en 1111 avec Louis-le-Gros contre Henri Ier, roi d'Angleterre, et l'aide à battre les Anglais devant Gisors. Ils font ensemble le siège de Meaux, lorsque le pont sur lequel Robert combat se rompit ; il tombe dans la Marne et y périt, le 4 décembre 1111.
- Prédication de la première Croisade, à Clermont en Auvergne. —Novembre 1095. — H. ft, 06. — L. 4,02. Ce tableau sera remplacé provisoirement par une tapisserie des Gobelins, représentant la bataille de Toloza entre les Espagnols et les Maures, en 1212, exécutée d'après un tableau de M. Horace Vernet, exposé au Salon de 1817.
- Tancrède, prince de Tibériade. Tancrède prend possession de Bethléem. — 6 juin 1099. Par Pierre Révoil. — H. 0,70. — L. 0,79. Les Croisés étant entrés dans la petite ville d'Emmaus, Godefroy de Bouillon envoie Tancrède, prince de Tibériade à la tête de cent cavaliers pour prendre possession de Bethléem. La bannière de la Croix flotte bientôt dans ces murs où était né le Sauveur.
- Tancrède, prince de Tibériade au mont des Oliviers. — 1099. — H. 0,70. —L. 0,79.
- Arrivée des Croisés devant Jérusalem. —1099. — H. 0,70. — L. 0,79. x
- Procession des Croisés autour de Jérusalem. 14 juillet 1099. Par Jean-Victor Schnetz en 1841. — H. 4,06. — L. La veille de la prise de Jérusalem, les Croisés font une procession autour de la ville. Pierre l'Ermite, évoquant devant eux le souvenir de chacun des saints lieux que foulent leurs pas, enflamme leur foi et leur enthousiasme, et l'assaut a lieu le lendemain.
- Godefroy de Bouillon tient les premières assises du royaume de Jérusalem. — Janvier 1100. Par M. Jollivet. — H. 0,70. — L. 0,79. Au commencement de l'année 1100, Godefroy de Bouillon convoque à Jérusalem les assises générales du royaume. Baudouin, conquérant d'Edesse, Bohémond, prince d'Antioche, Raymond de Saint-Gilles, seigneur de Laodicée, les seigneurs de Jaffa, de Ramla, de Tibériade, et tous les autres grands feudataires se rendent à cette assemblée d'où sort un des monuments les plus complets de la législation féodale.
- Du Puy (Raymond), premier grand-maître de l'ordre de Saint-Jean-de-Jérusalem. Par M. Laemlein — H. 1,70. — L. 1,11. Raymond Du Puy remplace Gérard dans la préfecture de l'hôpital, l'an 1121. Il fait de nouvelles institutions pour perfectionner la règle que Gérard avait établie ; elles sont confirmées en 1123 par le pape Calixte II, et en 1130 par Innocent II. Raymond Du Puy suit Baudouin II dans ses guerres contre les infidèles, « et depuis ce temps, dit Moréri, il n'y eut aucune expédition ni aucun combat où les chevaliers de cet Ordre ne se trouvassent ». Il meurt vers 1160.
- Institution de l'ordre de Saint-Jean de Jérusalem. — 15 février 1113. Par Henri de Caisne en 18M. — H. 0,71. — L. 1,11. Vers le milieu du XIe siècle, quelques pèlerins s'étaient associés pour fonder l'hôpital de Saint-Jean, et y donner en commun leurs soins aux pauvres et aux malades. Gérard, de la petite île de Martigues, en Provence, est, sous le titre modeste de maître de l'Hôpital, le premier chef de cette association. Plus tard, après la conquête de Jérusalem, Raymond Du Puy, gentilhomme dauphinois, qui succède à Gérard, conçoit la pensée de rendre aux hospitaliers les armes que la plupart ont quittées pour se vouer à leur mission de charité. Le chapitre de l'ordre ayant été convoqué dans l'église Saint-Jean, Raymond Du Puy fait part à ses frères de sa généreuse proposition. Les hospitaliers reprennent avec un pieux enthousiasme leurs épées, qu'ils s'engagent à ne tirer que contre les ennemis de la foi. C'est ainsi que, dans ces premiers jours de l'ordre de Saint-Jean, on voit les mêmes hommes, fidèles à leur double mission, tour à tour veiller au lit des malades et monter à cheval pour combattre les Infidèles.
- Prise de Tyr. —1124. Par Alexandre-François Caminade. — H. 0,71. — L. 1,11. L'arrivée d'une flotte vénitienne sur les côtes de Syrie fournit aux Croisés l'occasion et les moyens d'attaquer l'ancienne ville de Tyr. Ni l'approche d'une armée ennemie, qui vient de Damas au secours de la ville, ni la marche des Égyptiens sur Jérusalem, ne peuvent arracher aux Chrétiens leur proie : la bannière du roi de Jérusalem, alors prisonnier des Infidèles, flotte avec le lion de Saint-Marc sur les murs de Tyr. Le comte de Tripoli, accompagné du doge de Venise et du patriarche de Jérusalem, reçoit les clefs de la ville.
- Hugues de Payns, premier grand-maître de l'ordre du Temple. Par Henri Lehmann — H. 1,70. — L. 1,11 : Hugues de Payns fonde, avec huit autres chevaliers, une confrérie militaire pour la défense de la Terre-Sainte, qui prend son nom du Temple de Salomon. Il meurt en Orient, en 1136.
- Institution de l'ordre du Temple. — 1128. Par François Marius Granet en 1840. - H. 0,70. - L. 1,11. Au même temps où l'ordre des Hospitaliers commence sa glorieuse mission, neuf chevaliers français fondent une autre confrérie militaire, consacrée à la défense des saints lieux et à la protection des pèlerins qui venaient les visiter. Établis près du temple de Salomon ils en tirent leur nom de Templiers. Hugues de Payns et Geoffroy de Saint-Aldemar se rendent à Rome et demandent au pape Honorius III une règle et le titre d'ordre religieux. La règle leur est donnée par saint Bernard, et le concile de Troyes en 1128, autorise l'institution de l'ordre des pauvres soldats du Temple de Salomon.
- Le pape Eugène III reçoit les ambassadeurs du roi de Jérusalem. — 1145. Par Hortense Haudebourt-Lescot en 1889. — H. 0,70. — L. 1,11. Après la prise d'Edesse par le sultan Zenghi, en 1144, Baudouin III, roi de Jérusalem, envoie au pape une ambassade que conduit l'évêque de Cabale. Eugène III la reçoit à Viterbe et appelle aussitôt les princes d'Occident à une nouvelle croisade.
- Louis VII le Jeune, roi. Par Émile Signol. — H. 2,55. — L. 1,81. Il est représenté en pied tenant son sceptre de la main droite et l'oriflamme de la main gauche.
- Henri Ier, dit le Libéral, comte palatin de Champagne et de Brie. Par Henri de Caisne. — H. 0,90. — L. 1,21. N'étant que comte de Meaux il accompagne, en 1147, le roi Louis VII à la croisade et y demeure jusqu'après le siège de Damas, en 1148. Il revient alors en Europe, et à la mort de son père Thibaud IV, en 1152, lui succède au comté de Champagne. En 1178, Henri se croise de nouveau et meurt à Troyes le 17 mars 1181, sept jours après son retour de la Terre-Sainte.
- Saint Bernard, premier abbé de Clairvaux. Par L. DE LESTANG. — H. 1,70. — L. 1,13. Il entre en 1113, à l'âge de vingt-trois ans, à l'abbaye de Citeaux, qui avait été fondée dans l'année 1098. Ordonne abbé en 1115, il est le premier abbé de Clairvaux ; défenseur de l'église, il combat les novateurs, fait condamner en 1140, au concile de Sens, le schisme d'Abeilard, et se déclare contre le moine Raoul qui demande le massacre des Juifs. Saint Bernard prêche en 1143 la deuxième croisade en France et en Allemagne. Il meurt à l'abbaye de Clairvaux, le 20 août 1153.
- Prise de Lisbonne. — 25 octobre 1147. Par DESMOULINS. — H. 0,70. — t. 1,11. Au commencement du mois de juin 1147, les Croisés entrent dans le Tage, et vont secourir Alphonse, roi de Portugal, fils de Henri de Bourgogne, qui assiège alors Lisbonne. Les musulmans résistent plus de quatre mois, et ce n'est que le 25 octobre qu'Alphonse vainqueur entre dans sa nouvelle capitale.
- Louis VII le Jeune force le passage du Méandre. — 1148. Par Tony Johannot en 1841. — H. 0,70. — L. 1,11. L'armée française traverse l'Asie Mineure pour se diriger sur la Syrie, lorsqu'elle rencontra les Turcs sur les bords du Méandre. Louis VII le Jeune protège le passage de son armée, en se lançant à toute bride contre ceux des Turcs qui assaillaient les siens par derrière ; il les poursuivit jusque dans les montagnes, et, selon l'expression d'Odon de Deuil, les deux rives du fleuve furent semées de cadavres ennemis.
- Louis VII le Jeune dans les défilés de Laodicée en Syrie. —1148. Par Boisselier en 1859. — H. 0,70. — L. 1,11. En sortant de Laodicée, les Français se sont engagés imprudemment dans un défilé où les Turcs surprennent leur armée, et du haut des montagnes l'écrasent malgré une longue et héroïque résistance. Dans cette mêlée, le roi perd son escorte et est poursuivi par un grand nombre d'ennemis qui se jettent après lui pour s'emparer de sa personne, tandis que d'autres, plus éloignés, lui tirent des flèches. Mais, monté sur un rocher et adossé à un arbre, sa cuirasse le préserve de l'atteinte des flèches, et avec son glaive tout sanglant il fit tomber, dit Odon de Deuil, les mains et les têtes de beaucoup d'ennemis. Enfin ceux-ci, qui ne le connaissaient pas, voyant qu'il serait difficile de le saisir, et craignant qu'il ne survînt d'autres combattants, renoncèrent à l'attaquer et s'éloignèrent.
- Assemblée des Croisés à Ptolémaïs. —1148. Par Charles Alexandre Debacq en 1839. — H. 0,70. — L. 1,11. Une grande assemblée ayant été convoquée à Ptolémaïs pour y décider les moyens de raffermir le trône de Jérusalem, l'empereur Conrad, Louis VII le Jeune, roi de France, le jeune roi de Jérusalem, Baudouin III, s'y rendent accompagnés de leurs barons et de leurs chevaliers. Les chefs du clergé y siègent avec toutes les pompes de l'église, et la reine Mélisende, avec la marquise d'Autriche, viennent assister aux délibérations. On y résout le siège de Damas.
- Prise d'Ascalon. — 1152. Par Sébastien Cornu en 1841. — H. 0,70. — L. 1,13.

Baudouin III ayant résolu de s'emparer d'Ascalon, tous les barons du royaume de Jérusalem accoururent sous sa bannière, le patriarche à leur tête, avec la vraie croix de Jésus-Christ. Le siège dura plus de deux mois. Les machines de guerre des Croisés furent un jour livrées aux flammes par les Musulmans ; mais le vent du désert poussa l'incendie contre ceux qui l'avaient allumé ; cette circonstance détermina la reddition de la ville, et Baudouin vit arriver dans sa tente des messagers qui demandaient en suppliant à capituler. Peu d'heures après, on vit l'étendard de la croix flotter sur les tours d'Ascalon.
- Bataille de Putaha. — 1159. Par M. PÊROU. — H. 0,70. — L. 1,13. Le sultan de Damas ayant franchi le Liban pour descendre en Palestine, Baudouin le bat dans une sanglante bataille à Putaha, entre le Jourdain et le lac de Sonnaserh. Plus de six mille Infidèles demeurent sur la place, sans compter les blessés et les prisonniers.
- Combat près de Nazareth. — 1er mai 1187. Eugène Roger — H. 0,70. —L. 1,14. Cinq cents chevaliers de Saint-Jean et du Temple résistent à toute une armée du Sultan Saladin[a].
- Philippe II Auguste, Par M. Émile Signol. — H. 2,55. — L. 1,31. Il est représenté en pied, tenant l'oriflamme de la main droite et son épée de la main gauche.
- Richard Cœur de Lion, roi d'Angleterre. Par Merry-Joseph Blondel. — H. 1,70. — L. 1,14. Investi en 1169 par son père Henri II du duché d'Aquitaine, il lui succède en 1189 et prend la croix l'année suivante. Il s'empare de l'île de Chypre, prend part au siège de Ptolémaïs avec Philippe-Auguste, et après le départ du roi de France continue la lutte contre Saladin. Forcé de renoncer à la conquête de Jérusalem, il se rembarque pour l'Europe en 1192, et est retenu captif en Allemagne pendant quatorze mois. Après avoir repris son sceptre des mains de son frère Jean qui l'avait usurpé pendant son absence, il entre en lutte avec Philippe-Auguste, et est tué le 6 avril 1199 devant le château de Chalus qu'il assiège. Ses restes sont ensevelis dans l'abbaye de Fontevrault.
- Albéric Clément, maréchal de France. Par Henri de Caisne. — H. 0,90. — L. 1,02. Maréchal de France vers 1190, il accompagne Philippe-Auguste en Terre-Sainte, et est tué au siège de Ptolémaïs, en juillet 1191.
- Siège de Ptolémaïs — Juillet 1191. Par Fragonard. — H. 0,70. — L. 1,14. Le siège de Ptolémaïs, qui dure près de deux ans (28 août 1189-13 juillet 1191), est comparé au siège de Troie dans les chroniques contemporaines. Le dernier effort de l'armée française se porte contre la tour maudite. La mine ayant ébranlé les fondements de cette tour, et le mur commençant à chanceler, Albéric Clément, maréchal du roi Philippe, s'écrie : « Je mourrai aujourd'hui, ou, avec la grâce de Dieu, j'entrerai dans Acre. » Saisissant une échelle, il s'élance au haut de la muraille, et abat de son épée plusieurs Sarrasins. Mais trop de guerriers l'ont suivi, et ils sont entraînés à terre avec l'échelle qui ne peut les porter. Les Sarrasins, en la voyant tomber, poussent un cri de joie : Albéric, seul sur le mur, y trouve une mort glorieuse.
- Tournoi sous les murs de Ptolémaïs. —1191. -H. 0,70. — L. 0,80.
- Ptolémaïs remise à Philippe-Auguste et à Richard Cœur-de-Lion. — 13 juillet 1191. Par Merry-Joseph Blondel en 1840. — H. 4,06. — U 4,94. Philippe-Auguste et Richard prennent possession de la ville, et les deux bannières de France et d'Angleterre sont en même temps arborées sur les murailles. Les Sarrasins avaient enfin demandé à capituler, et passent désarmés devant les Croisés rangés en bataille.
- Marguerite de France mène les Hongrois à la croisade. — 1196. Par Édouard Pingret. — H. 0,70. — L. 0,79. Marguerite de France, sœur de Philippe-Auguste, et reine de Hongrie, conduit elle-même ses peuples à la croisade. Cette princesse, après la mort du roi Bêla son époux, fait le serment de ne vivre que pour Jésus-Christ, et de finir ses jours dans la Terre-Sainte.
- Prise de Constantinople. — 12 avril 1204. Par Eugène Delacroix en 1840. — H. 4,06. — L. 4,92. Baudouin, comte de Flandre, commande les Français qui avaient donné l'assaut du côté de la terre, et le vieux doge Dandolo, à la tête des Vénitiens et sur ses vaisseaux, avait attaqué le port. Les principaux chefs parcourent les divers quartiers de la ville, et les familles éplorées viennent sur leur passage invoquer leur clémence.
- Prise de Damiette. —1219. Par Henri Delaborde en 1839. — H. 0,70. — L. 0,79. Les Croisés, commandés par Jean de Brienne, vont mettre le siège devant Damiette, vers la fin du mois de mai de l'année 1218. Ce siège ne dure pas moins de dix-huit mois ; enfin dans les premiers jours de novembre de l'année suivante, un dernier assaut livre la ville aux assiégeants.
- Louis IX (saint Louis), roi de France. Par M. Émile Signol en 1844. — H. 2,98. — L. 2,32.

Il est représenté à cheval, au moment de son débarquement en Égypte.
- Robert de France, comte d'Artois. Par Henri de Caisne. — H. 0,91. — L. 1,04. Il suit le roi saint Louis, son frère, à son premier voyage d'outre-mer, se trouve à la prise de Damiette, et est tué à la bataille de la Mansourah, le 9 février 1250, à l'âge de trente-quatre ans.
- Alphonse de France, comte de Poitiers et de Toulouse. Par Henri de Caisne. — H. 0,91. — L. 1,08. Son frère, saint Louis, lui donne en apanage le comté de Poi tou, et son mariage, en 1241, avec l'héritière du comté de Toulouse, assure la réunion de cet État à la couronne de France. Lorsque saint Louis part pour l'Égypte, il nomme son frère régent avec la reine Blanche leur mère ; mais Alphonse le rejoint l'année suivante à Damiette, et est prisonnier avec lui. Il veut encore l'accompagner en 1270 dans son expédition contre Tunis, et meurt au château de Corneto dans le Siennois, le 21 août 1271, dans sa cinquante-unième année.
- Charles de France, comte d'Anjou, roi de Naples, de Sicile et de Jérusalem. Par Henri de Caisne. H. 0,94. — L. 0,65. Les comtés d'Anjou et du Maine lui sont donnés en apanage en 1246 par son frère saint Louis, et il devient comte de Provence par suite de son mariage avec Béatrix, héritière de Baymond Bérenger. Il accompagne saint Louis en Égypte, et à son retour reçoit du pape Urbain IV le titre de patrice de Rome et la couronne des Deux-Siciles. Au moment de la mort de saint Louis devant Tunis, Charles d'Anjou lui amène un renfort de troupes. Sacré et couronné roi de Jérusalem en 1283, après le massacre des Vêpres Siciliennes, qui lui avait enlevé la Sicile, il meurt à Foggia dans la Capitanate, le 7 janvier 1285, âgé de soixante-cinq ans.
- Jean de Joinville, sénéchal de Champagne. Par Merry-Joseph Blondel. — H. 2,57. — L. 0,70. Sénéchal héréditaire de Champagne et conseiller de saint Louis, il suivit ce prince à la croisade de 1248. Revenu en France avec lui dans l'année 1254, il assista en qualité de gouverneur du comté de Champagne aux assises de cette province en 1296. L'année suivante le roi Louis IX fut mis au nombre des saints par le pape Boniface VIII, et Joinville rendit un culte pieux à sa mémoire en écrivant l'histoire du saint roi. Il mourut en 1319, âgé de quatre-vingt-quinze ans. Il est représenté en pied.
- Molay (Jacques), dernier grand-maître de l'ordre du Temple. Par Amaury-Duval. — H. 1,70. — L. 0,79. Admis vers 1265 dans l'ordre du Temple, il est élu grand- maître en 1298 et entre vainqueur dans Jérusalem en 1299. Il est retiré dans l'île de Chypre, lorsqu'il est appelé en France par le pape Clément V, et à la suite du procès intenté à son ordre il est brûlé à Paris le 18 mars 1314.
- Foulques de Villaret, 24e grand-maître de l'ordre de Saint-Jean de Jérusalem. Par Eugène Goyet — H. 1,70. — L. 1,11. Il succède en 1307 à son frère Guillaume dans la dignité de grand-maître, et après l'expulsion des Chrétiens de la Terre- Sainte, s'empare de l'île de Rhodes qui devient alors le chef-lieu de l'ordre et lui donne son nom. L'an 1315 il défend cette conquête contre le sultan Osman, et abdique en 1319. Il meurt au château de Tiran, en Languedoc, le 1er septembre 1327.
- Pierre d'Aubusson, 38e grand-maître de l'ordre de Saint-Jean de Jérusalem. Par Édouard Odier. — H. 2,65. — L. 1,02. Grand-prieur de la langue d'Auvergne, il est élu grand-maître en 1476. Il préside en 1480 à la défense de Rhodes, et est nommé cardinal par le pape Innocent VII. D'Aubusson meurt à Rhodes le 3 juillet 1503, âgé de quatre-vingts ans. Il est représenté à cheval, en armure, avec le chapeau et le manteau de cardinal.
- Pierre d'Aubusson, grand-maître de l'ordre de Saint-Jean de Jérusalem, Statue couchée ; plâtre. — Long. 2,04. Le corps de cette figure est moulé d'après la statue de Villiers de l'Isle-Adam provenant de Malte, et la tête a été faite par Pierre-Charles Simart.
- Levée du siège de Rhodes. — 19 août 1480. Par Édouard Odier. — H. 4,06. — L. 6,55. L'an 1480, vers la fin du mois de mai, le grand-vizir Misach Paléologue, renégat, de l'ancienne famille des empereurs grecs, paraît devant Rhodes avec une flotte qui, au rapport des contemporains, ne porte pas moins de cent mille hommes. La ville est attaquée à la fois par terre et par mer, et pendant trois mois la formidable artillerie de Mahomet II ne cesse pas de foudroyer ses murailles. Deux fois repoussés, les Turcs dirigent contre la basse ville et le quartier des Juifs, une troisième attaque. Le rempart est escaladé en silence, la garde endormie est égorgée, et le drapeau des Infidèles arboré en signe de triomphe. Pierre d'Aubusson, averti du péril fait déployer sur-le-champ le grand étendard de la religion. La lutte est terrible : le sang des chevaliers y coule à grands flots, et le grand-maître lui-même est deux fois renversé. Mais ni cette double chute, ni les sept blessures qu'il reçoit ne ralentissent son ardeur, et, après une mêlée épouvantable, les Turcs, subjugués par l'énergie surnaturelle de leurs ennemis, prennent la fuite. Paléologue découragé se retire sur ses vaisseaux, et pendant qu'il fait voile vers le Bosphore, Pierre d'Aubusson va dans l'église de Saint-Jean rendre grâces à Dieu de la victoire qu'il vient de remporter.
- Philippe de Villiers de L'Isle-Adam, 42e grand-maître de l'ordre de Saint-Jean de Jérusalem ou de Malte. Par M. SAINT-EVRE. — H. 1,70. — L. 0,79. Élu grand-maître en 1521, il est obligé de rendre l'île de Rhodes au sultan Soliman en 1522, et se retire dans l'île de Candie. Il transporte en 1530 le siège de l'ordre dans l'île de Malte qu'il a obtenue de Charles-Quint, et y meurt le 22 août 1534, à soixante-dix ans.
- Philippe de Villiers de L'Isle-Adam, grand-maître de l'ordre de Malte,  Statue à genoux ; albâtre. — H. 1,25. Cette figure, placée autrefois dans l'église du Temple, à Paris, est entièrement restaurée sous la direction de Lenoir, et fait partie du musée des Monuments français.
- Entrée des chevaliers de l'ordre de Saint-Jean à Viterbe. — 1527. Par Auguste-Hyacinthe Debay. — H. 1,05. — L. 1,01. Rhodes étant tombée aux mains de Soliman, Villiers de l'Isle-Adam réunit ses chevaliers à Viterbe en un chapitre général. À ce chapitre est remis le soin de décider si l'on court les chances d'une expédition pour reconquérir Rhodes, ou si l'on accepte l'île de Malte, offerte par Charles-Quint. Ce dernier parti prévaut.
- L'ordre de Saint-Jean prend possession de l'île de Malte. — 26 octobre 1530. Par René Théodore Berthon. — H. 1,09. — L. 1,01. Le grand-maître Villiers de l'Isle-Adam, dit Vertot, le conseil et les principaux commandeurs entrent dans le grand port le 26 octobre, et après être débarqués, ils allèrent droit à l'église paroissiale de Saint-Laurent. Après y avoir rendu leurs cremiers hommages à celui que l'ordre reconnoissoit pour son maître souverain, on se rendit au bourg situé au pied du château Sainl- Ange.
- Jean de Valette, 47e grand-maître de l'ordre de Malte. Par Charles-Philippe Larivière. H 2,65. — L. 1,01. Il est élevé à la dignité de grand-maître en 1557, après avoir passé par toutes les dignités de l'ordre. Il défend Malte en 1565 contre Soliman II, et après avoir fait relever le fort Saint-Elme, fait construire la ville nommée Cité Valette qui rend l'île imprenable. Il meurt à Malte le 21 août 1568, à soixante-quatorze ans. Il est représenté à cheval et en armure.
- Jean de Valette, grand-maître de l'ordre de Malte. Statue couchée ; plâtre. — L. 1,85. La figure originale est dans l'église de Saint-Jean, à Malte.
- Levée du siège de Malte. — Septembre 1565. Charles-Philippe Larivière en 1852. — H. &, 06. — L. 6,55. Le siège dure cinq mois. Mustapha, général des armées de Soliman, et Piali, amiral de sa flotte, rivalisent d'ardeur et d'opiniâtreté dans les attaques qu'ils livrent à l'île sur tous les points. Dragut, pacha de Tripoli, y laisse la vie. Toute l'audace et l'habileté des deux lieutenants de Soliman sont épuisées : seize mille hommes forment le reste unique de la puissante armée qu'ils ont amenée des ports de Turquie, lorsque le vice-roi de Sicile, don Garcie de Tolède, débarque enfin des troupes qui font lever le siège.